# Lijst van districten van Turkije
Dit is een lijst van districten van Turkije naar provincie.
De provincies van Turkije zijn verdeeld in 923 districten (ilçeler; enkv. ilçe). Districten kunnen stedelijk of landelijk zijn en hebben meestal de naam van de hoofdstad van het district. Aan het hoofd van een district staat een (vice/sub)-gouverneur (kaymakam).
Binnen een district zijn er gemeenten (belediye of belde).
Het vetgedrukte district is het district waar de hoofdplaats is.

## Adana (provincie)

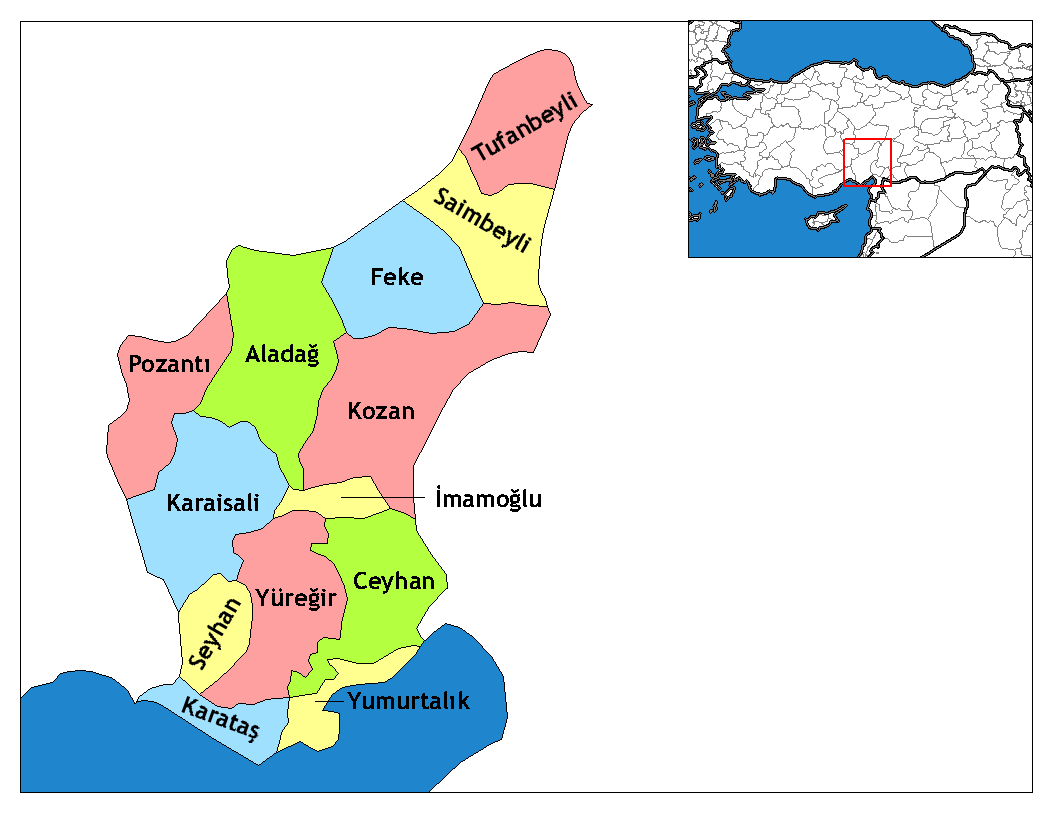
Districten van Adana

- Aladağ
- Ceyhan
- Feke
- İmamoğlu
- Karaisalı
- Karataş
- Kozan
- Pozantı
- Saimbeyli
- Seyhan
- Tufanbeyli
- Yumurtalık
- Yüreğir

## Adıyaman (provincie)

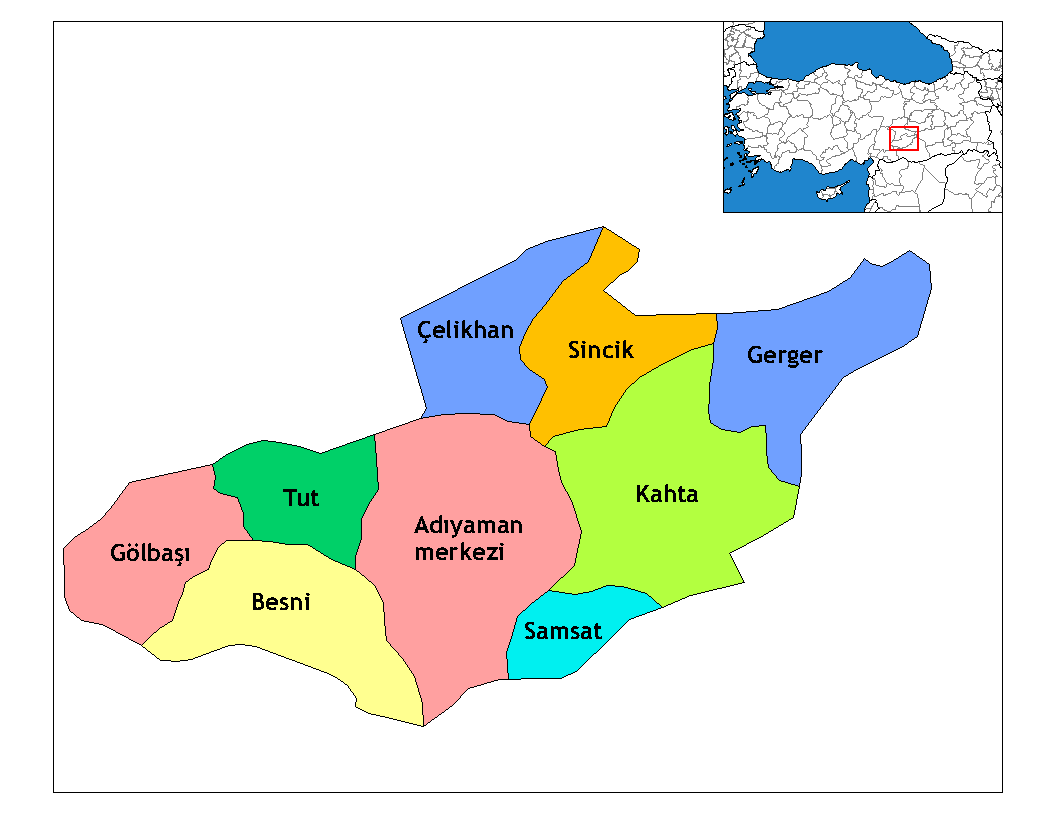
Districten van Adıyaman

- Adıyaman
- Besni
- Çelikhan
- Gerger
- Gölbaşı
- Kahta
- Samsat
- Sincik
- Tut

## Afyonkarahisar (provincie)

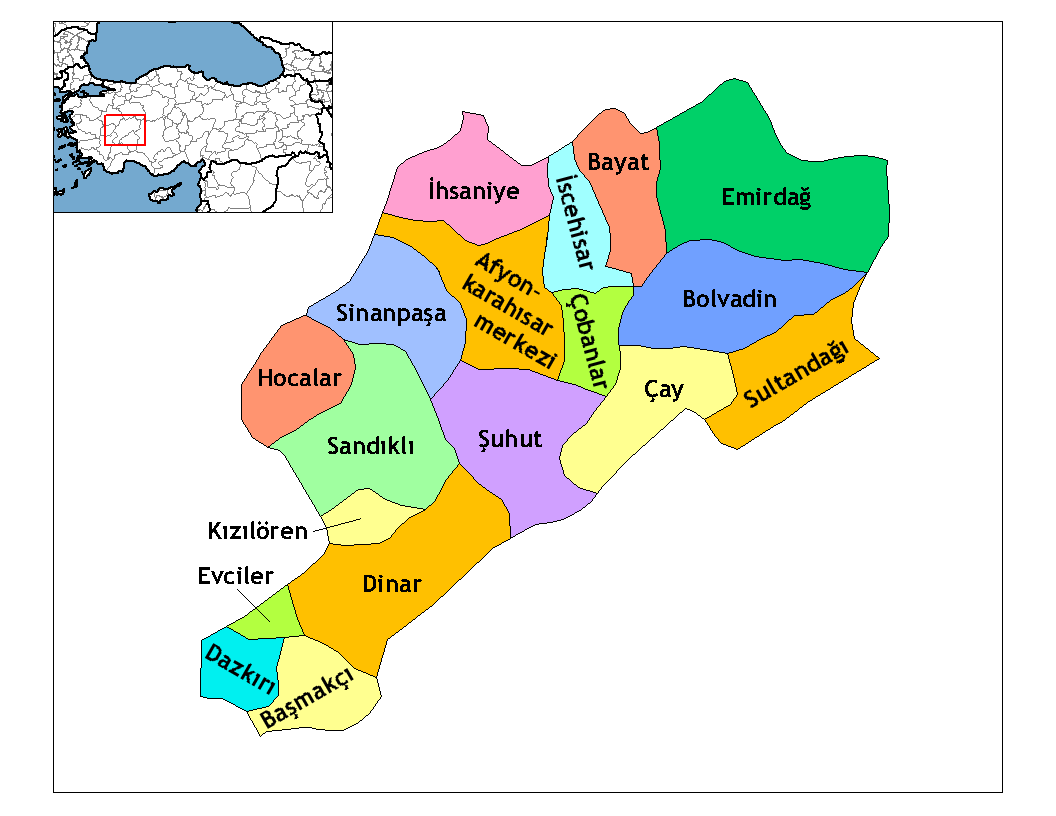
Districten van Afyonkarahisar

| - Afyonkarahisar - Başmakçı - Bayat - Bolvadin - Çay - Çobanlar - Dazkırı - Dinar - Emirdağ | - Evciler - Hocalar - İhsaniye - İscehisar - Kızılören - Sandıklı - Sinanpaşa - Sultandağı - Şuhut |

## Ağrı (provincie)

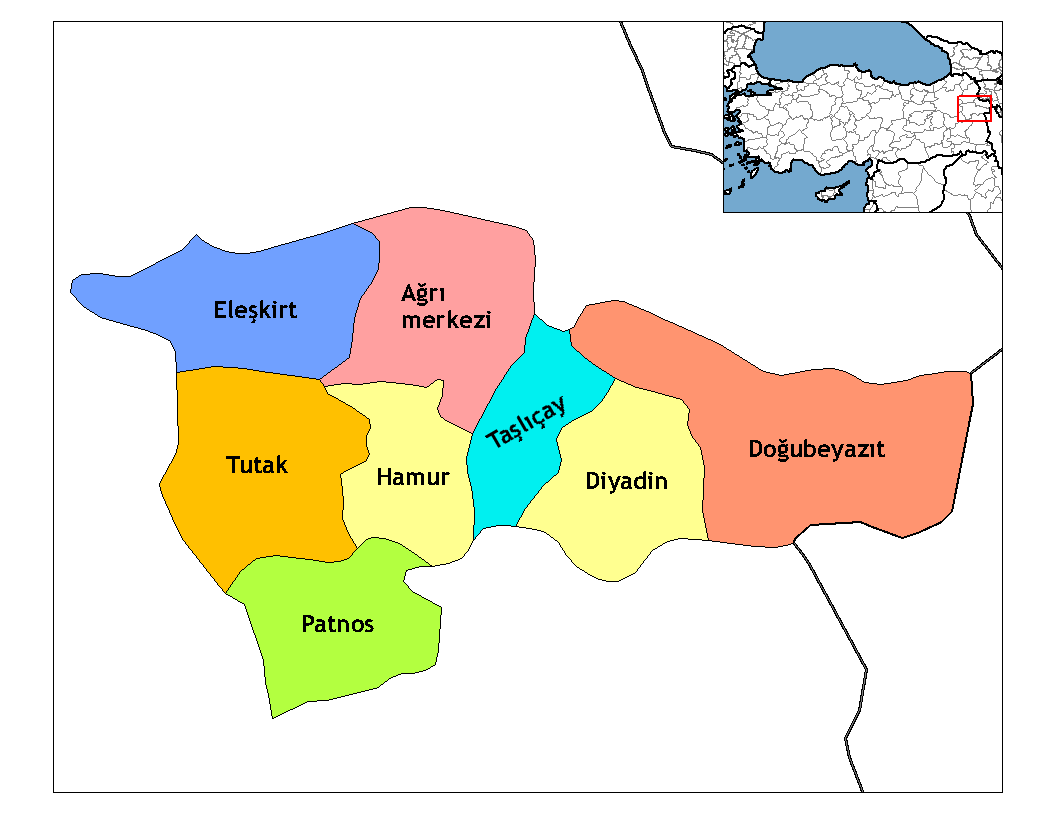
Districten van Ağrı

- Ağrı
- Diyadin
- Doğubeyazıt
- Eleşkirt
- Hamur
- Patnos
- Taşlıçay
- Tutak

## Aksaray (provincie)

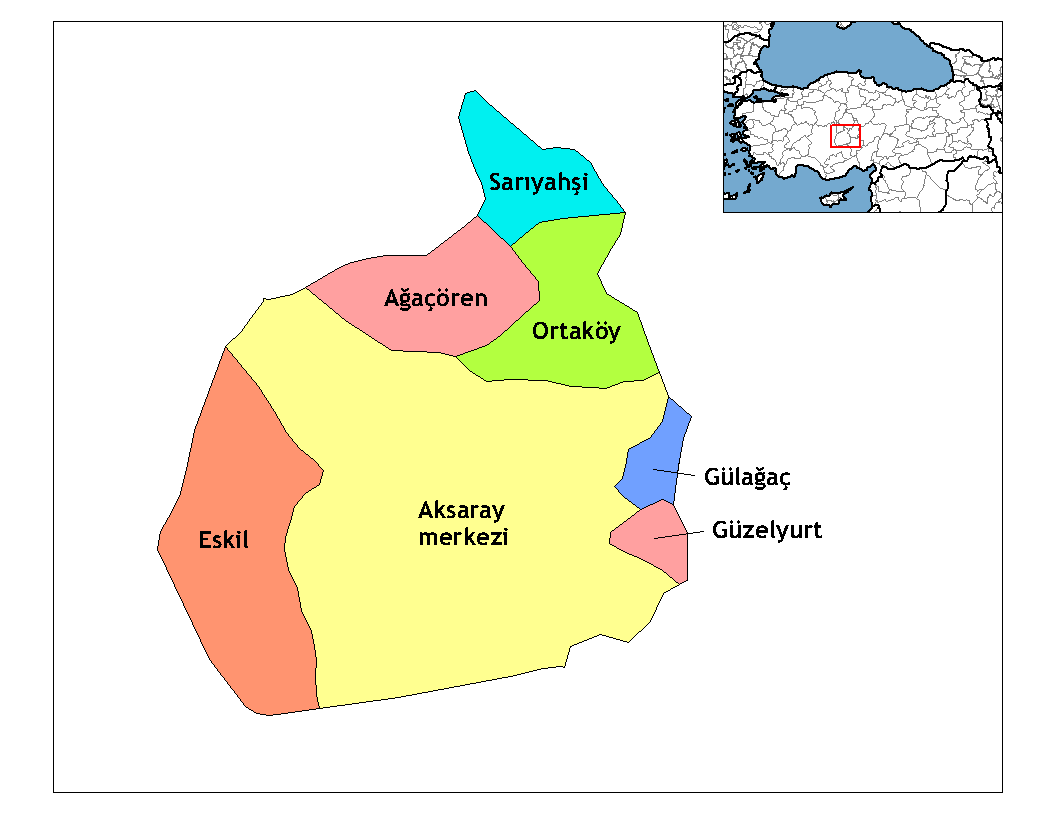
Districten van Aksaray

- Ağaçören
- Aksaray
- Eskil
- Gülağaç
- Güzelyurt
- Ortaköy
- Sarıyahşi

## Amasya (provincie)

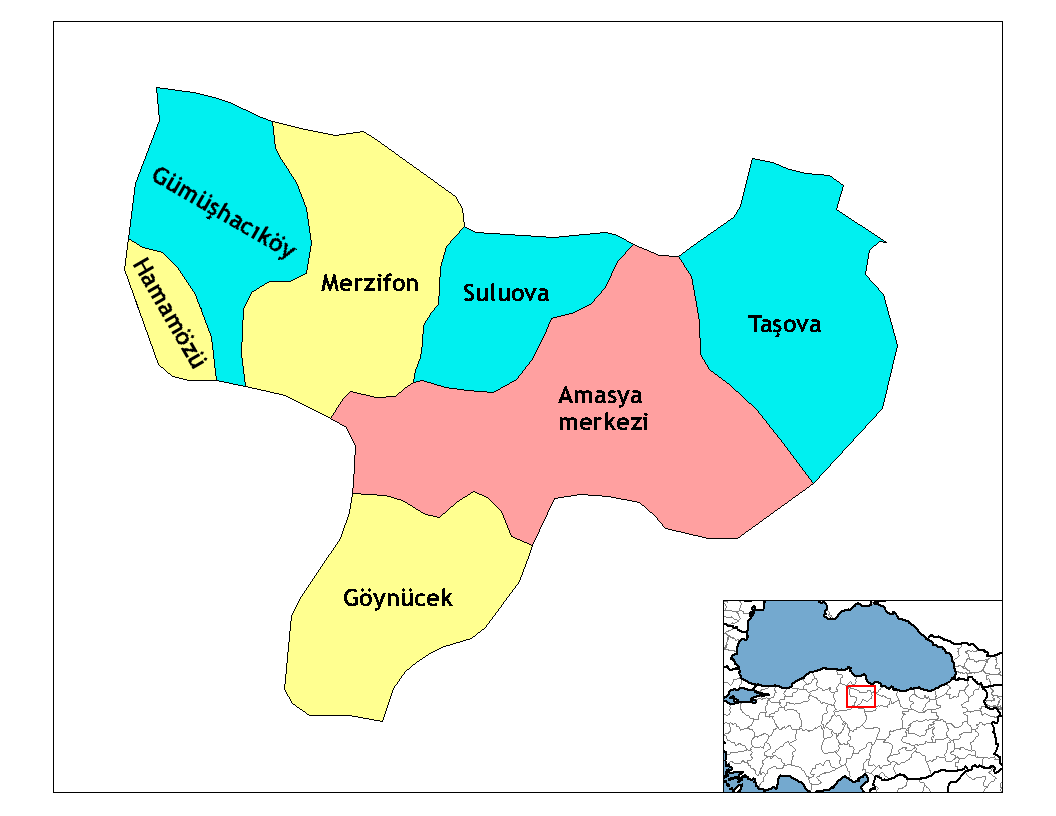
Districten van Amasya

- Amasya
- Göynücek
- Gümüşhacıköy
- Hamamözü
- Merzifon
- Suluova
- Taşova

## Ankara (provincie)

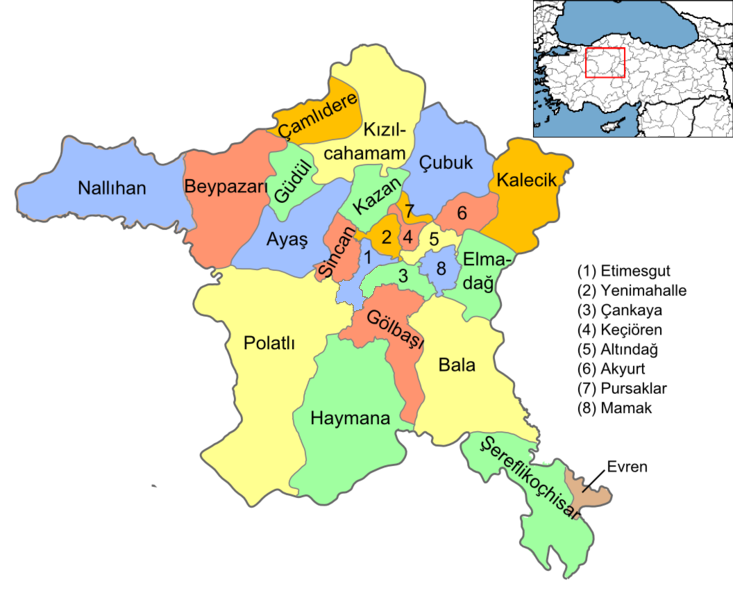
Districten van Ankara

| - Akyurt - Altındağ - Ankara - Ayaş - Bala - Beypazarı - Çamlıdere - Çankaya - Çubuk - Elmadağ - Etimesgut - Evren - Gölbaşı | - Güdül - Haymana - Kalecik - Kazan - Keçiören - Kızılcahamam - Mamak - Nallıhan - Polatlı - Sincan - Şereflikoçhisar - Yenimahalle |

## Antalya (provincie)

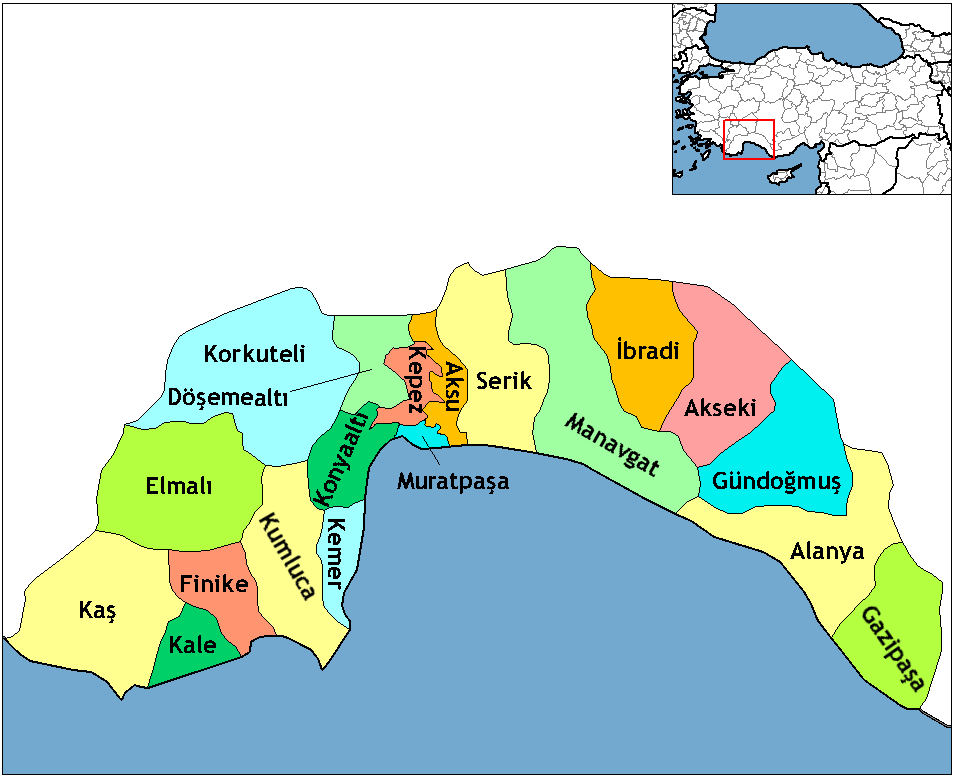
Districten van Antalya

- Akseki
- Antalya
- Alanya
- Elmalı
- Finike
- Gazipaşa
- Gündoğmuş
- İbradı
- Kale
- Kaş
- Kemer
- Korkuteli
- Kumluca
- Manavgat
- Serik

## Ardahan (provincie)

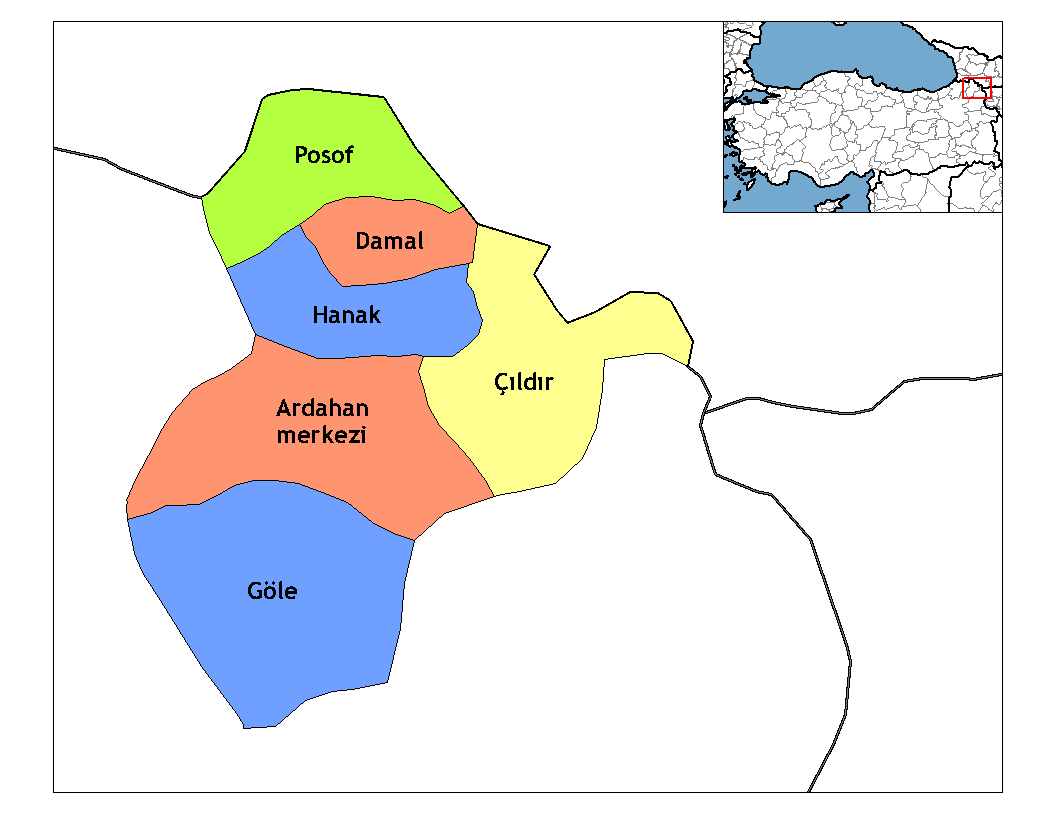
Districten van Ardahan

- Ardahan
- Çıldır
- Damal
- Göle
- Hanak
- Posof

## Artvin (provincie)

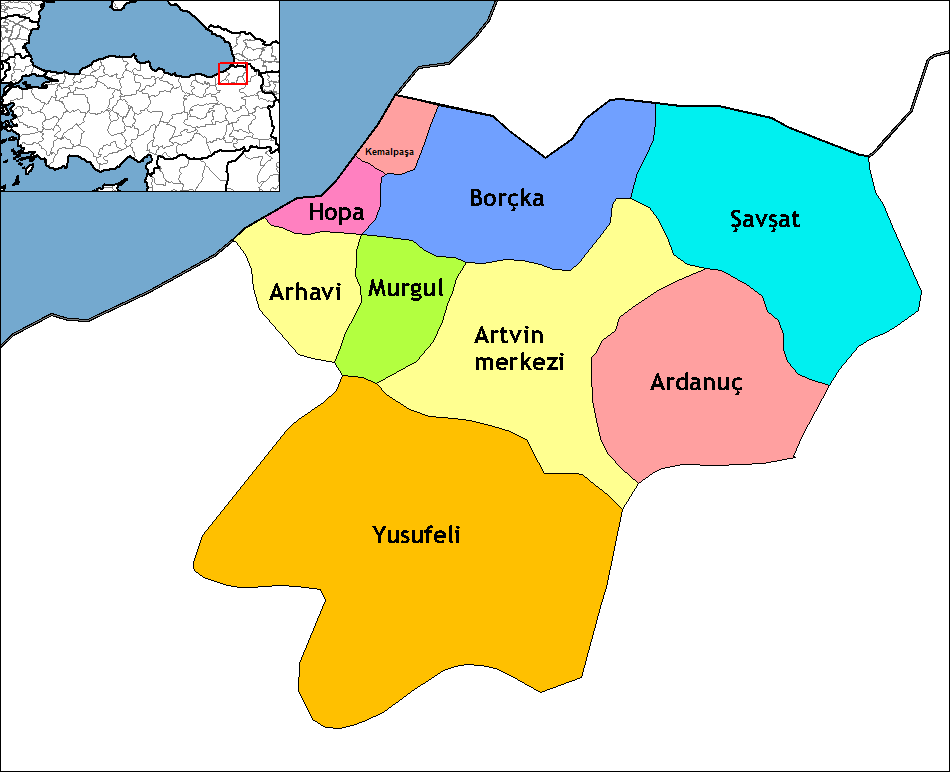
Districten van Artvin

- Ardanuç
- Arhavi
- Artvin
- Borçka
- Hopa
- Murgul
- Şavşat
- Yusufeli

## Aydın (provincie)

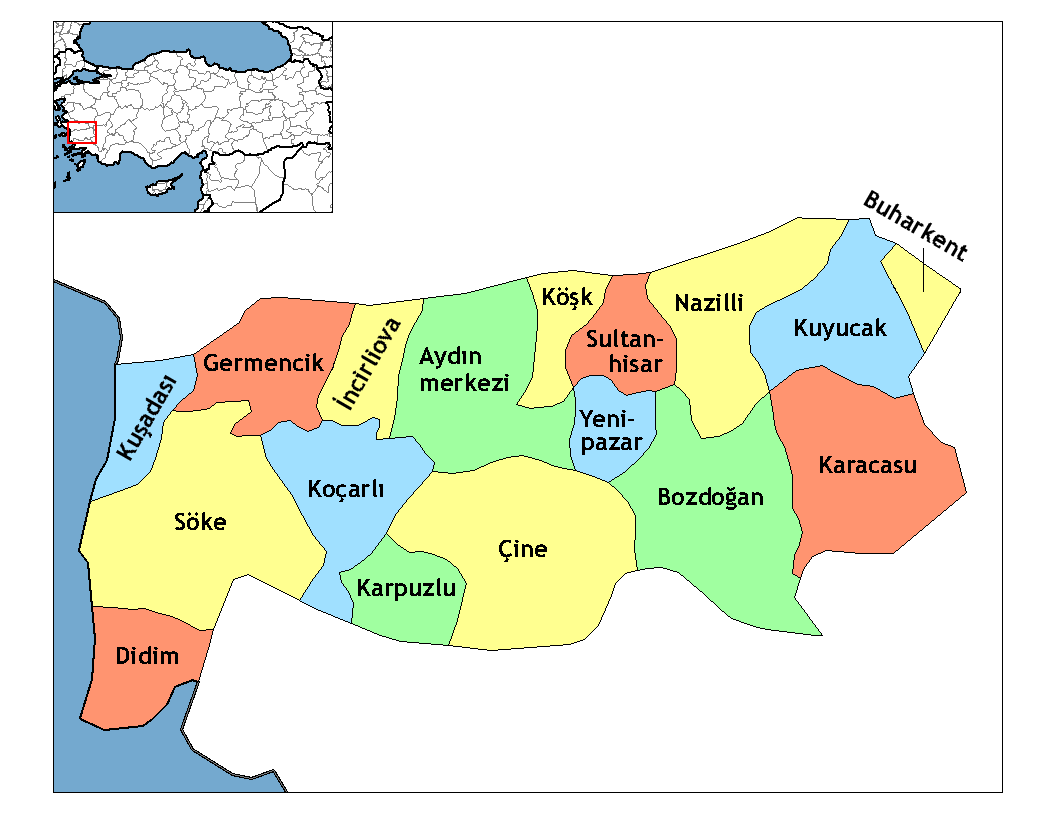
Districten van Aydin

| - Aydın - Bozdoğan - Buharkent - Çine - Didim - Germencik - İncirliova - Karacasu - Karpuzlu | - Koçarlı - Köşk - Kuşadası - Kuyucak - Nazilli - Söke - Sultanhisar - Yenipazar |

## Balıkesir (provincie)

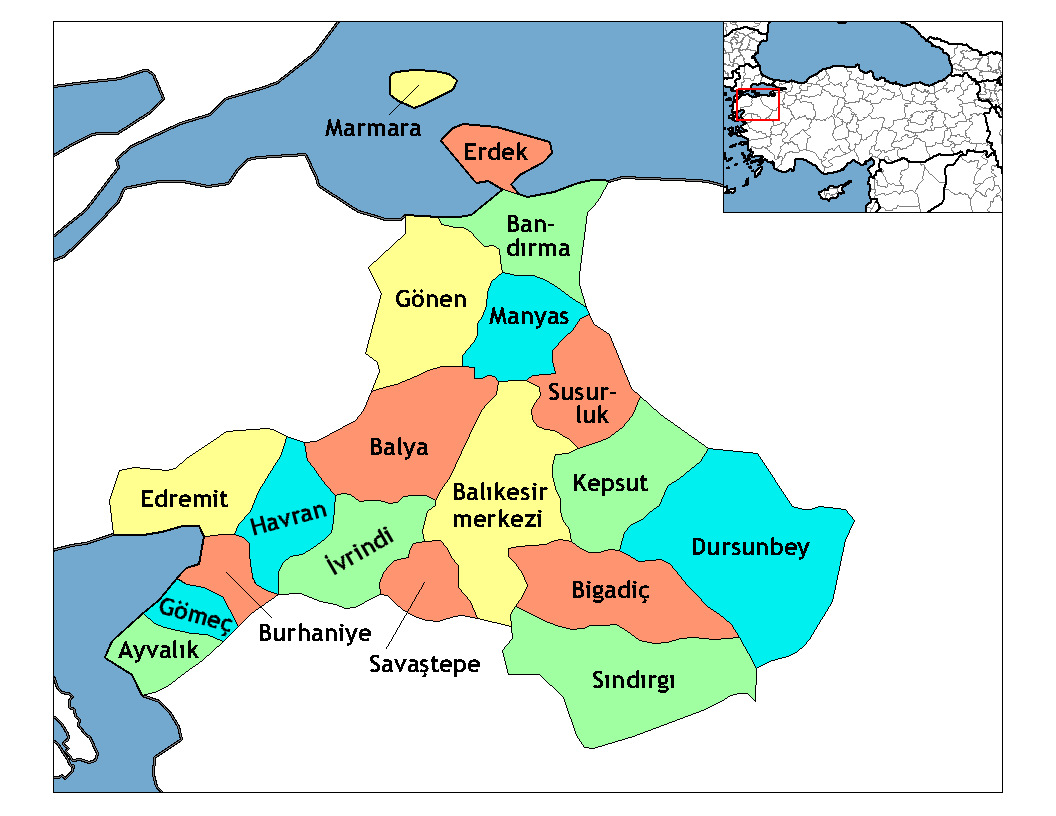
Districten van Balıkesir

| - Ayvalık - Balıkesir - Balya - Bandırma - Bigadiç - Burhaniye - Dursunbey - Edremit - Erdek - Gömeç | - Gönen - Havran - İvrindi - Kepsut - Manyas - Marmara - Savaştepe - Sındırgı - Susurluk |

## Bartın (provincie)

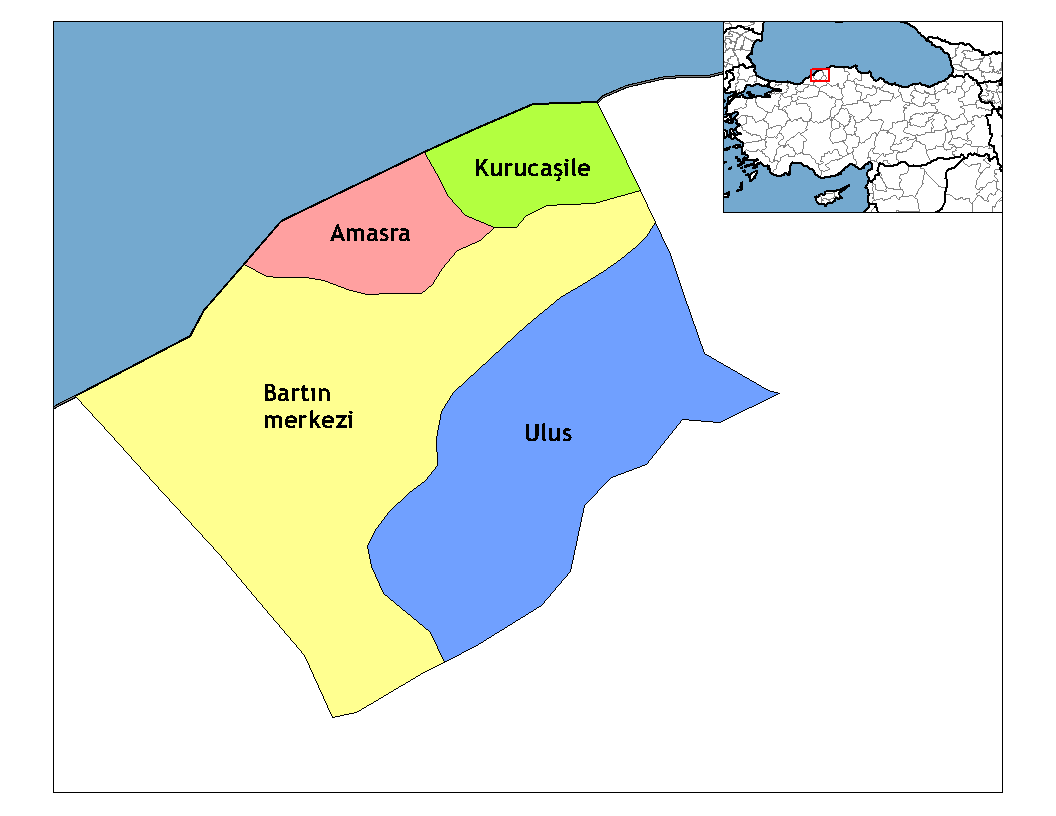
Districten van Bartın

- Amasra
- Bartın
- Kurucaşile
- Ulus

## Batman (provincie)

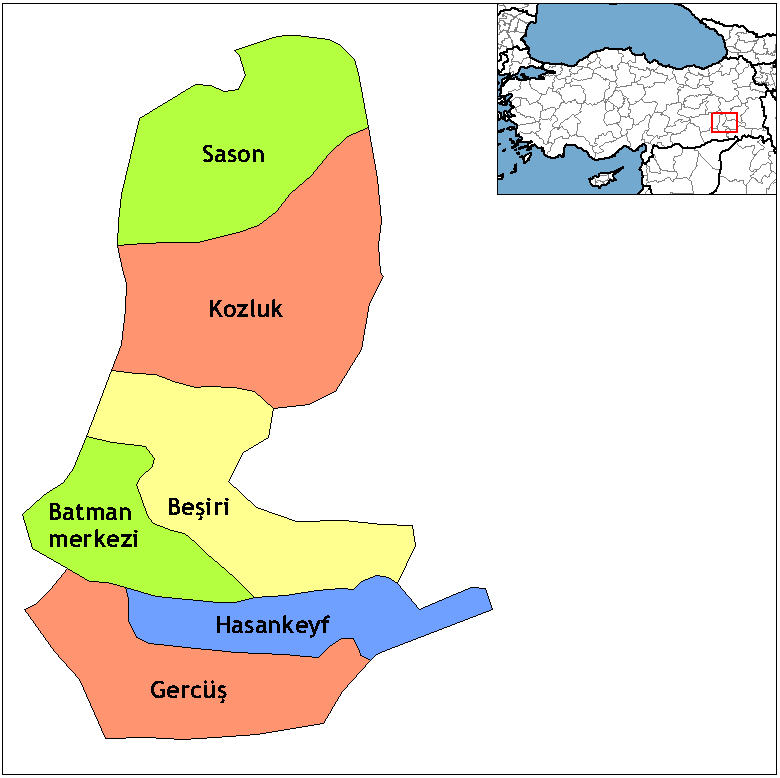
Districten van Batman

- Batman
- Beşiri
- Gercüş
- Hasankeyf
- Kozluk
- Sason

## Bayburt (provincie)

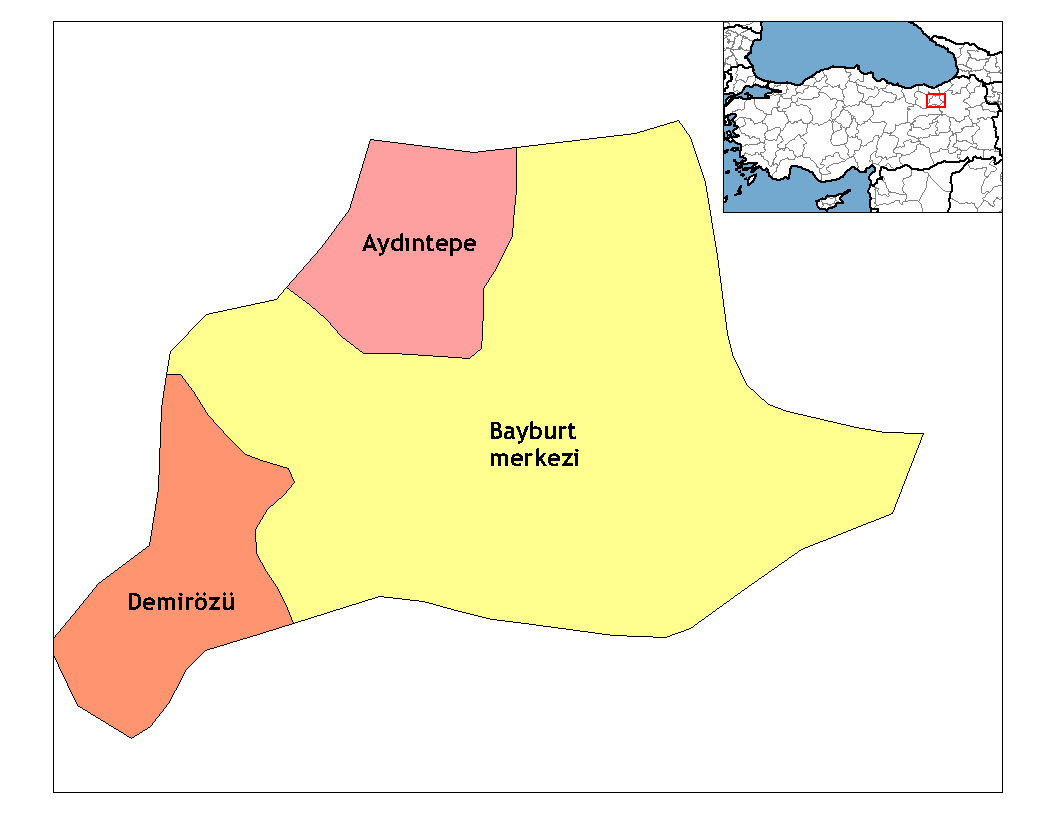
Districten van Bayburt

- Aydıntepe
- Bayburt
- Demirözü

## Bilecik (provincie)

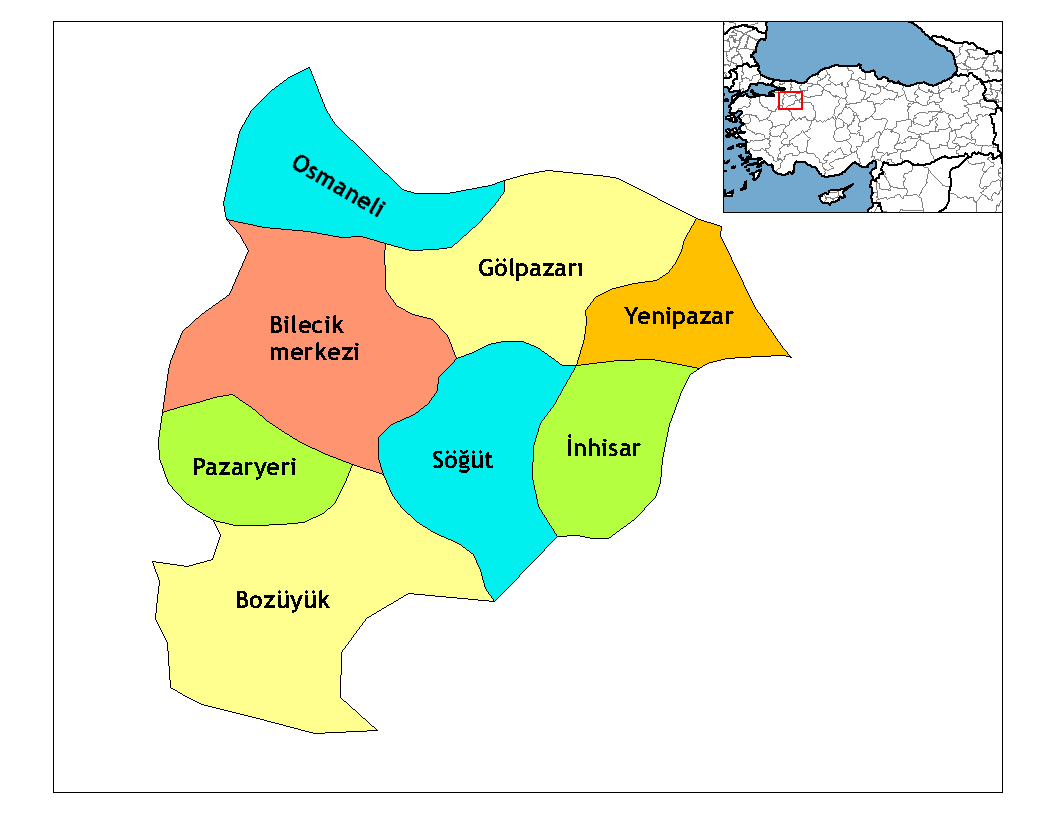
Districten van Bilecik

- Bilecik
- Bozüyük
- Gölpazarı
- İnhisar
- Osmaneli
- Pazaryeri
- Söğüt
- Yenipazar

## Bingöl (provincie)

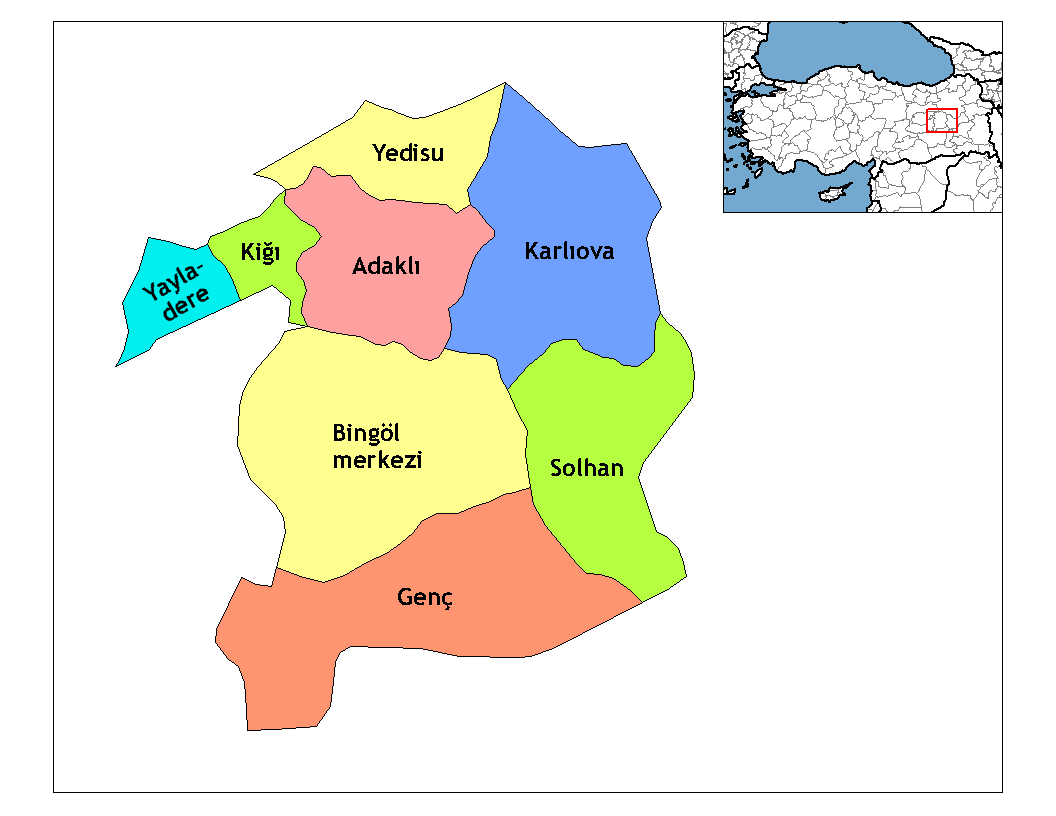
Districten van Bingöl

- Adaklı
- Bingöl
- Genç
- Karlıova
- Kiğı
- Solhan
- Yayladere
- Yedisu

## Bitlis (provincie)

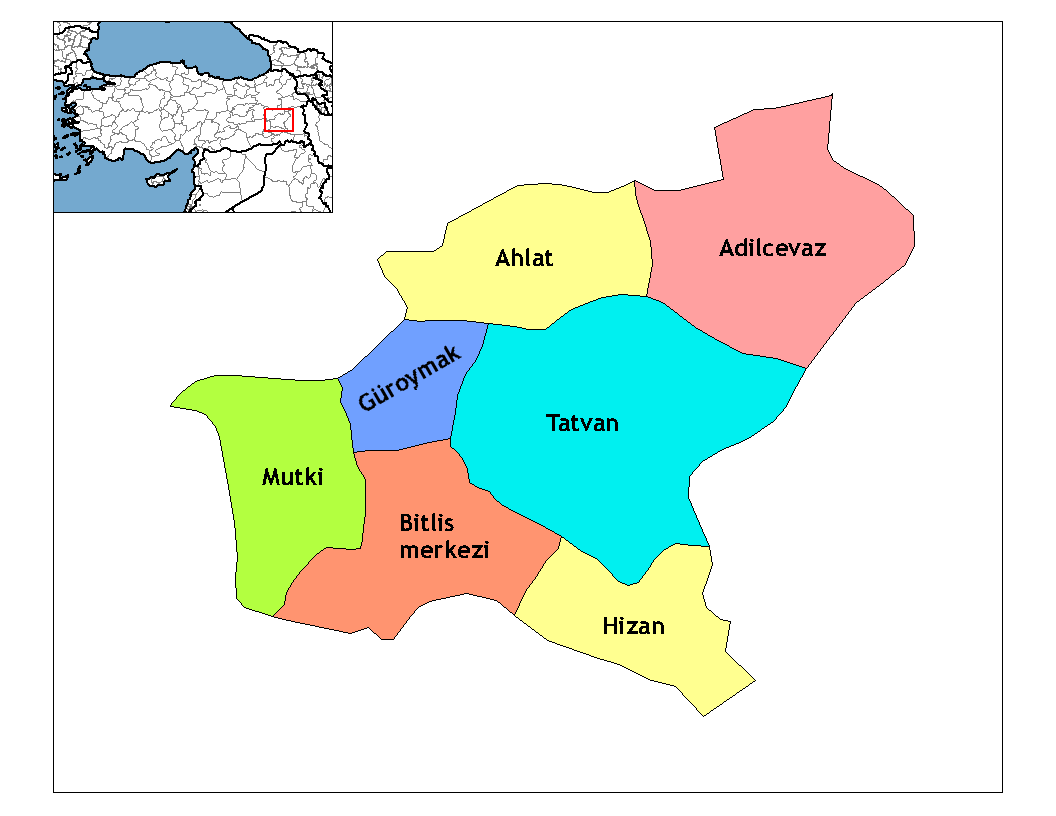
Districten van Bitlis

- Adilcevaz
- Ahlat
- Bitlis
- Güroymak
- Hizan
- Mutki
- Tatvan

## Bolu (provincie)

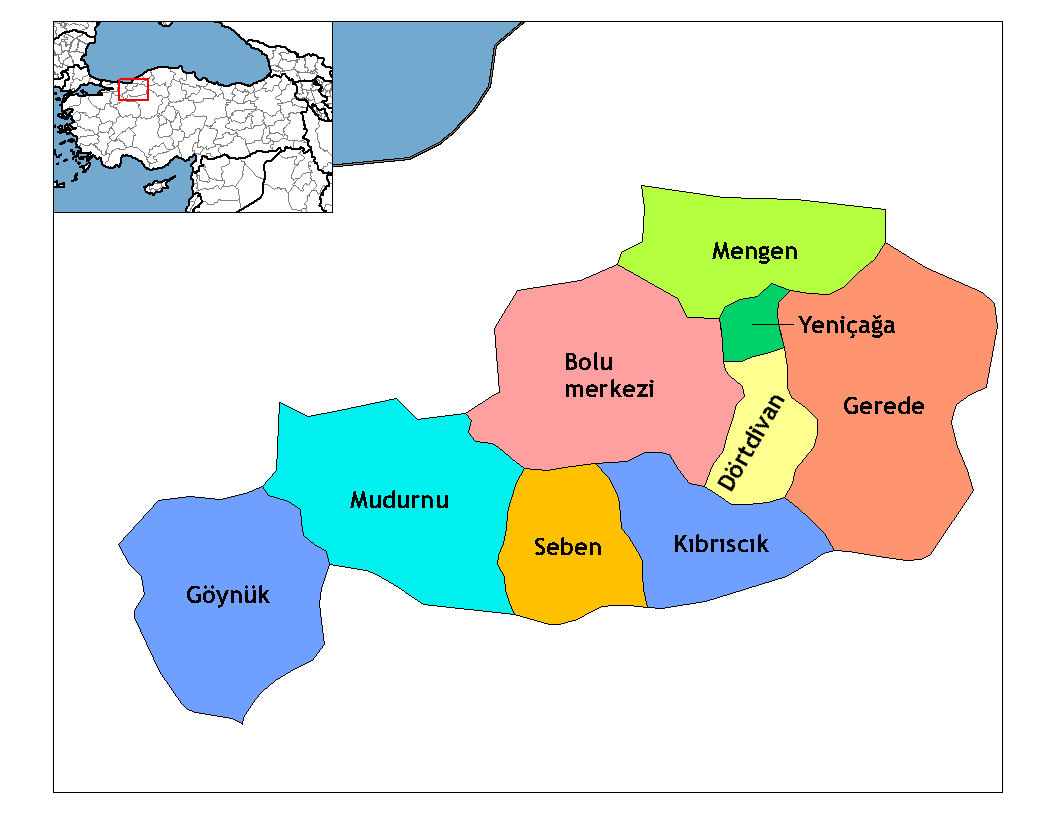
Districten van Bolu

- Bolu
- Dörtdivan
- Gerede
- Göynük
- Kıbrıscık
- Mengen
- Mudurnu
- Seben
- Yeniçağa

## Burdur (provincie)

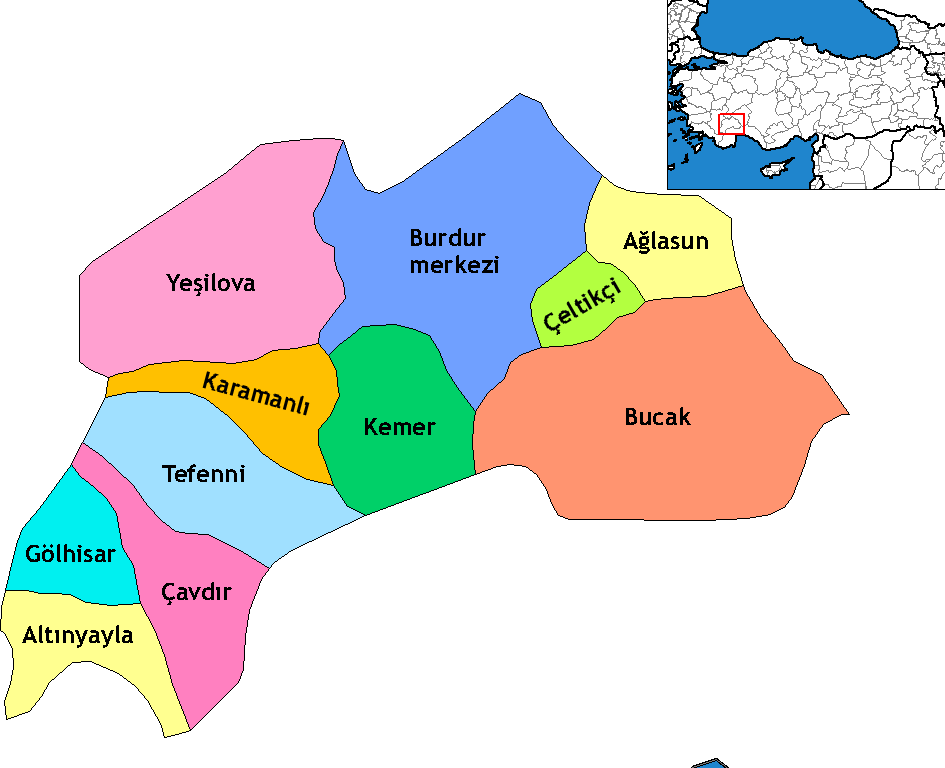
Districten van Burdur

- Ağlasun
- Altınyayla
- Bucak
- Burdur
- Çavdır
- Çeltikçi
- Gölhisar
- Karamanli
- Kemer
- Tefenni
- Yeşilova

## Bursa (provincie)

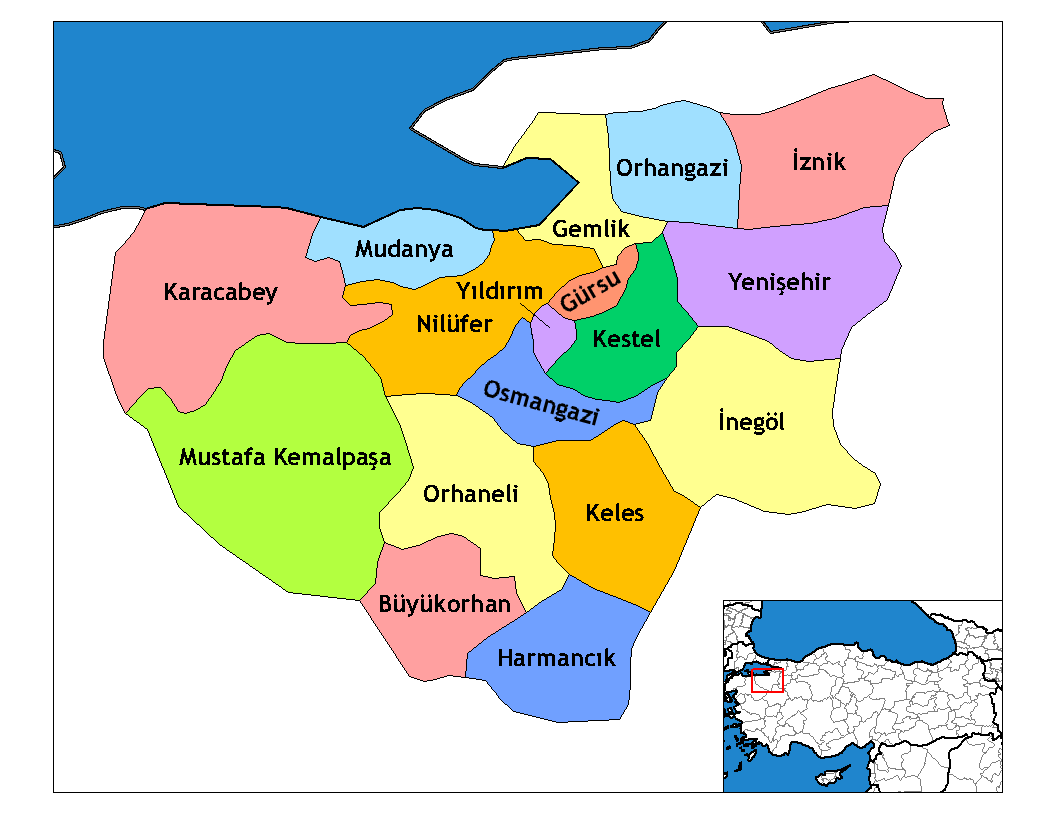
Districten van Bursa

| - Büyükorhan - Gemlik - Gürsu - Harmancık - İnegöl - İznik - Karacabey - Keles - Kestel | - Mudanya - Mustafakemalpaşa - Nilüfer - Orhaneli - Orhangazi - Osmangazi - Yenişehir - Yıldırım |

## Çanakkale (provincie)

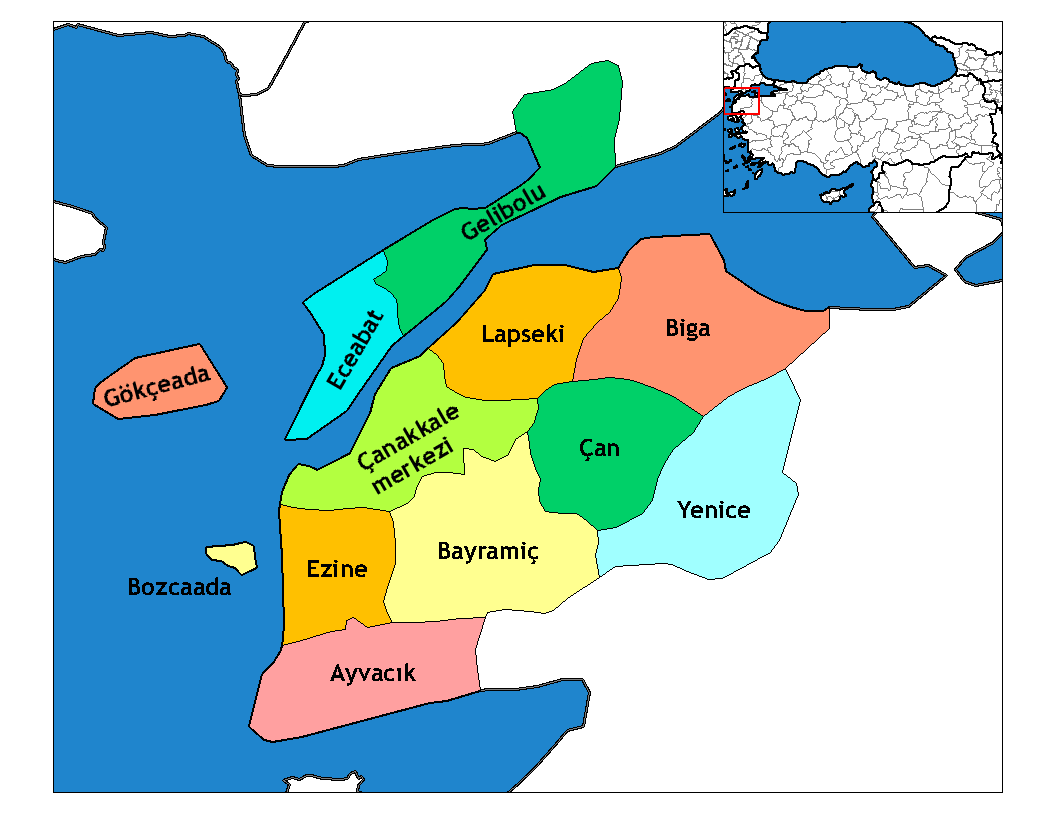
Districten van Çanakkale

- Ayvacık
- Bayramiç
- Biga
- Bozcaada
- Çan
- Çanakkale
- Eceabat
- Ezine
- Gelibolu
- Gökçeada
- Lapseki
- Yenice

## Çankırı (provincie)

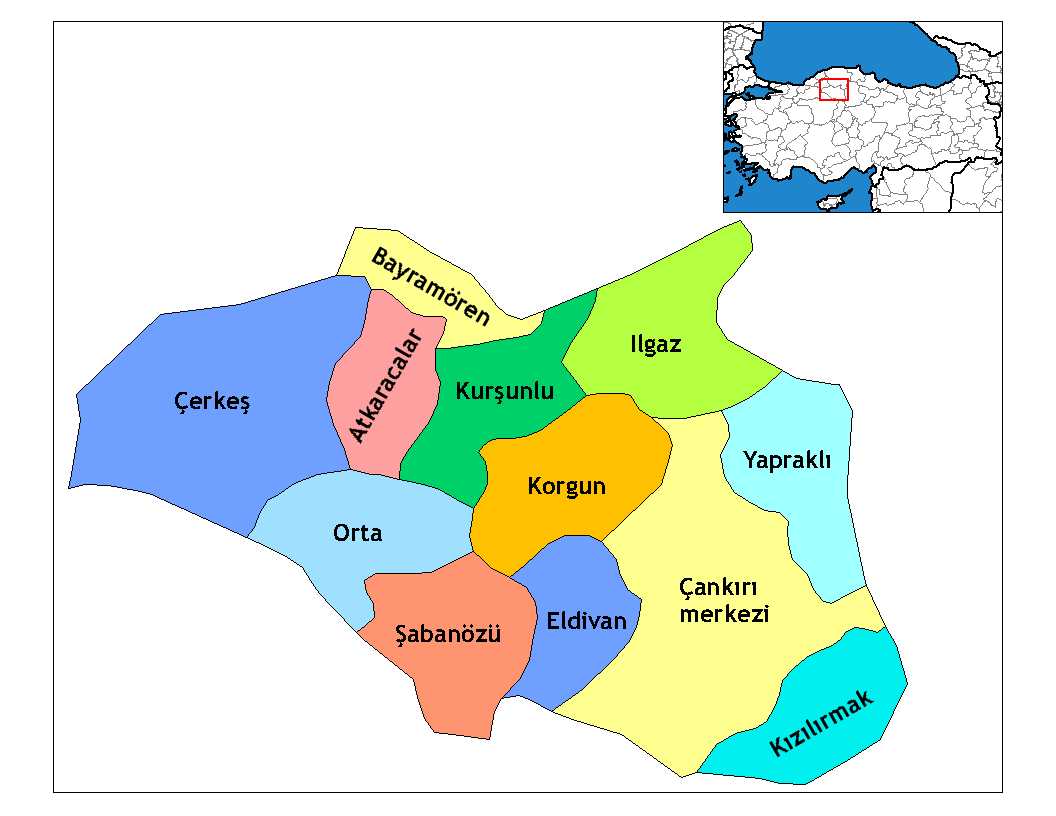
Districten van Çankırı

- Atkaracalar
- Bayramören
- Çankırı
- Çerkeş
- Eldivan
- Ilgaz
- Kızılırmak
- Korgun
- Kurşunlu
- Orta
- Şabanözü
- Yapraklı

## Çorum (provincie)

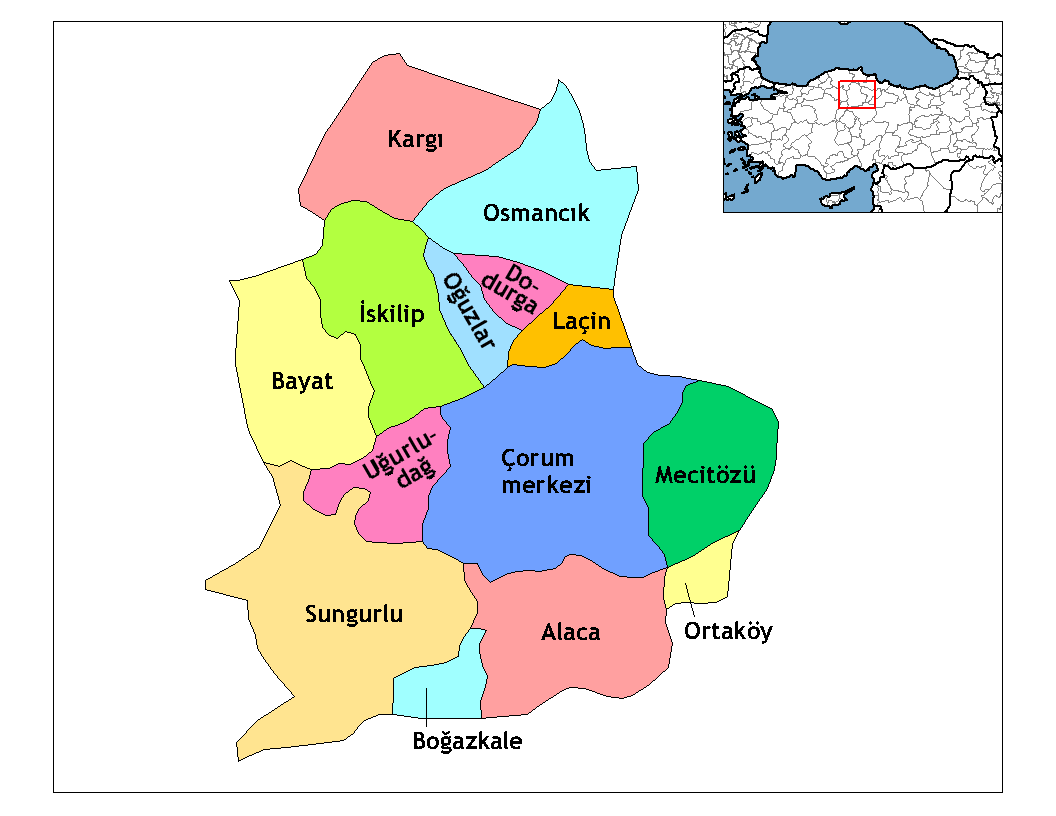
Districten van Çorum

- Alaca
- Bayat
- Boğazkale
- Çorum
- Dodurga
- İskilip
- Kargı
- Laçin
- Mecitözü
- Oğuzlar
- Ortaköy
- Osmancık
- Sungurlu
- Uğurludağ

## Denizli (provincie)

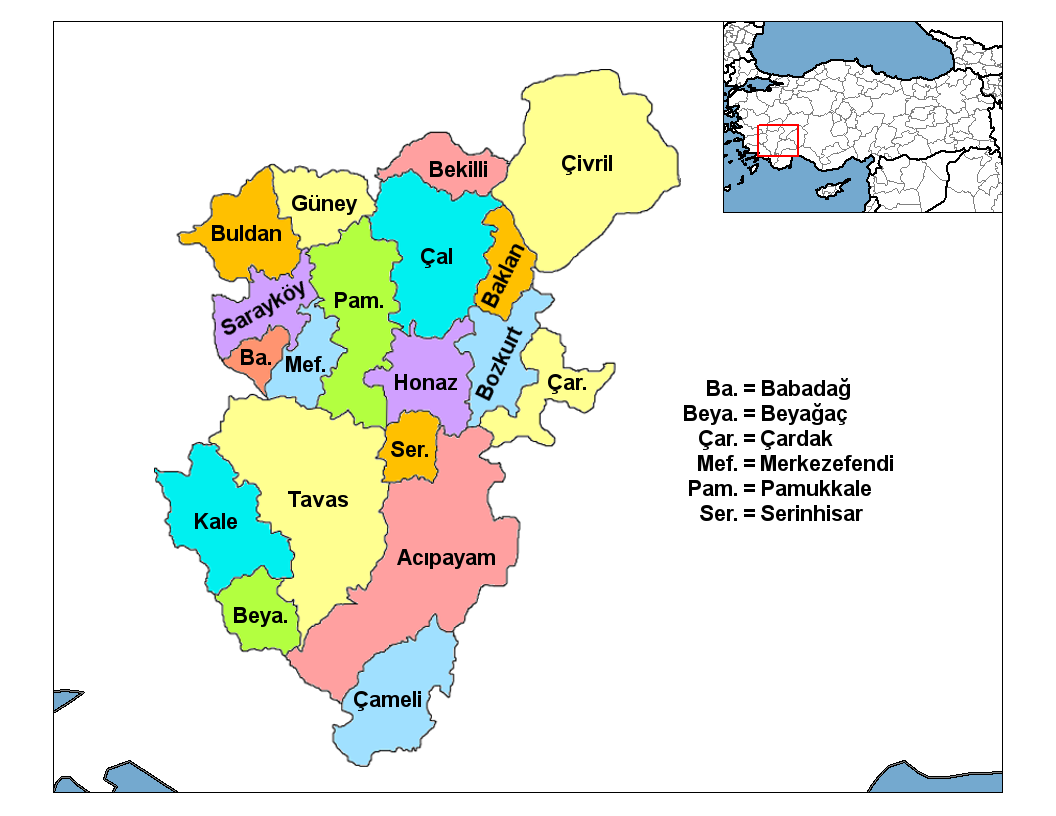
Districten van Denizli

| - Acıpayam - Akköy - Babadağ - Baklan - Bekilli - Beyağaç - Bozkurt - Buldan - Çal - Çameli | - Çardak - Çivril - Denizli - Güney - Honaz - Kale - Sarayköy - Serinhisar - Tavas |

## Diyarbakır (provincie)

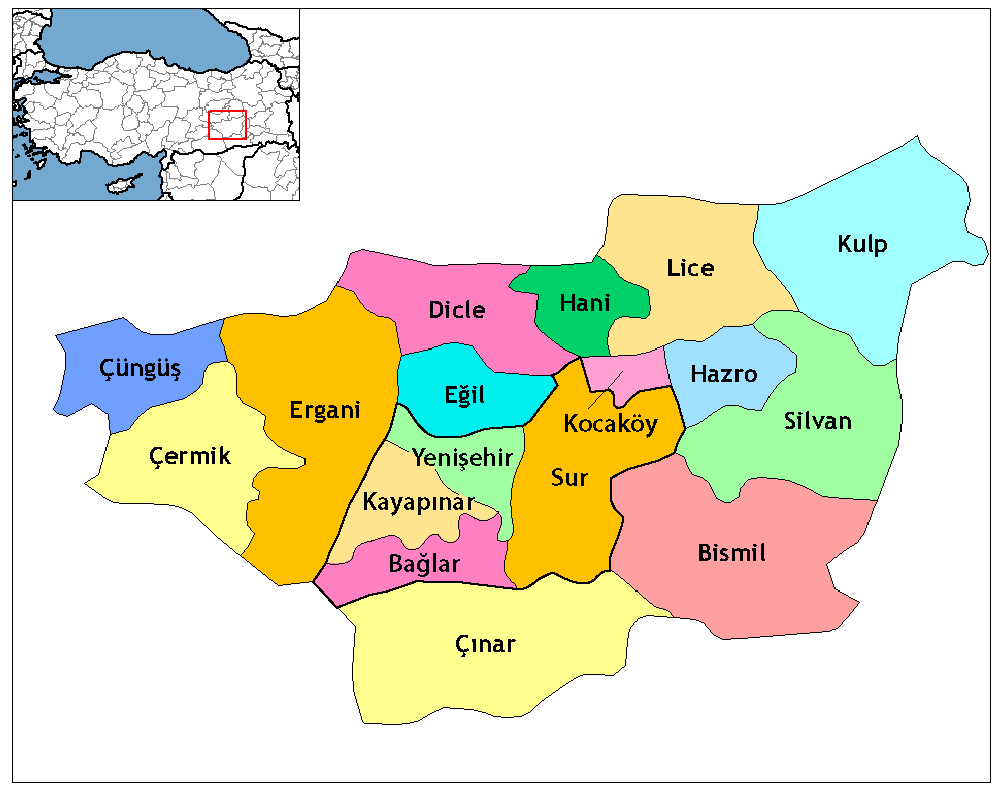
Districten van Diyarbakır

- Bismil
- Çermik
- Çınar
- Çüngüş
- Dicle
- Diyarbakır
- Eğil
- Ergani
- Hani
- Hazro
- Kocaköy
- Kulp
- Lice
- Silvan

## Düzce (provincie)

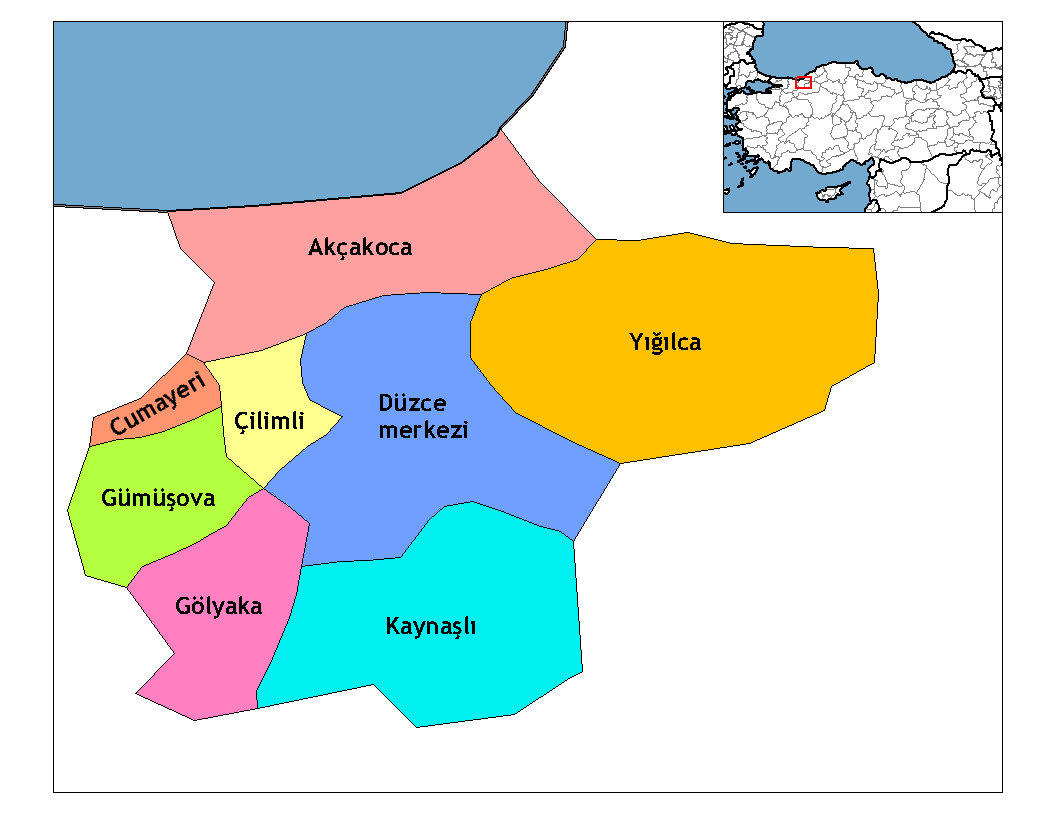
Districten van Düzce

- Akçakoca
- Çilimli
- Cumayeri
- Düzce
- Gölyaka
- Gümüşova
- Kaynaşlı
- Yığılca

## Edirne (provincie)

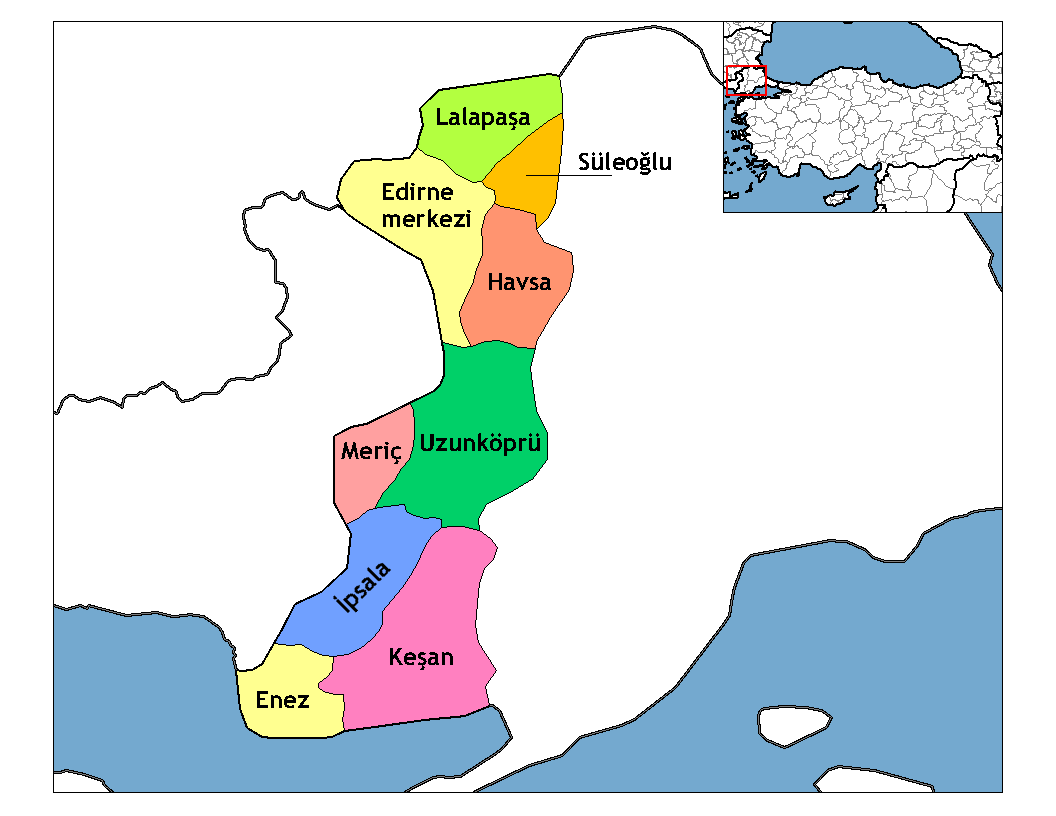
Districten van Edirne

- Edirne
- Enez
- Havsa
- İpsala
- Keşan
- Lalapaşa
- Meriç
- Süleoğlu
- Uzunköprü

## Elazığ (provincie)

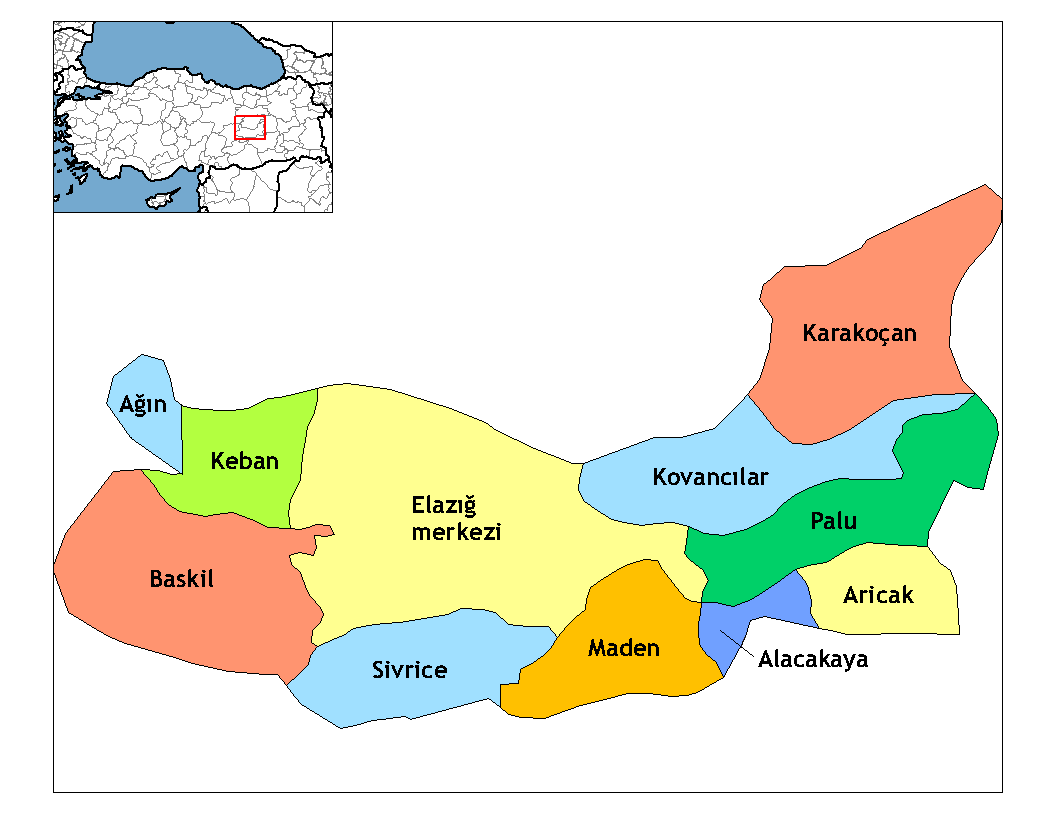
Districten van Elazığ

- Ağın
- Alacakaya
- Arıcak
- Baskil
- Elazığ
- Karakoçan
- Keban
- Kovancılar
- Maden
- Palu
- Sivrice

## Erzincan (provincie)

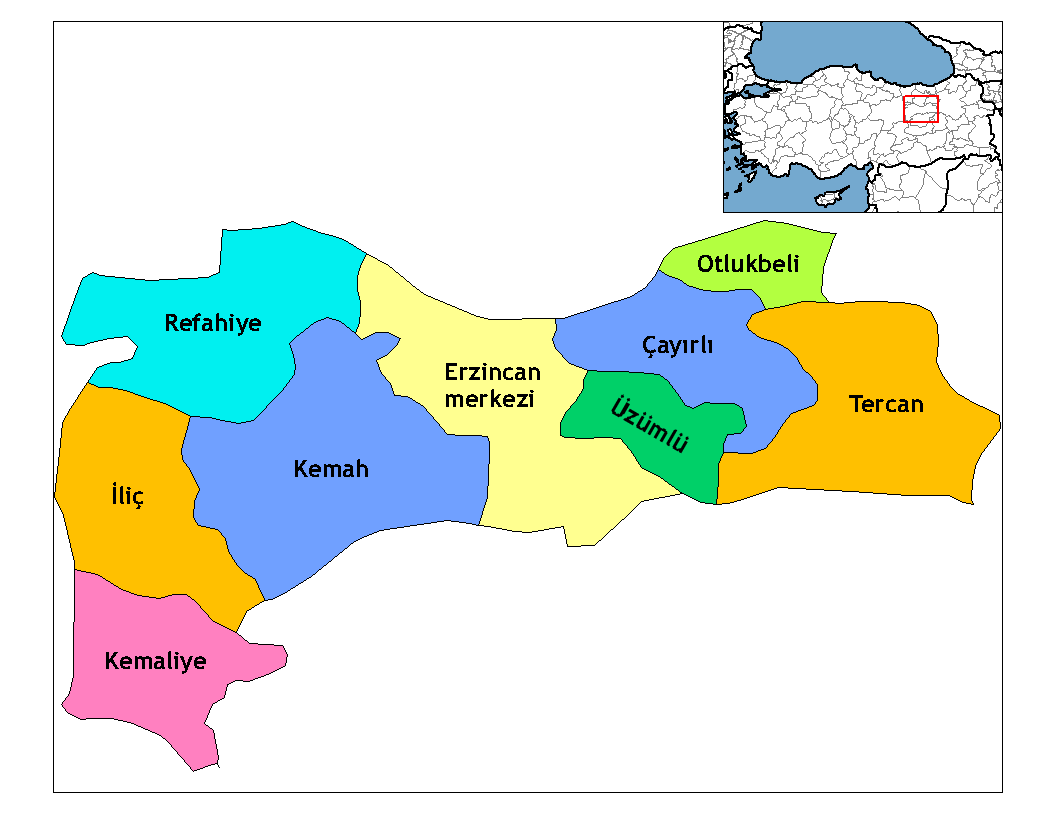
Districten van Erzincan

- Çayırlı
- Erzincan
- İliç
- Kemah
- Kemaliye
- Otlukbeli
- Refahiye
- Tercan
- Üzümlü

## Erzurum (provincie)

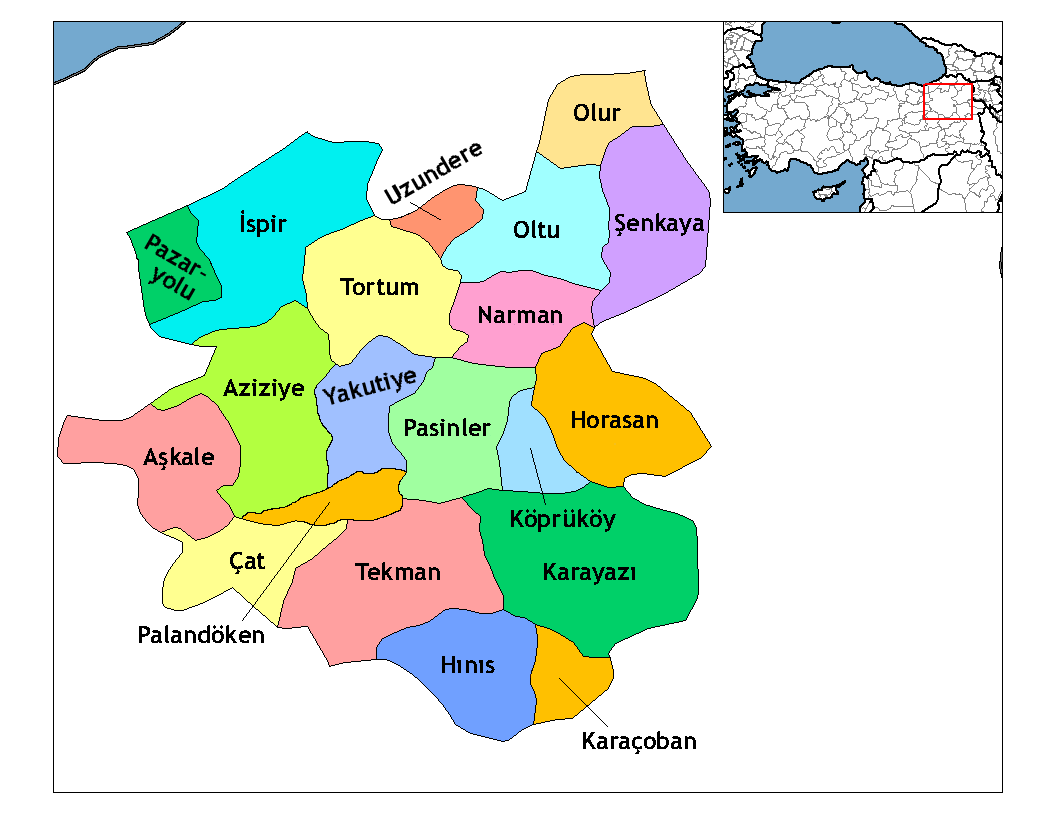
Districten van Erzurum

| - Aşkale - Çat - Erzurum - Hınıs - Horasan - Ilıca - İspir - Karaçoban - Karayazı - Köprüköy | - Narman - Oltu - Olur - Pasinler - Pazaryolu - Şenkaya - Tekman - Tortum - Uzundere |

## Eskişehir (provincie)

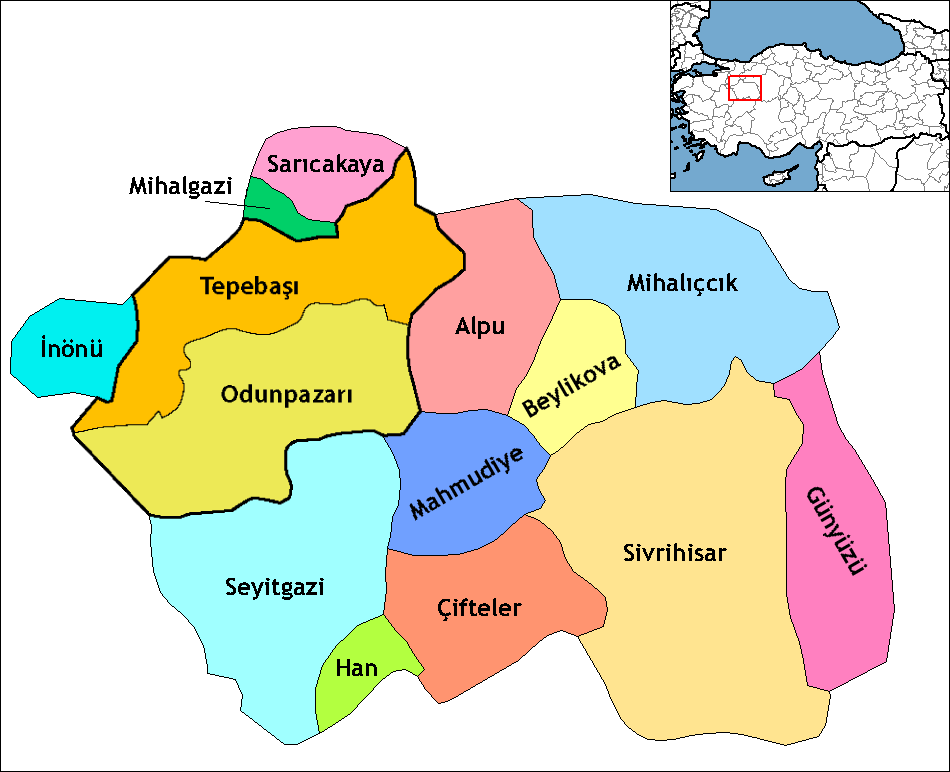
Districten van Eskişehir

- Alpu
- Beylikova
- Çifteler
- Eskişehir
- Günyüzü
- Han
- İnönü
- Mahmudiye
- Mihalgazi
- Mihalıççık
- Sarıcakaya
- Seyitgazi
- Sivrihisar

## Gaziantep (provincie)

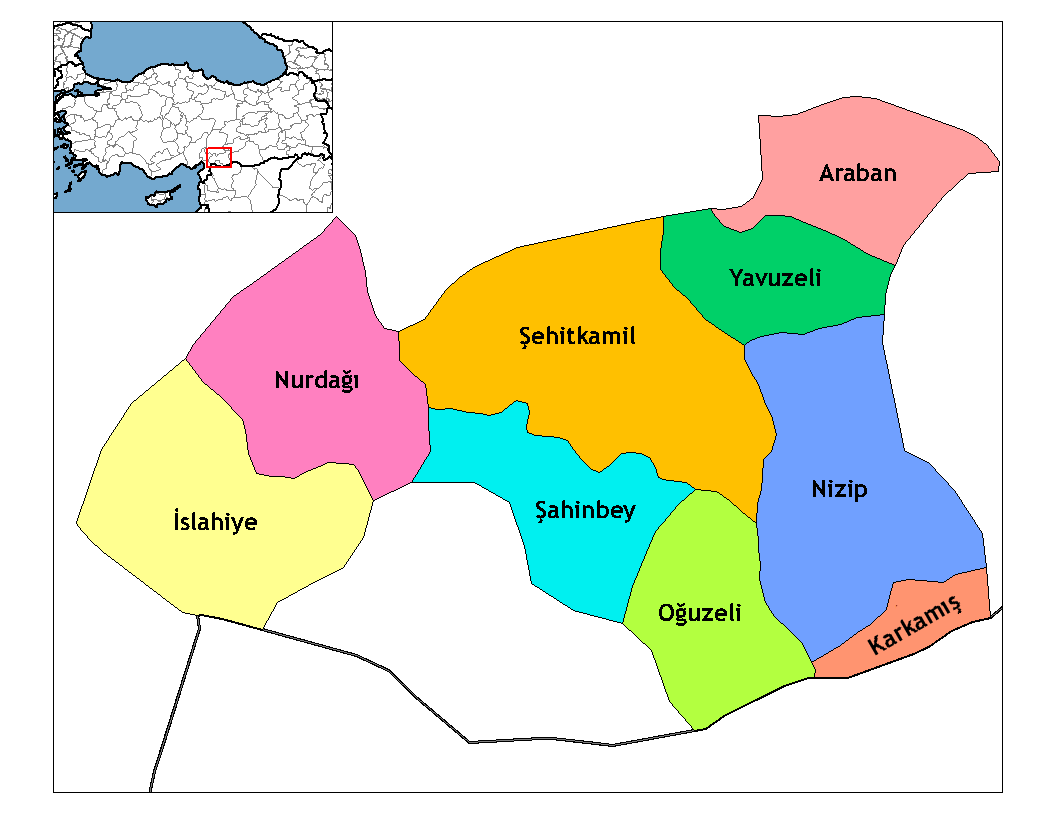
Districten van Gaziantep

- Araban
- İslahiye
- Karkamış
- Nizip
- Nurdağı
- Oğuzeli
- Şahinbey
- Şehitkamil
- Yavuzeli

## Giresun (provincie)

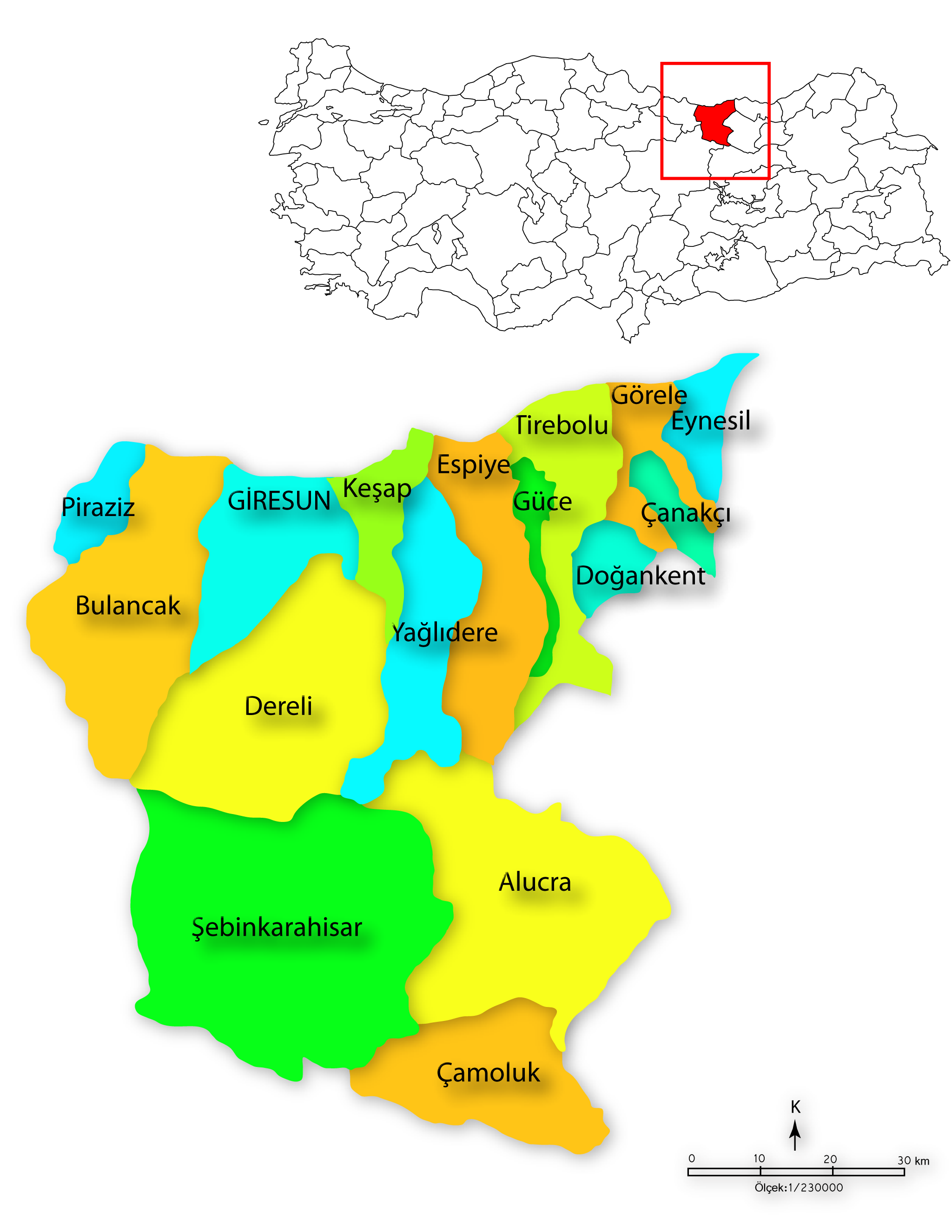
Districten van Giresun

- Alucra
- Bulancak
- Çamoluk
- Çanakçı
- Dereli
- Doğankent
- Espiye
- Eynesil
- Giresun
- Görele
- Güce
- Keşap
- Piraziz
- Şebinkarahisar
- Tirebolu
- Yağlıdere

## Gümüşhane (provincie)

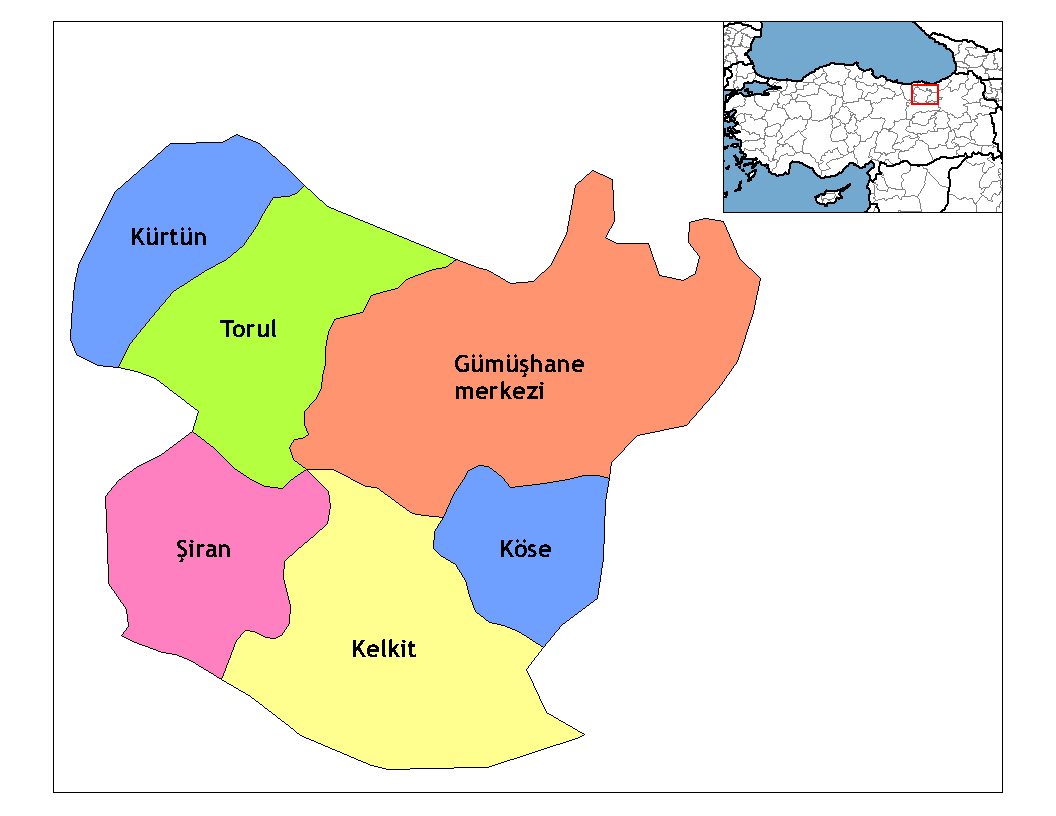
Districten van Gümüşhane

- Gümüşhane
- Kelkit
- Köse
- Kürtün
- Şiran
- Torul

## Hakkâri (provincie)

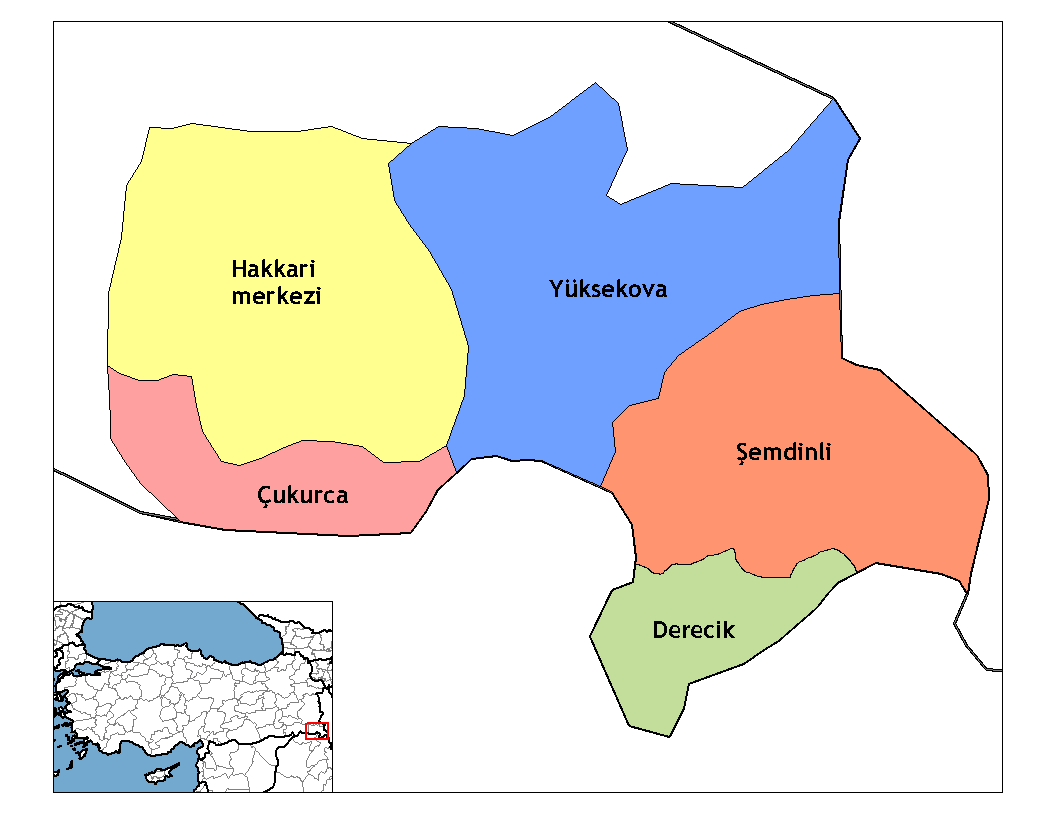
Districten van Hakkari

- Çukurca
- Hakkâri
- Şemdinli
- Yüksekova

## Hatay (provincie)

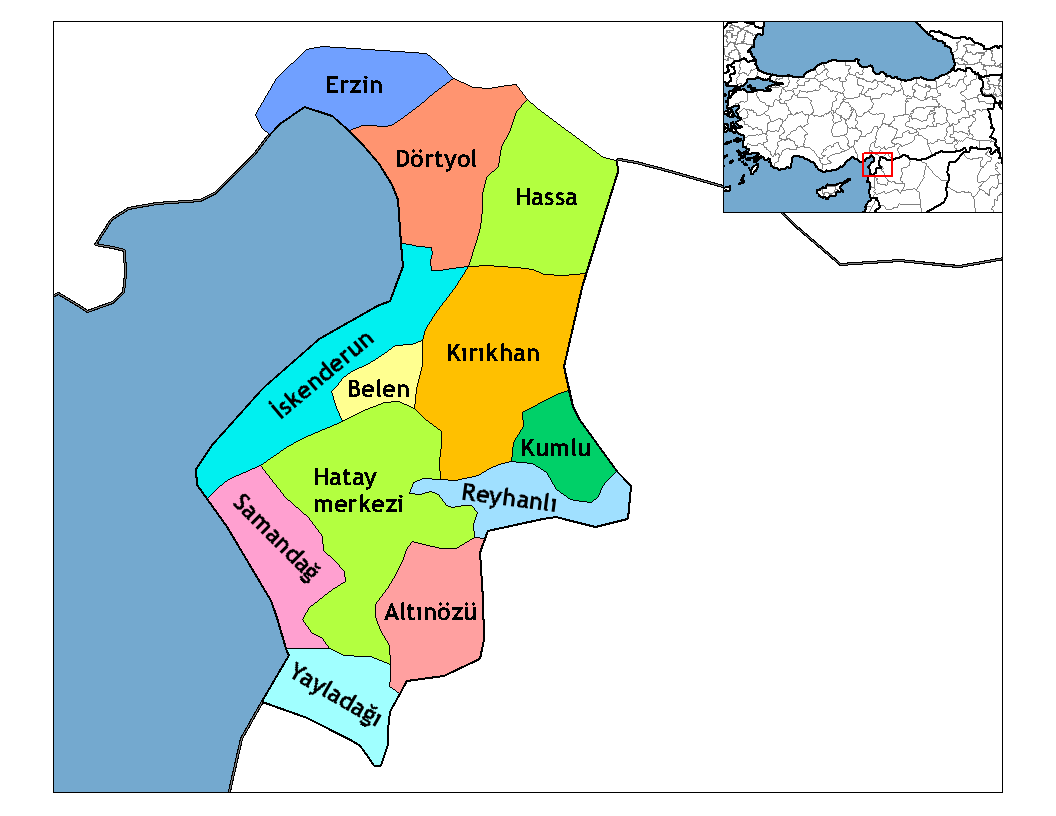
Districten van Hatay

- Altınözü
- Belen (district)
- Dörtyol
- Erzin
- Hassa
- Hatay
- İskenderun
- Kırıkhan
- Kumlu
- Reyhanlı
- Samandağ
- Yayladağı

## Iğdır (provincie)

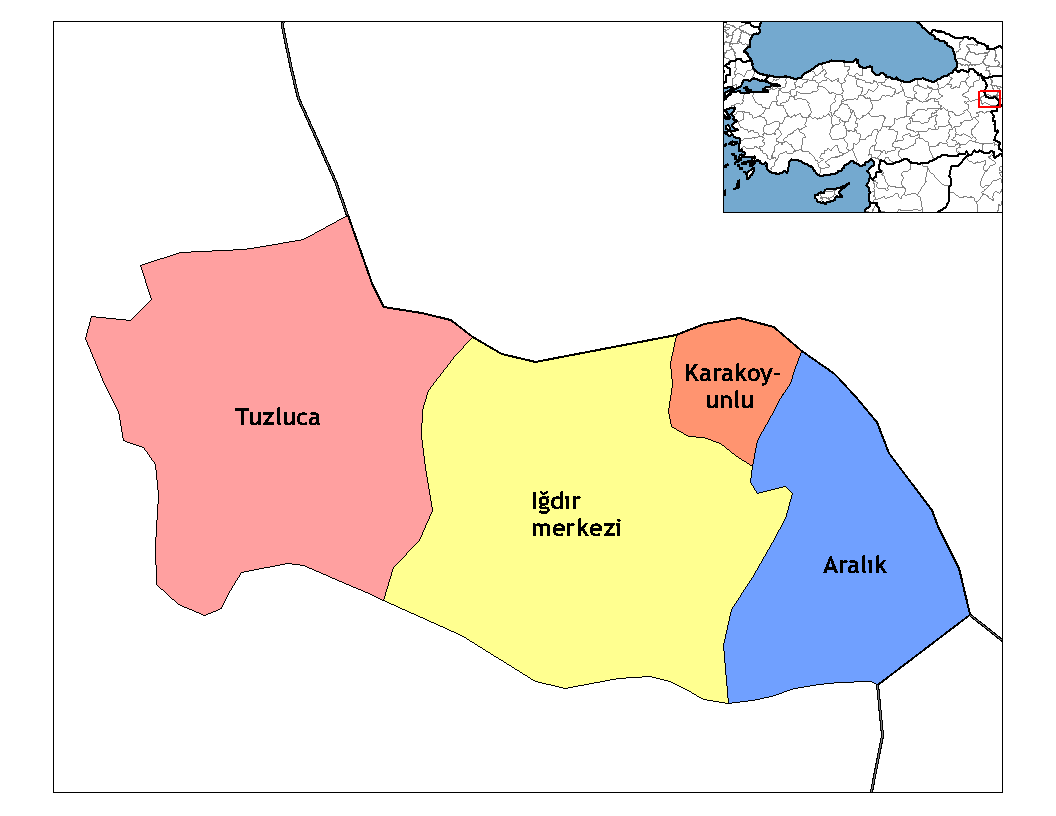
Districten van Iğdır

- Aralık
- Iğdır
- Karakoyunlu
- Tuzluca

## Isparta (provincie)

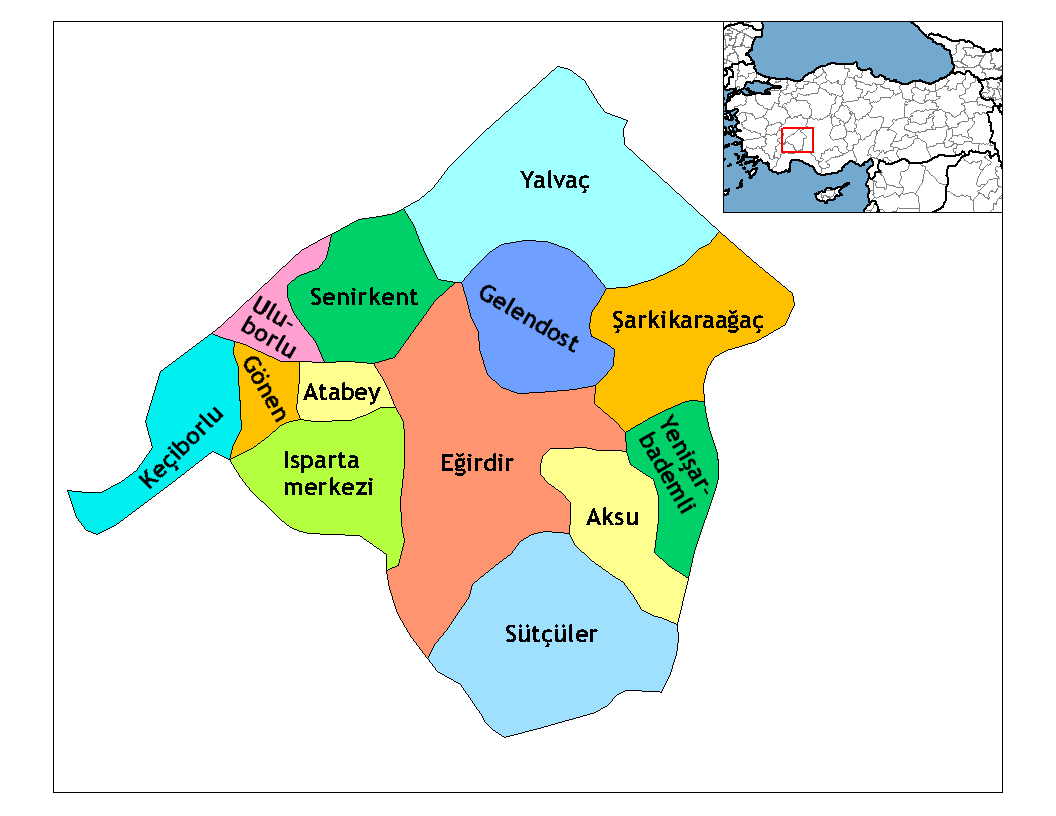
Districten van Isparta

- Aksu
- Atabey
- Eğirdir
- Gelendost
- Gönen
- Isparta
- Keçiborlu
- Şarkikaraağaç
- Senirkent
- Sütçüler
- Uluborlu
- Yalvaç
- Yenişarbademli

## Istanboel (provincie)

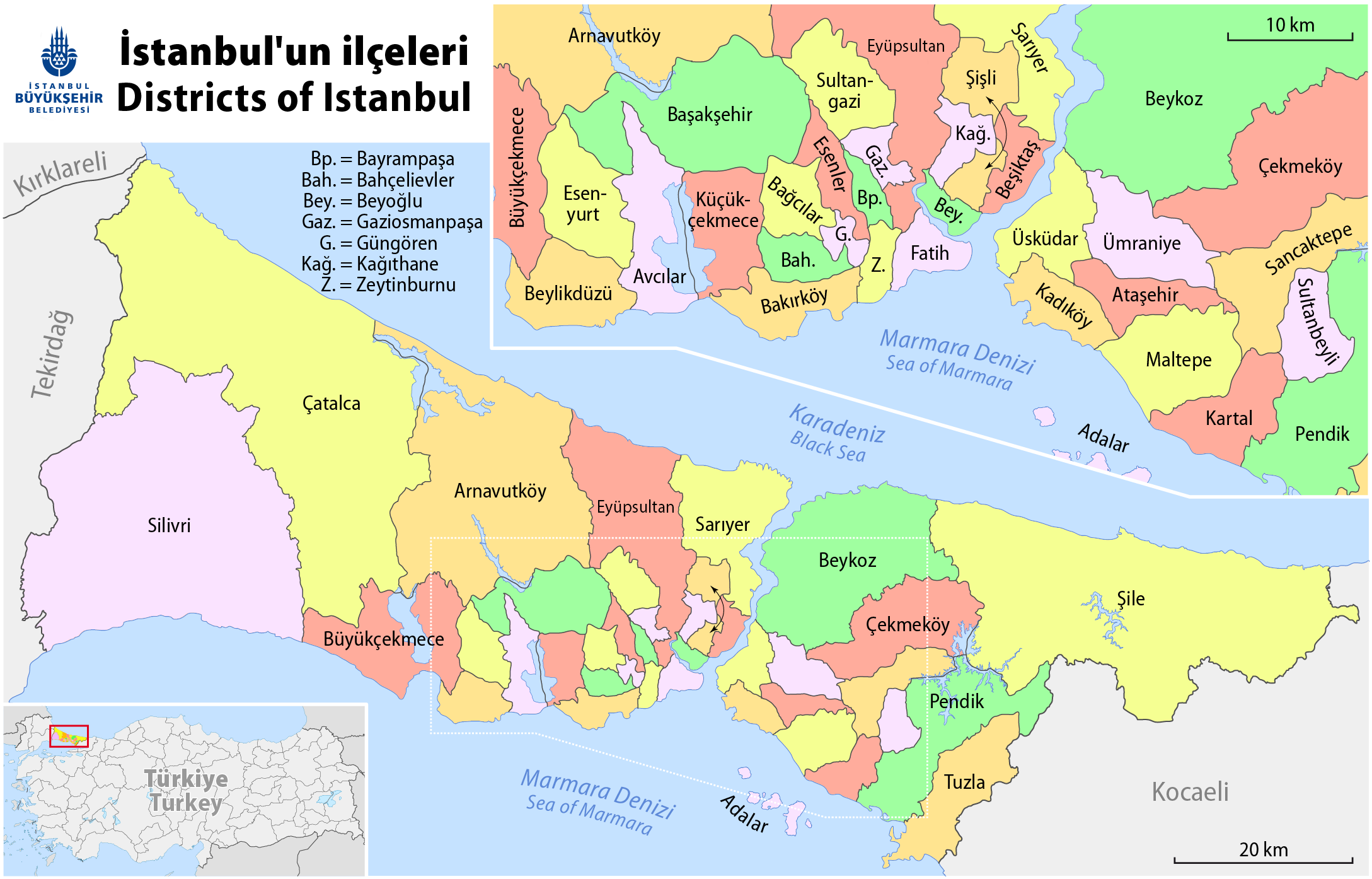
Districten van Istanbul

| - Adalar - Arnavutköy - Avcılar - Bağcılar - Bahçelievler - Bakırköy - Bayrampaşa - Beşiktaş - Beykoz - Beyoğlu - Büyükçekmece - Çatalca - Eminönü - Esenler - Eyüp - Fatih - Gaziosmanpaşa | - Güngören - Kadıköy - Kağıthane - Kartal - Küçükçekmece - Maltepe - Pendik - Sarıyer - Şile - Silivri - Şişli - Sultanbeyli - Tuzla - Ümraniye - Üsküdar - Zeytinburnu |

## İzmir (provincie)

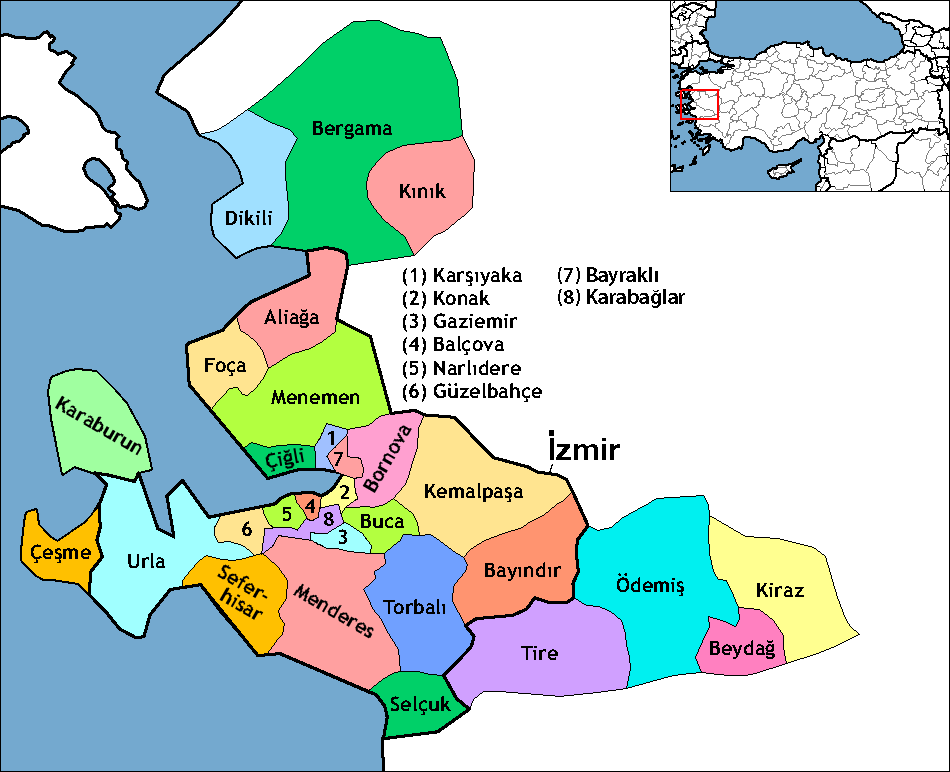
Districten van İzmir

| - Aliağa - Balçova - Bayraklı - Bayındır - Bergama - Beydağ - Bornova - Buca - Çeşme - Çiğli - Dikili - Foça - Gaziemir - Güzelbahçe - Karabağlar | - Karaburun - Karşıyaka - Kemalpaşa - Kınık - Kiraz - Konak - Menderes (district) - Menemen - Narlıdere - Ödemiş - Seferihisar - Selçuk - Tire - Torbalı - Urla |

## Kahramanmaraş (provincie)

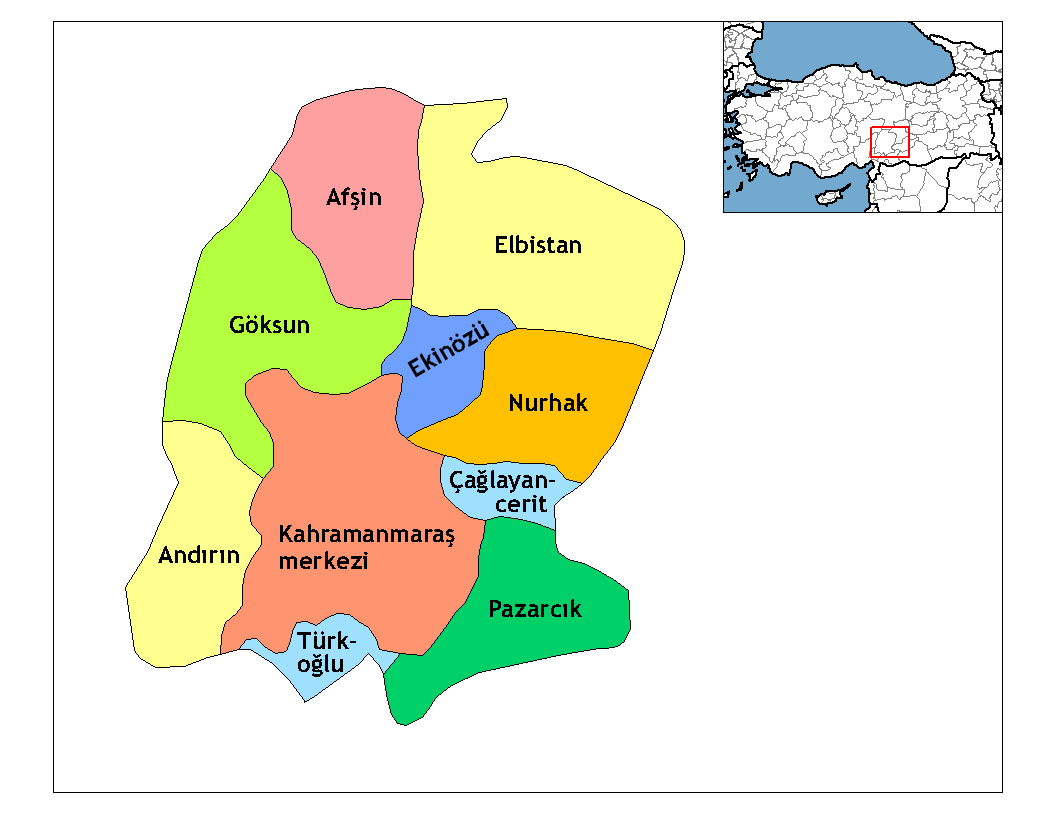
Districten van Kahramanmaraş

- Afşin
- Andırın
- Çağlayancerit
- Ekinözü
- Elbistan
- Göksun
- Kahramanmaraş
- Nurhak
- Pazarcık
- Türkoğlu

## Karabük (provincie)

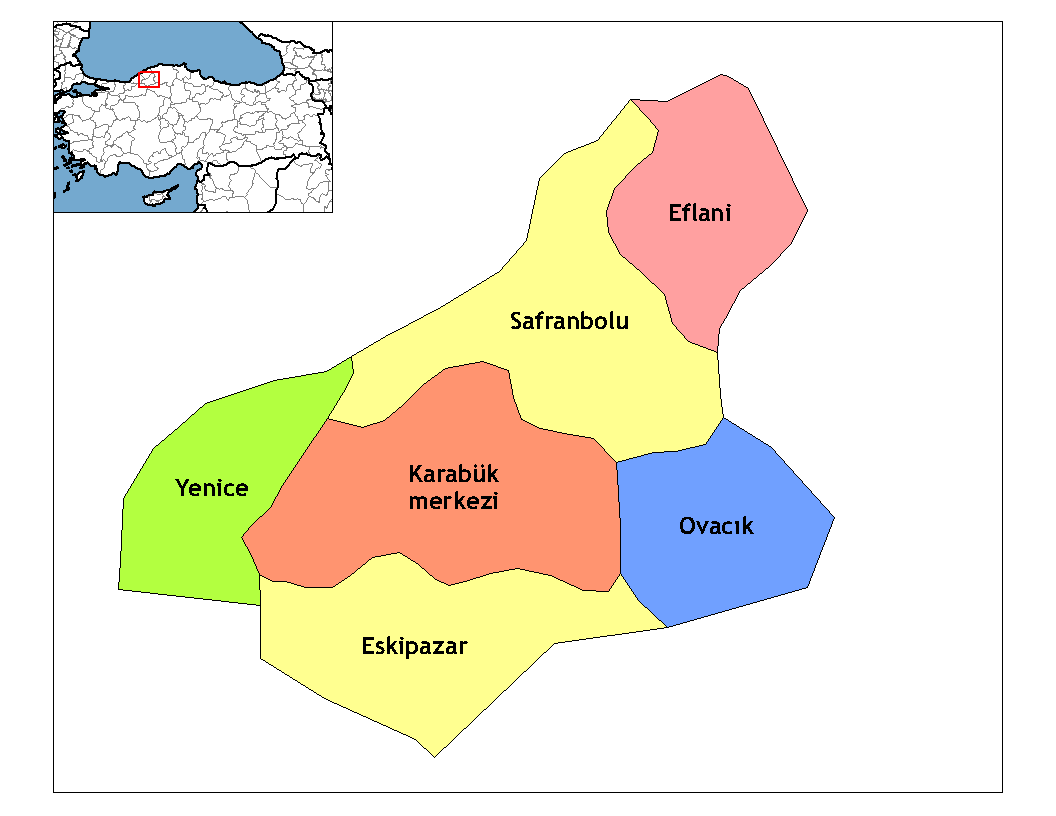
Districten van Karabük

- Eflani
- Eskipazar
- Karabük
- Ovacık
- Safranbolu
- Yenice

## Karaman (provincie)

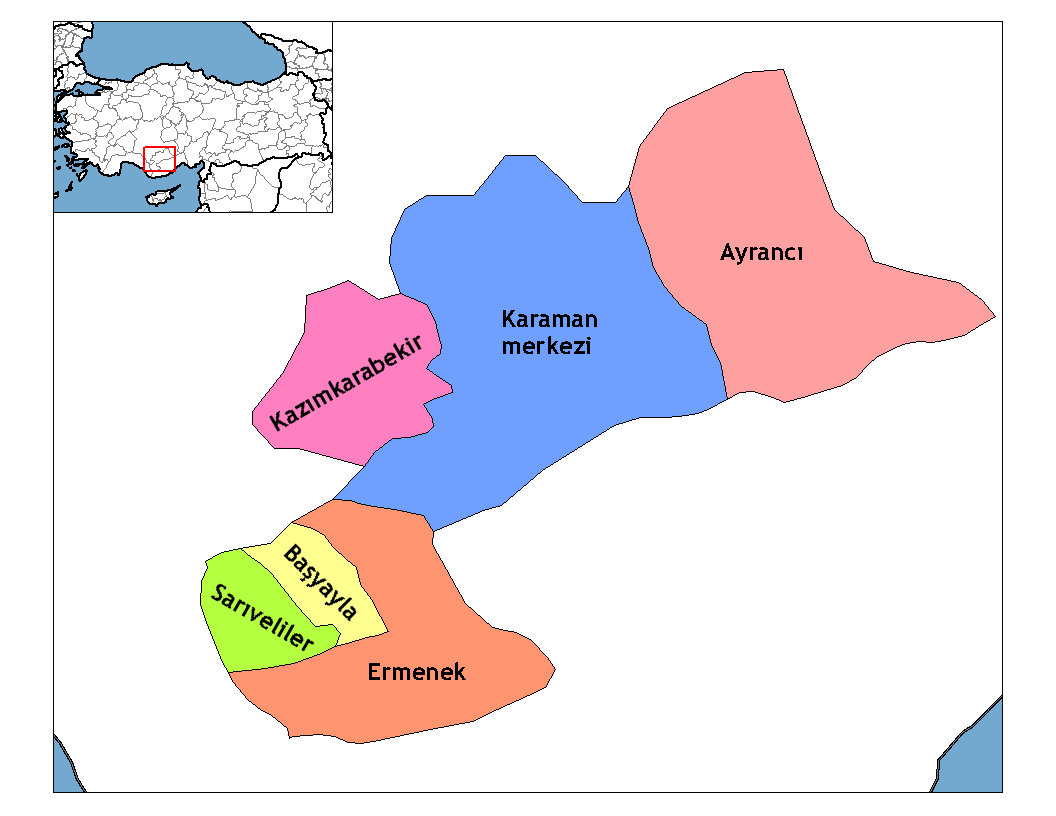
Districten van Karaman

- Ayrancı
- Başyayla
- Ermenek
- Karaman
- Kazımkarabekir
- Sarıveliler

## Kars (provincie)

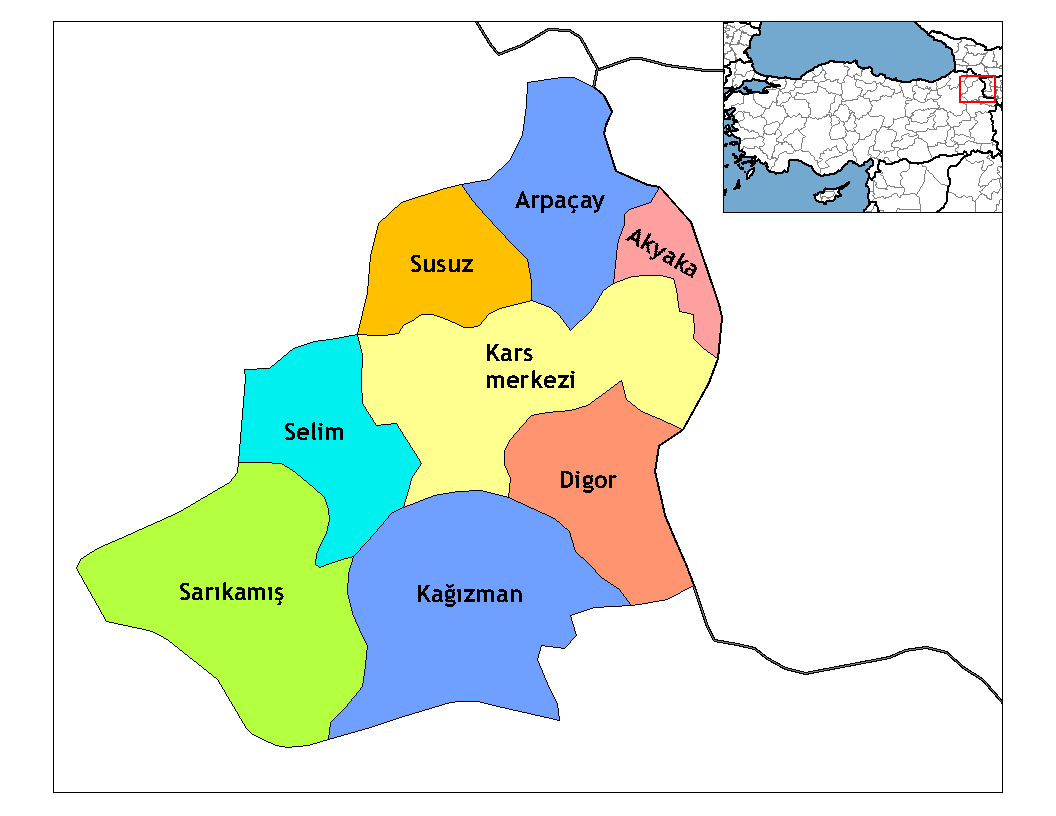
Districten van Kars

- Akyaka
- Arpaçay
- Digor
- Kağızman
- Kars
- Sarıkamış
- Selim
- Susuz

## Kastamonu (provincie)

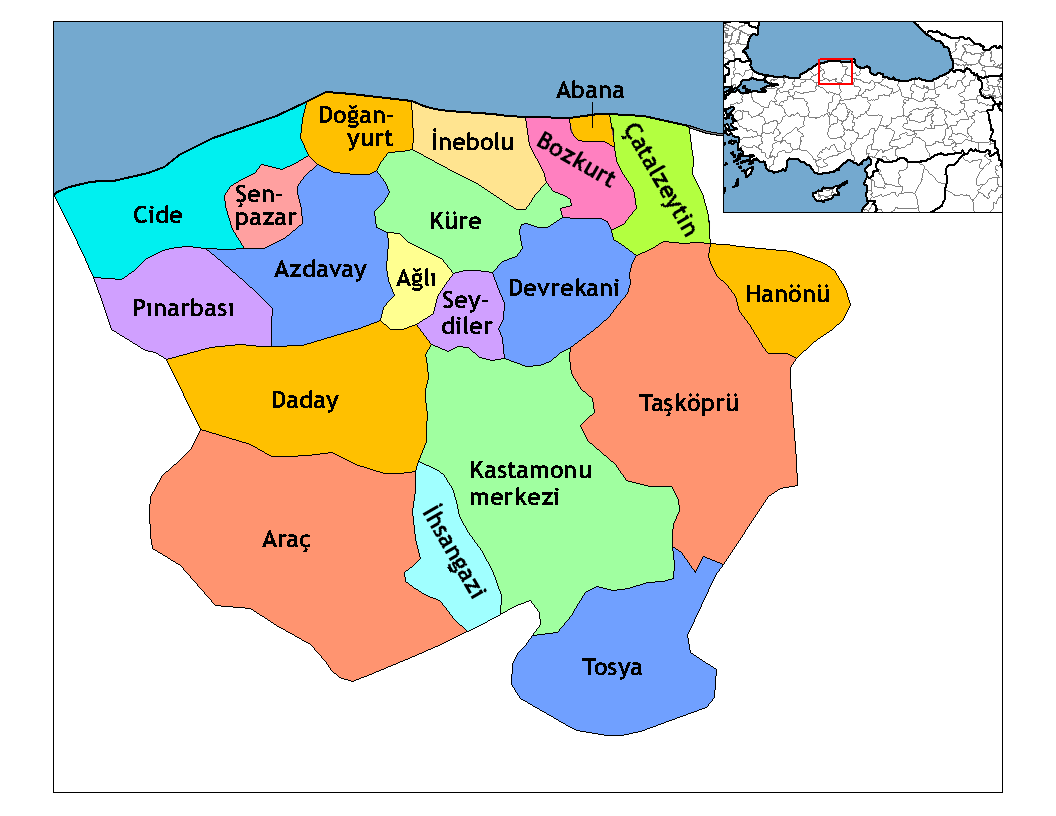
Districten van Kastamonu

| - Abana - Ağlı - Araç - Azdavay - Bozkurt - Çatalzeytin - Cide - Daday - Devrekani - Doğanyurt | - Hanönü - İhsangazi - İnebolu - Kastamonu - Küre - Pinarbaşi - Şenpazar - Seydiler - Taşköprü - Tosya |

## Kayseri (provincie)

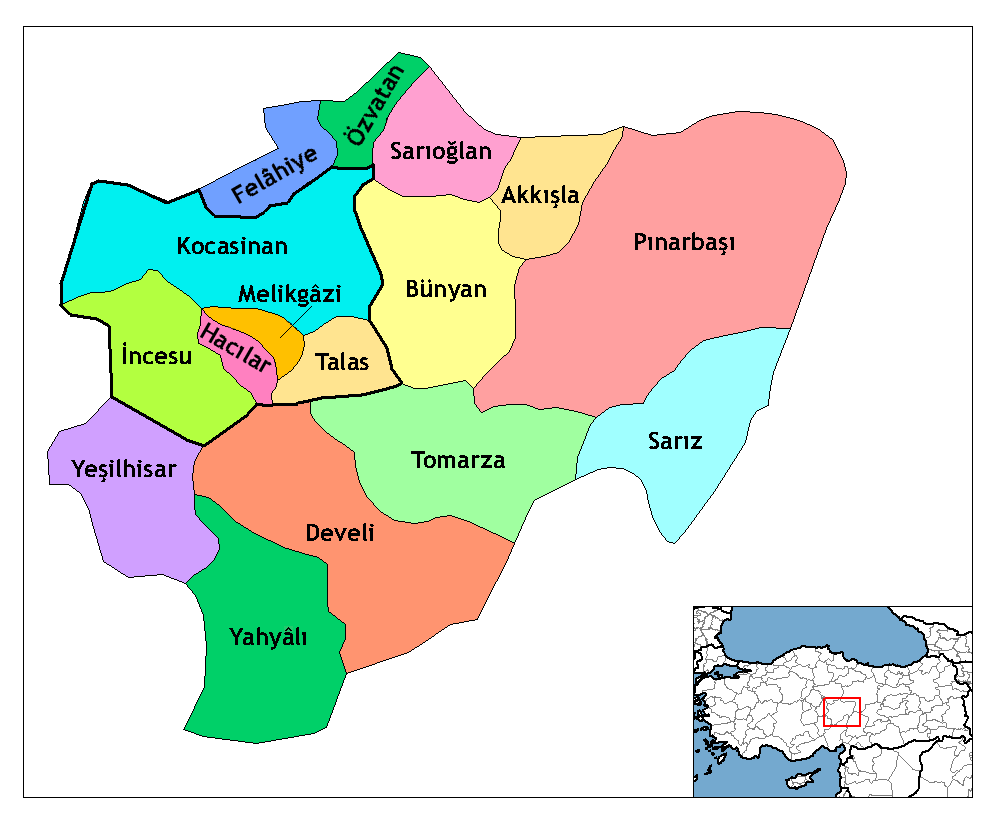
Districten van Kayseri

| - Akkışla - Bünyan - Develi - Felahiye - Hacılar - İncesu - Kocasinan - Melikgazi | - Özvatan - Pınarbaşı - Sarıoğlan - Sarız - Talas - Tomarza - Yahyalı - Yeşilhisar |

## Kilis (provincie)

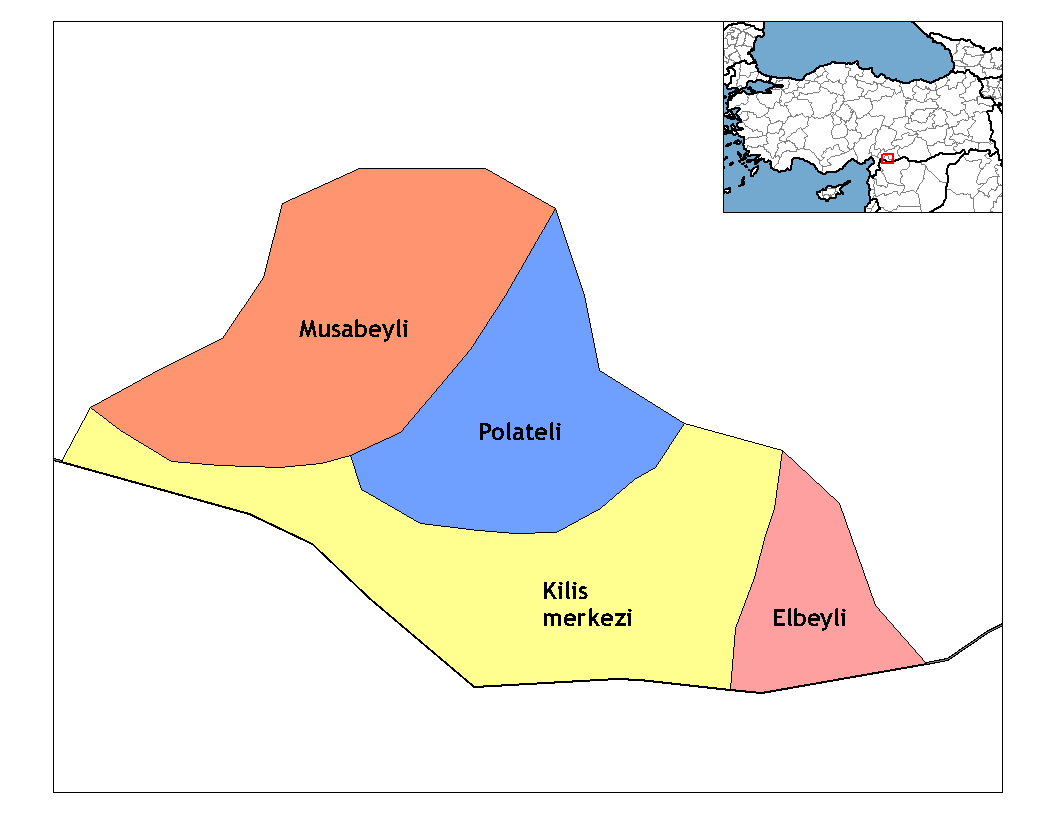
Districten van Kilis

- Elbeyli
- Kilis
- Musabeyli
- Polateli

## Kırıkkale (provincie)

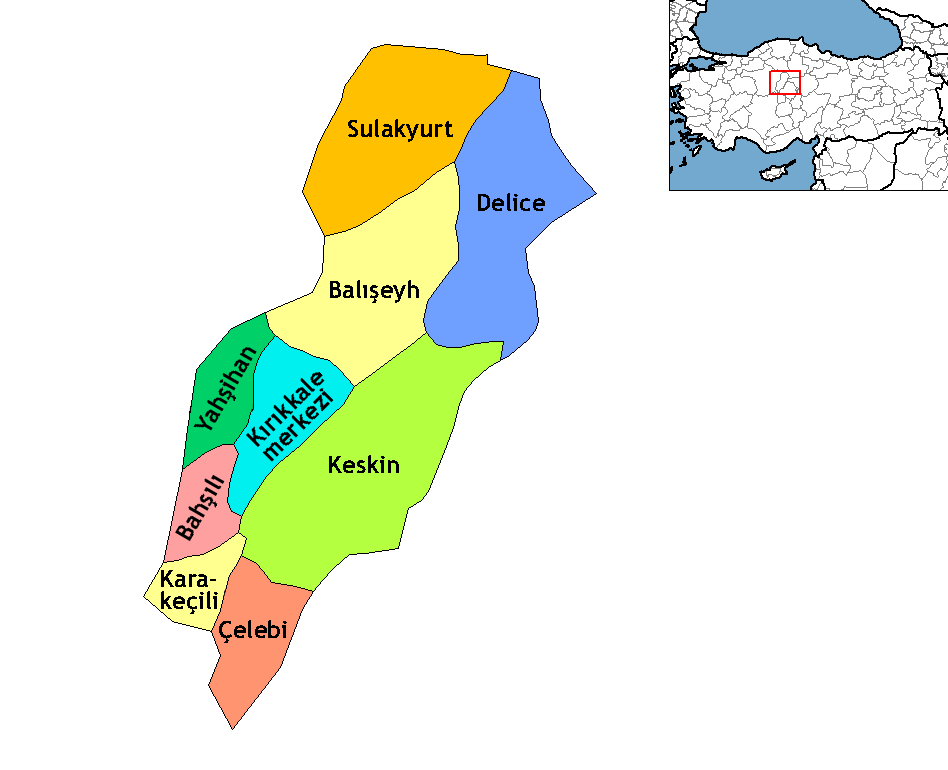
Districten van Kırıkkale

- Bahşılı
- Balışeyh
- Çelebi
- Delice
- Karakeçili
- Keskin
- Kırıkkale
- Sulakyurt
- Yahşihan

## Kırklareli (provincie)

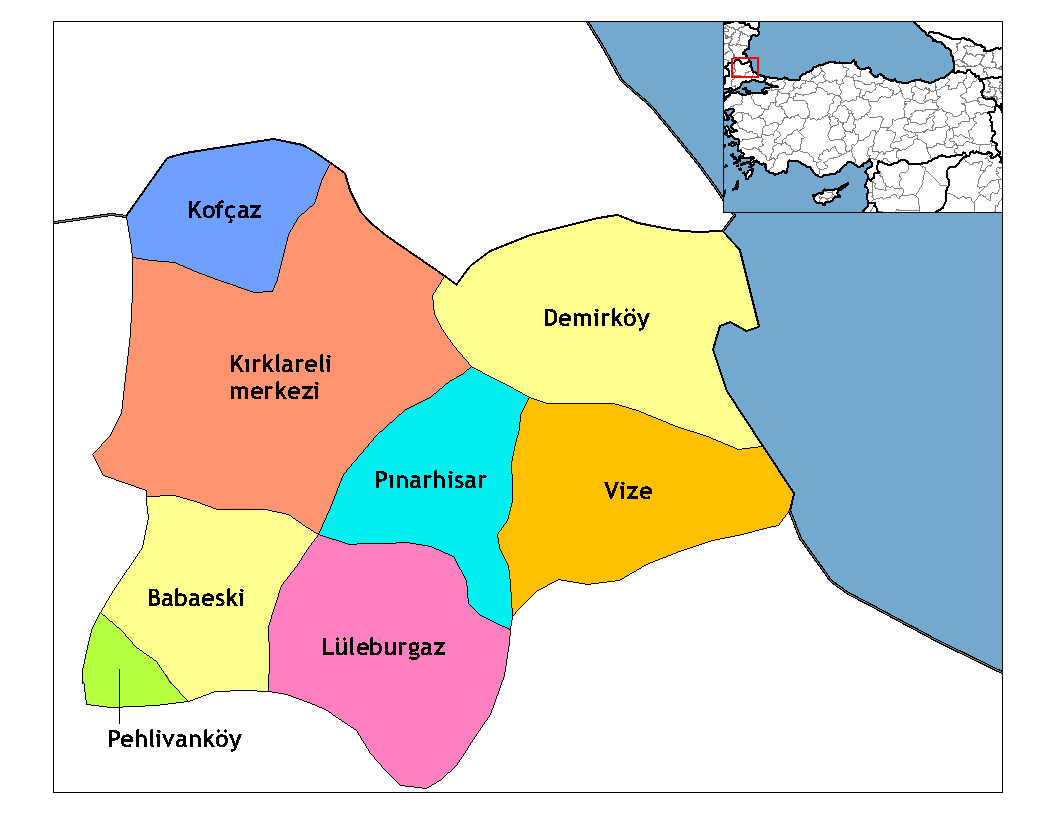
Districten van Kırklareli

- Babaeski
- Demirköy
- Kırklareli
- Kofçaz
- Lüleburgaz
- Pehlivanköy
- Pınarhisar
- Vize

## Kırşehir (provincie)

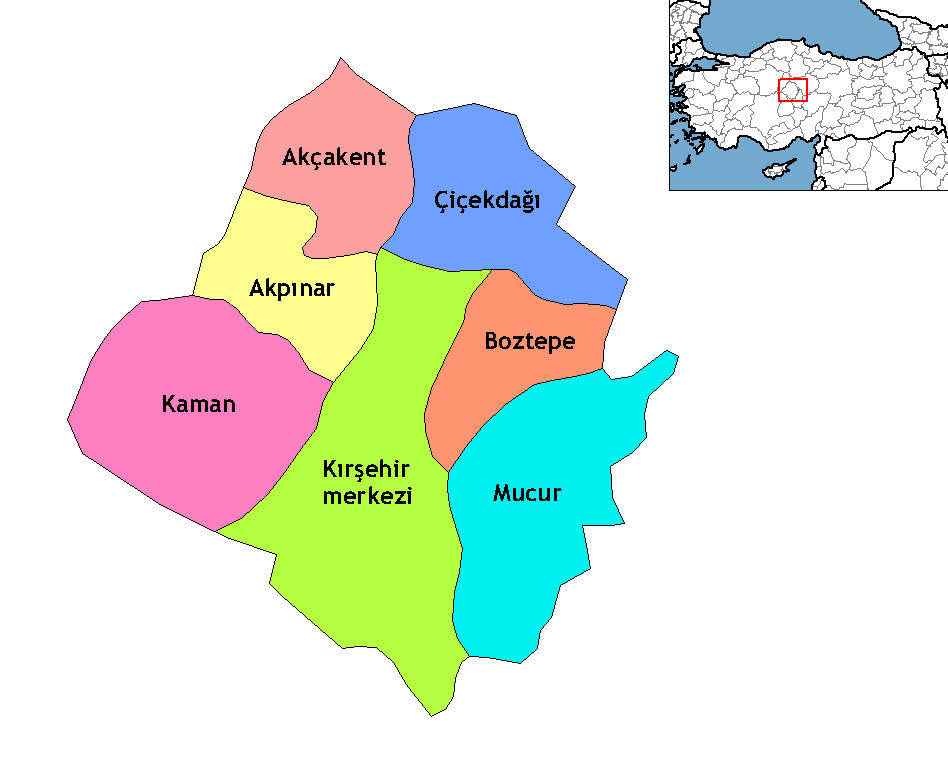
Districten van Kırşehir

- Akçakent
- Akpınar
- Boztepe
- Çiçekdağı
- Kaman
- Kırşehir
- Mucur

## Kocaeli (provincie)

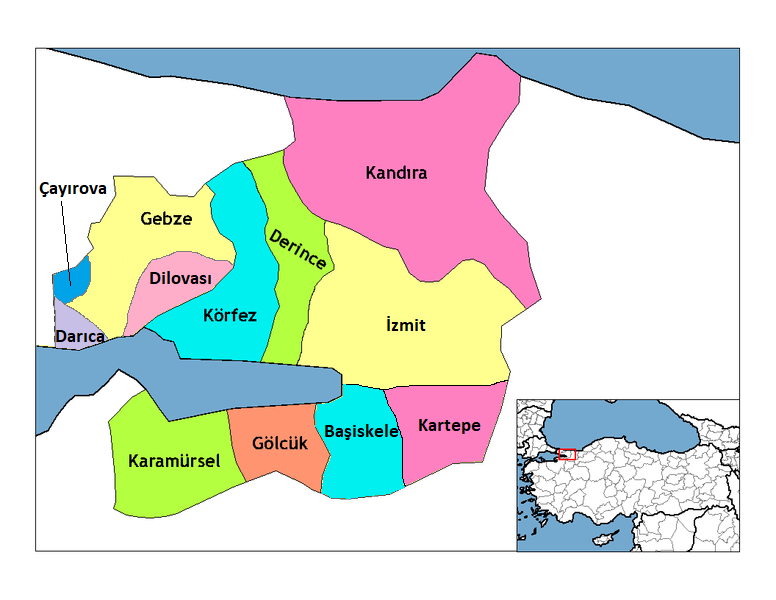
Districten van Kocaeli

- Derince
- Gebze
- Gölcük
- Izmit
- Kandıra
- Karamürsel
- Körfez

## Konya (provincie)

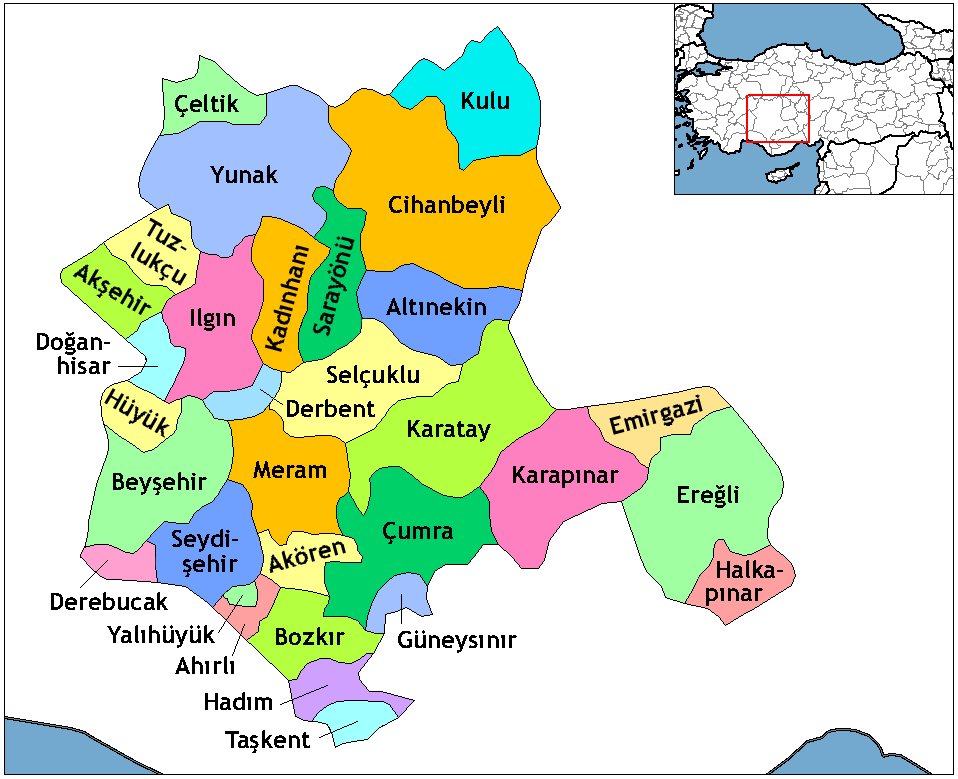
Districten van Konya

| - Ahırlı - Akören - Akşehir - Altınekin - Beyşehir - Bozkır - Çeltik - Cihanbeyli - Çumra - Derbent - Derebucak - Doğanhisar - Emirgazi - Ereğli - Güneysınır - Hadım | - Halkapınar - Hüyük - Ilgın - Kadınhanı - Karapınar - Karatay - Kulu - Meram - Sarayönü - Selçuklu - Seydişehir - Taşkent - Tuzlukçu - Yalıhüyük - Yeniceoba - Yunak |

## Kütahya (provincie)

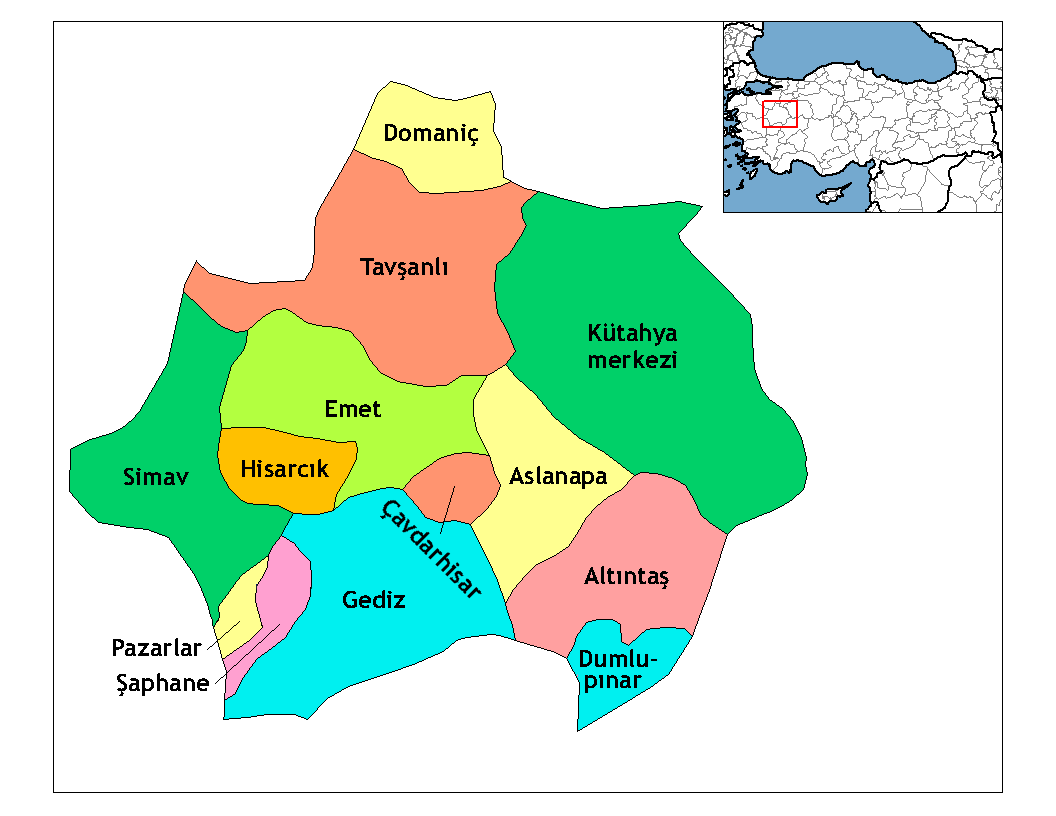
Districten van Kütahya

- Altıntaş
- Aslanapa
- Çavdarhisar
- Domaniç
- Dumlupınar
- Emet
- Gediz
- Hisarcık
- Kütahya
- Pazarlar
- Şaphane
- Simav
- Tavşanlı

## Malatya (provincie)

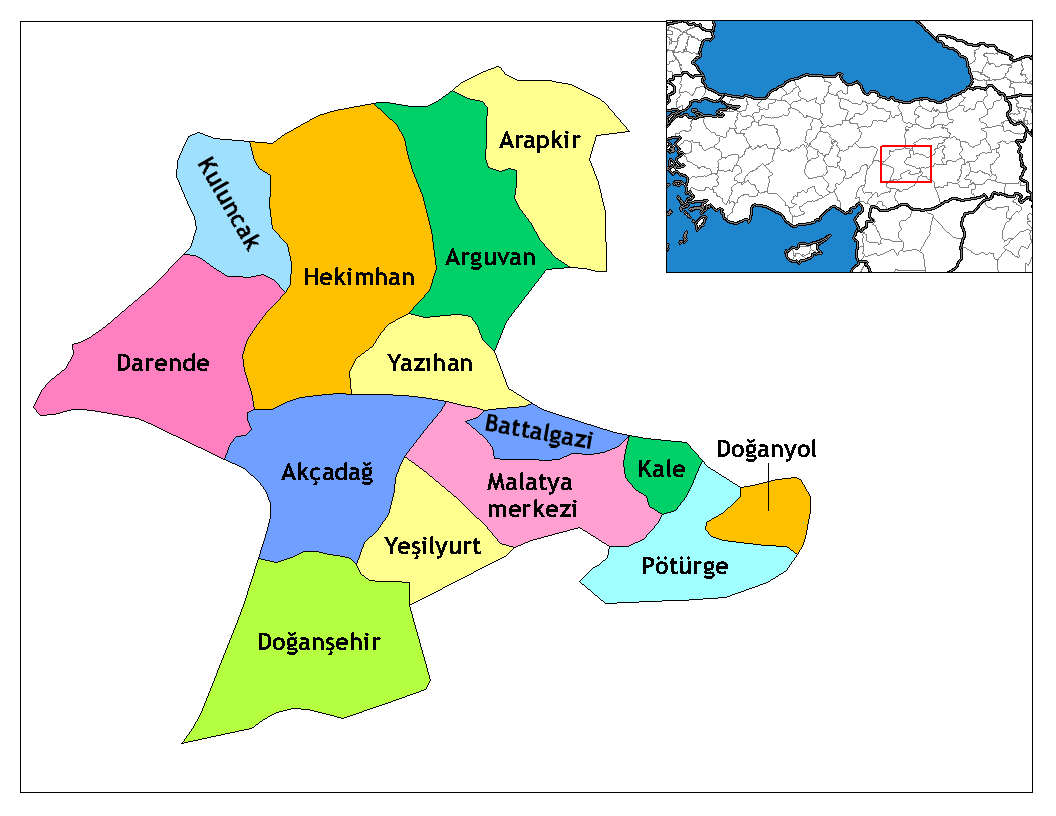
Districten van Malatya

- Akçadağ
- Arapkir
- Arguvan
- Battalgazi
- Darende
- Doğanşehir
- Doğanyol
- Hekimhan
- Kale
- Kuluncak
- Malatya
- Pötürge
- Yazıhan
- Yeşilyurt

## Manisa (provincie)

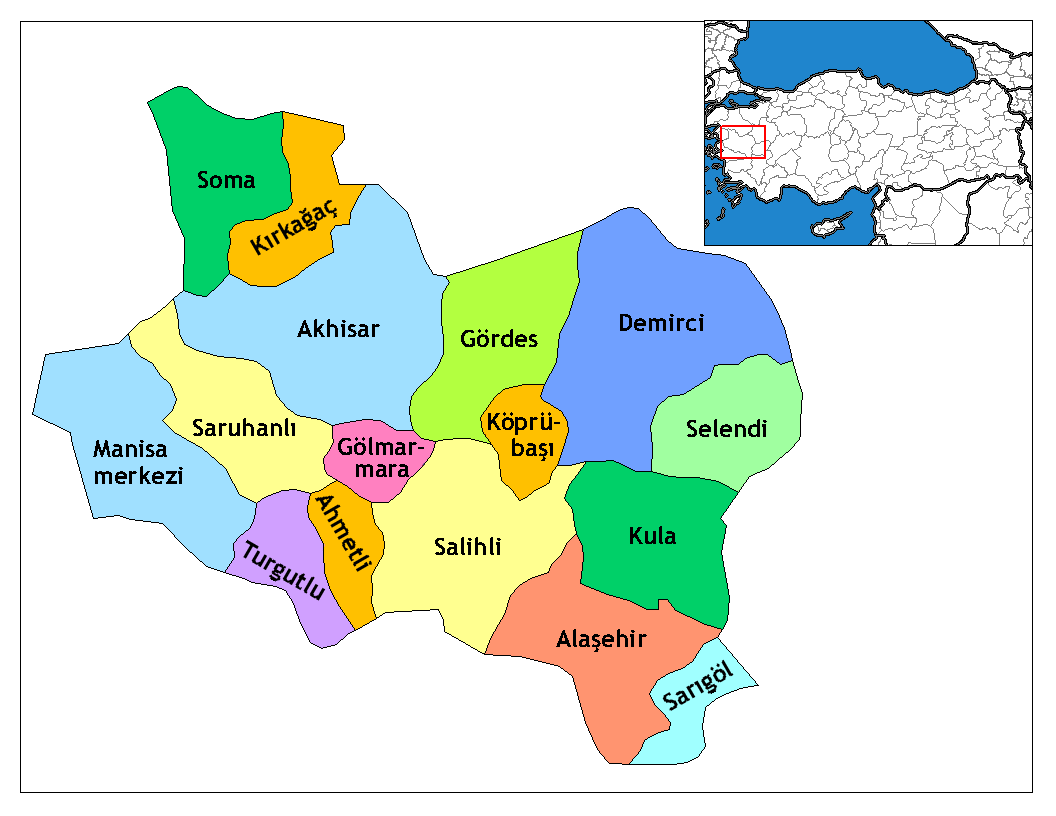
Districten van Manisa

- Ahmetli
- Akhisar
- Alaşehir
- Demirci
- Gölmarmara
- Gördes
- Kırkağaç
- Köprübaşı
- Kula
- Manisa
- Salihli
- Sarıgöl
- Saruhanlı
- Selendi
- Soma
- Turgutlu

## Mardin (provincie)

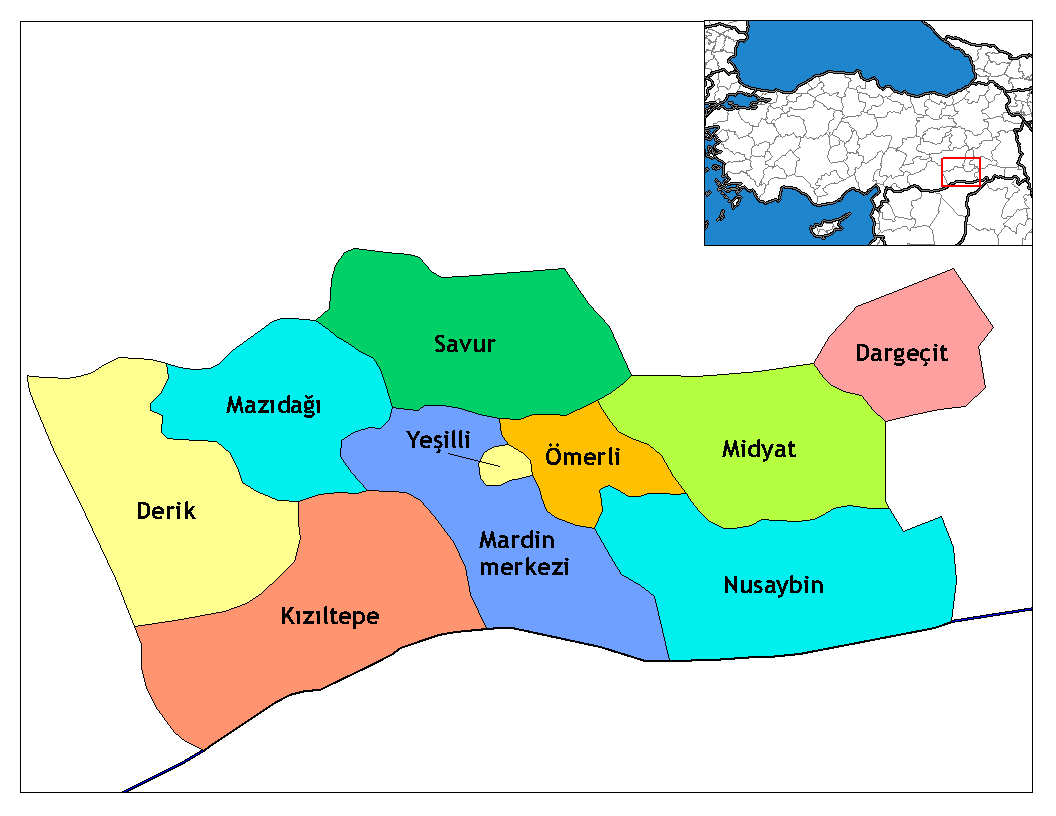
Districten van Mardin

- Dargeçit
- Derik
- Kızıltepe
- Mardin
- Mazıdağı
- Midyat
- Nusaybin
- Ömerli
- Savur
- Yeşilli

## Mersin (provincie)

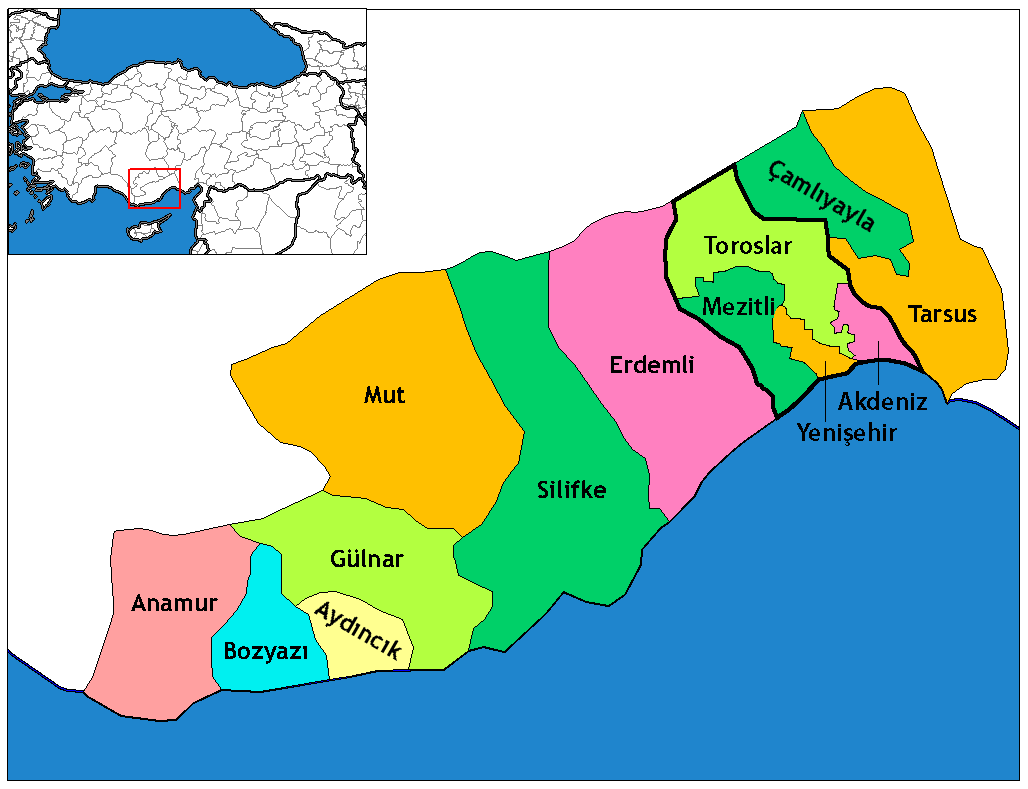
Districten van Mersin

- Anamur
- Aydıncık
- Bozyazı
- Çamlıyayla
- Erdemli
- Gülnar
- Mersin
- Mut
- Silifke
- Tarsus

## Muğla (provincie)

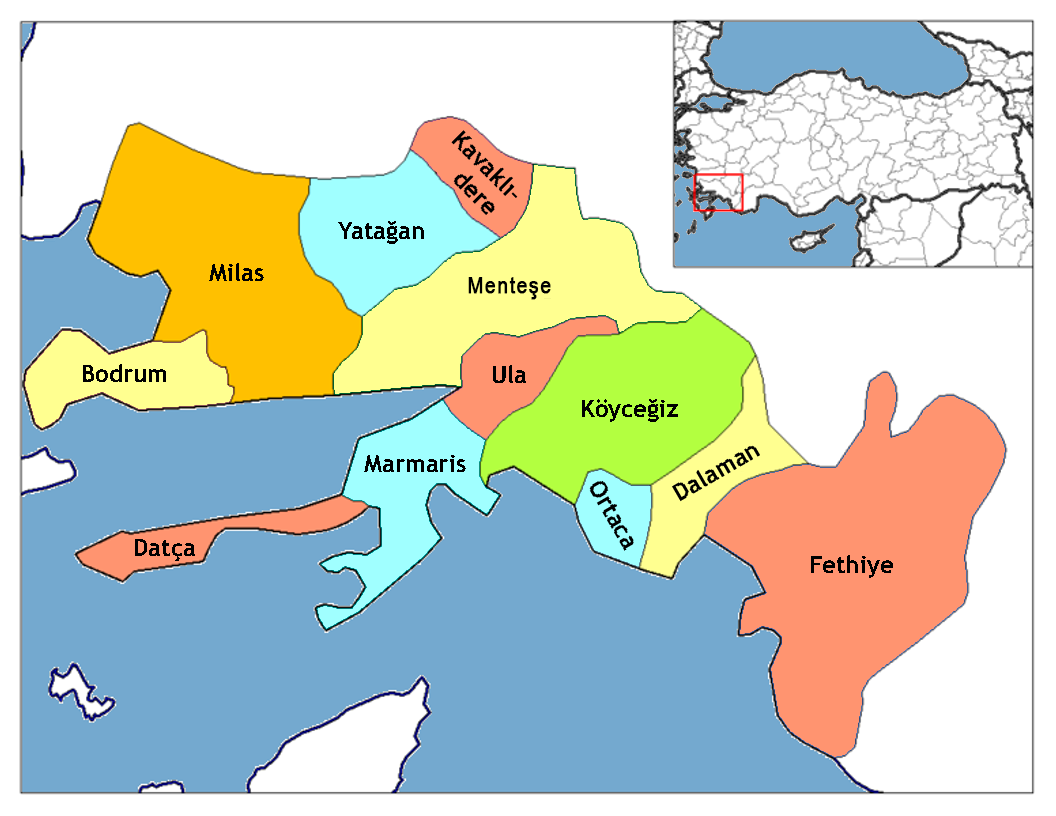
Districten van Muğla

- Bodrum
- Dalaman
- Datça
- Fethiye
- Kavaklıdere
- Köyceğiz
- Marmaris
- Milas
- Muğla
- Ortaca
- Ula
- Yatağan

## Muş (provincie)

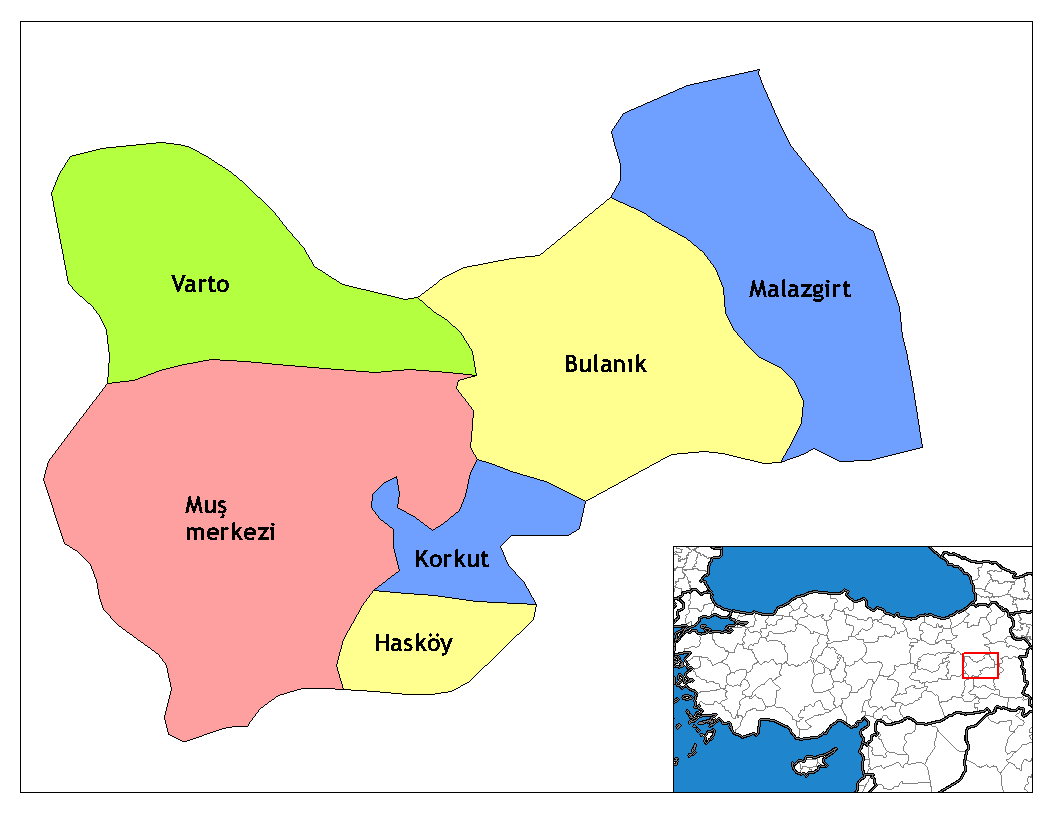
Districten van Muş

- Bulanık
- Hasköy
- Korkut
- Malazgirt
- Muş
- Varto

## Nevşehir (provincie)

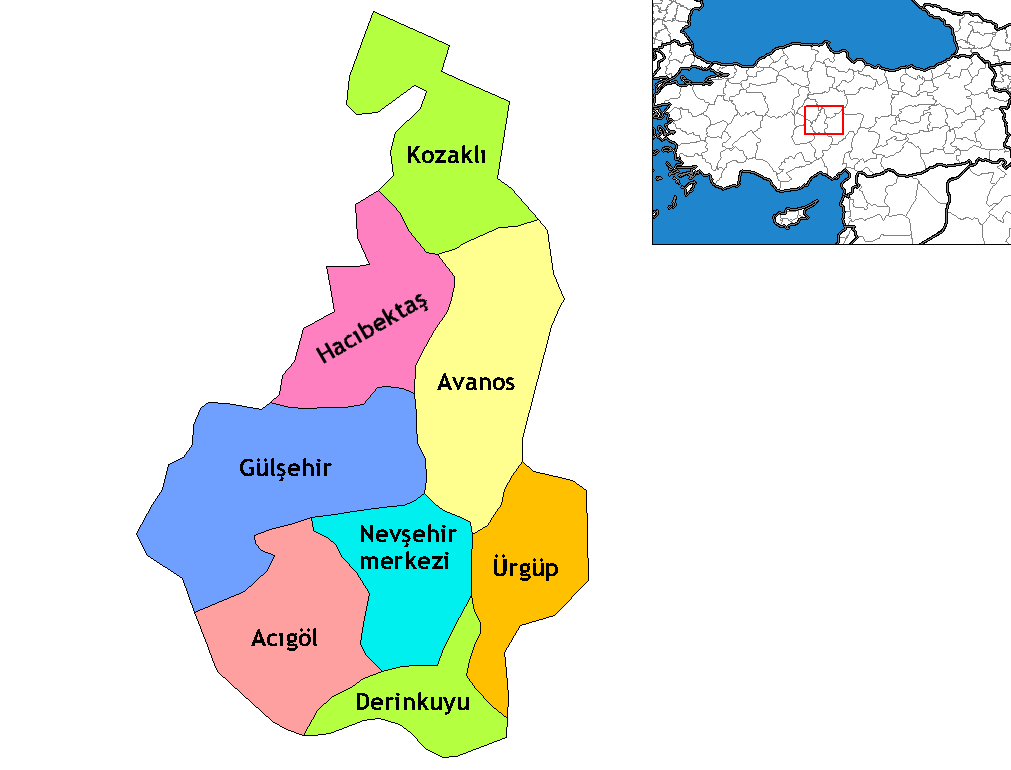
Districten van Nevşehir

- Acıgöl
- Avanos
- Derinkuyu
- Gülşehir
- Hacıbektaş
- Kozaklı
- Nevşehir
- Ürgüp

## Niğde (provincie)

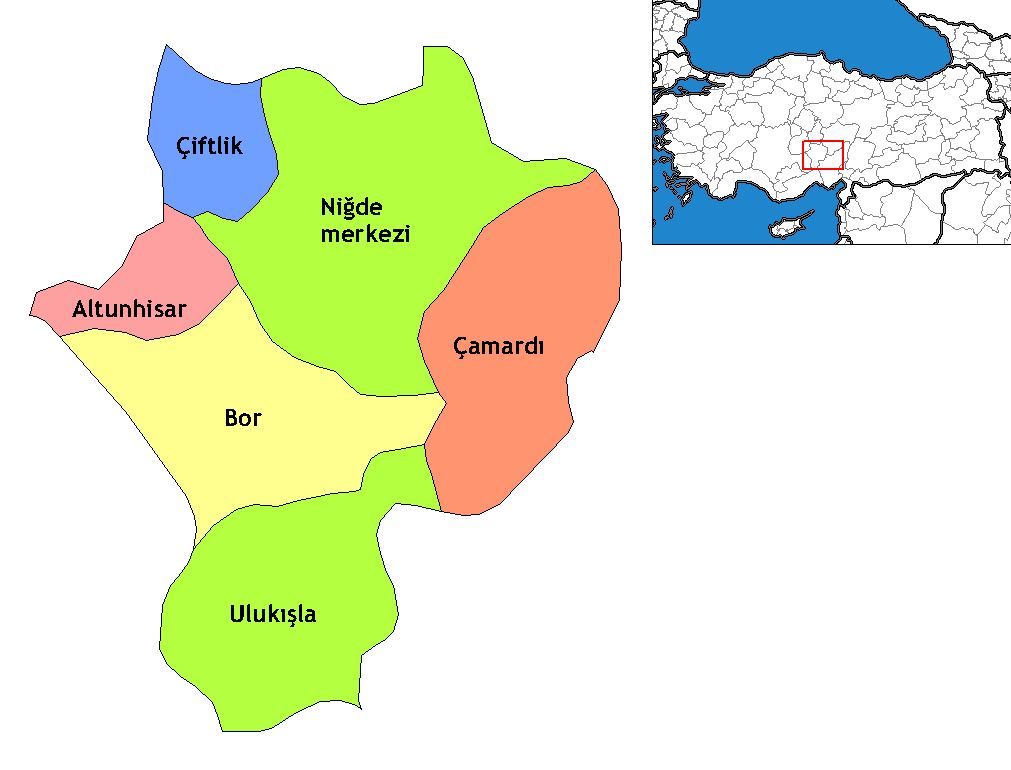
Districten van Niğde

- Altunhisar
- Bor
- Çamardı
- Çiftlik
- Niğde
- Ulukışla

## Ordu (provincie)

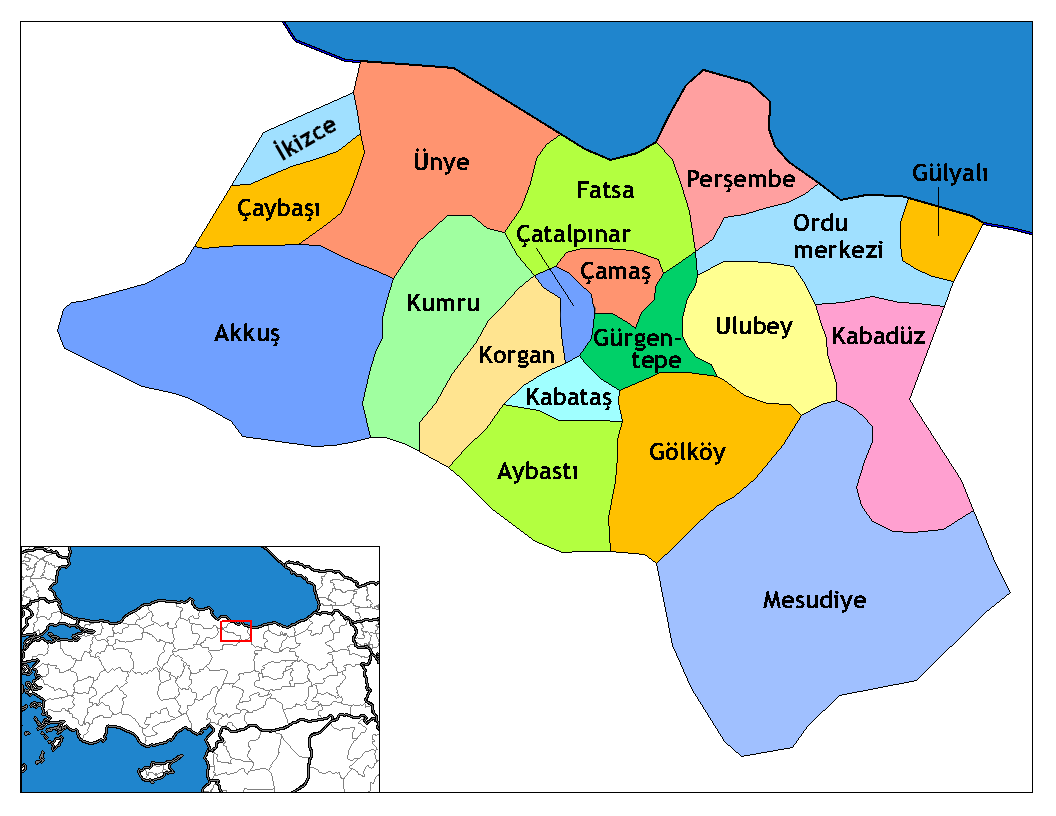
Districten van Ordu

| - Akkuş - Aybastı - Çamaş - Çatalpınar - Çaybaşı - Fatsa - Gölköy - Gülyalı - Gürgentepe - İkizce | - Kabadüz - Kabataş - Korgan - Kumru - Mesudiye - Ordu - Perşembe - Ulubey - Ünye |

## Osmaniye (provincie)

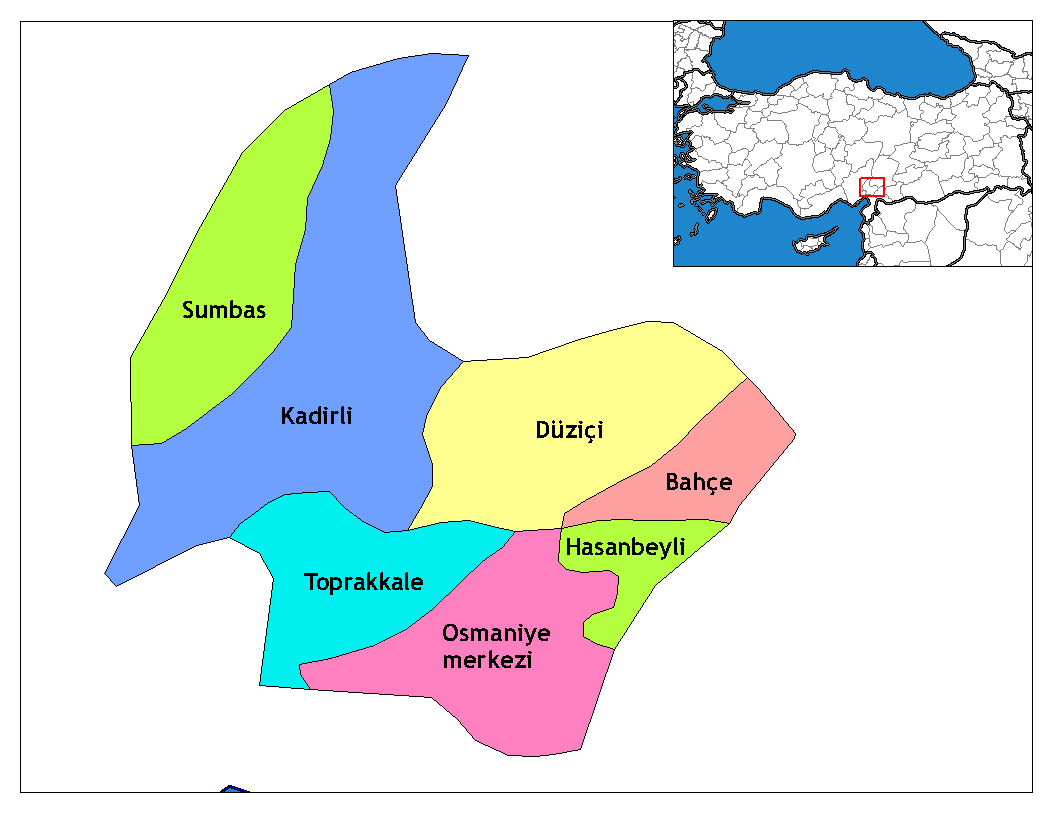
Districten van Osmaniye

- Bahçe
- Düziçi
- Hasanbeyli
- Kadirli
- Osmaniye
- Sumbas
- Toprakkale

## Rize (provincie)

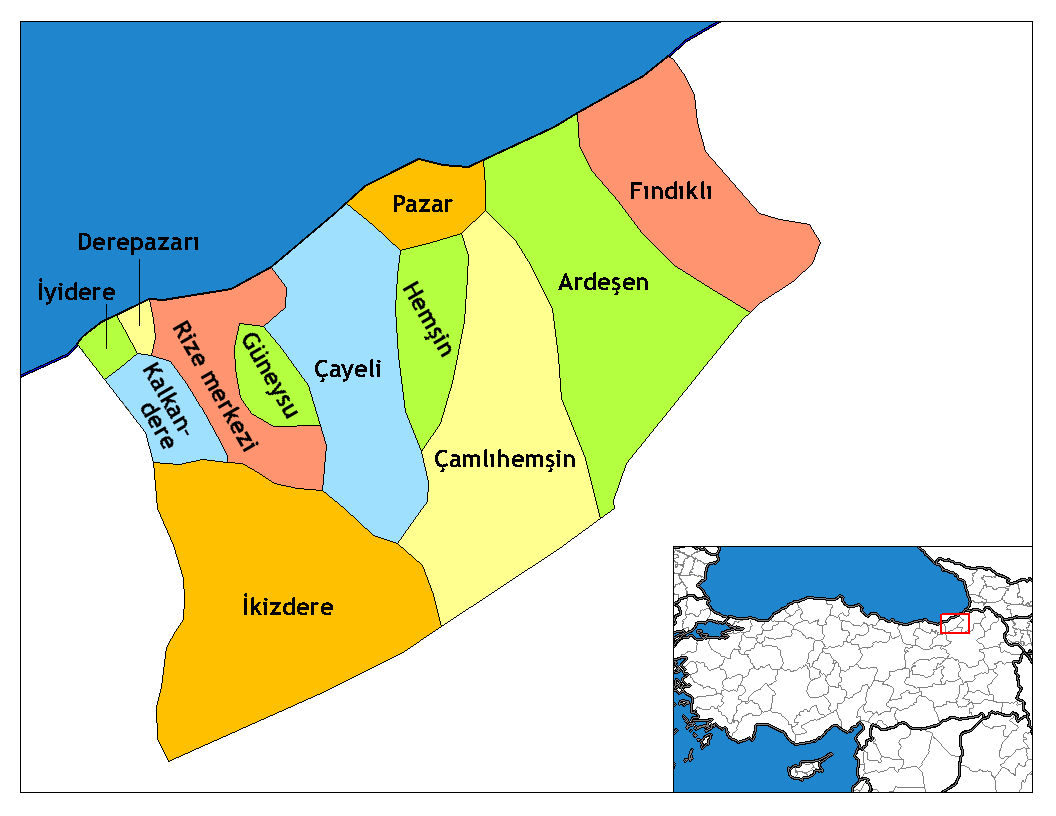
Districten van Rize

- Ardeşen
- Çamlıhemşin
- Çayeli
- Derepazarı
- Fındıklı
- Güneysu
- Hemşin
- İkizdere
- İyidere
- Kalkandere
- Pazar
- Rize

## Sakarya (provincie)

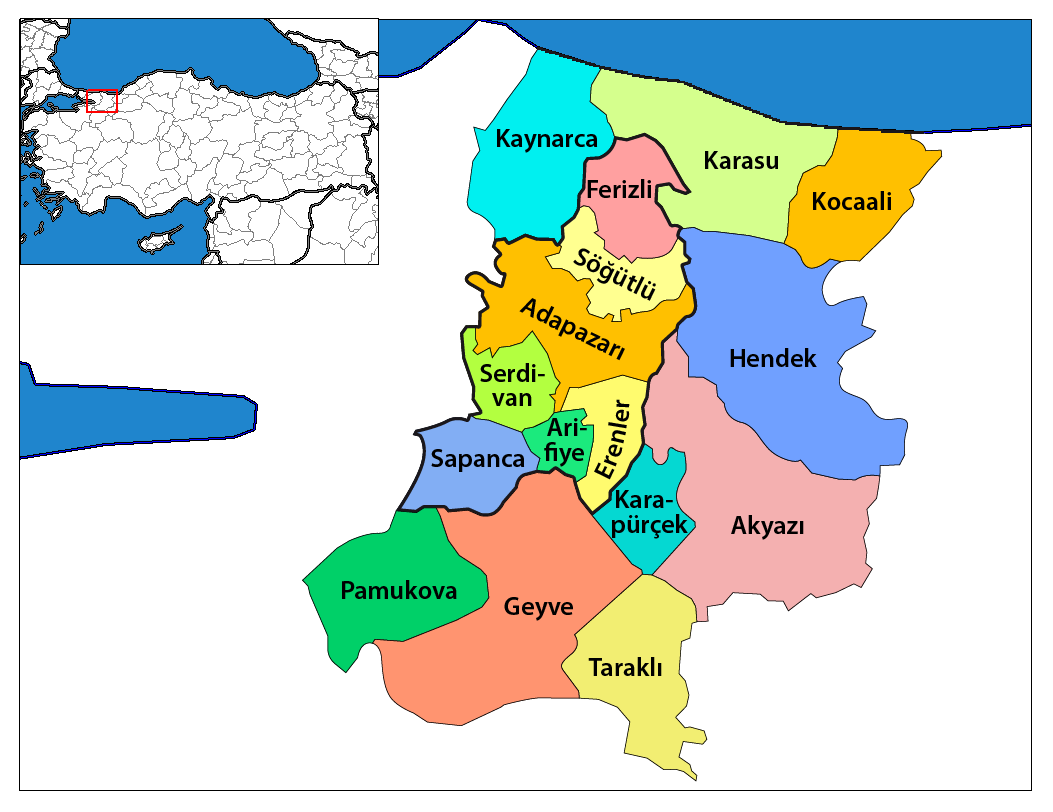
Districten van Sakarya

- Akyazı
- Ferizli
- Geyve
- Hendek
- Karapürçek
- Karasu
- Kaynarca
- Kocaali
- Pamukova
- Sapanca
- Sakarya (Adapazar)
- Söğütlü
- Taraklı

## Samsun (provincie)

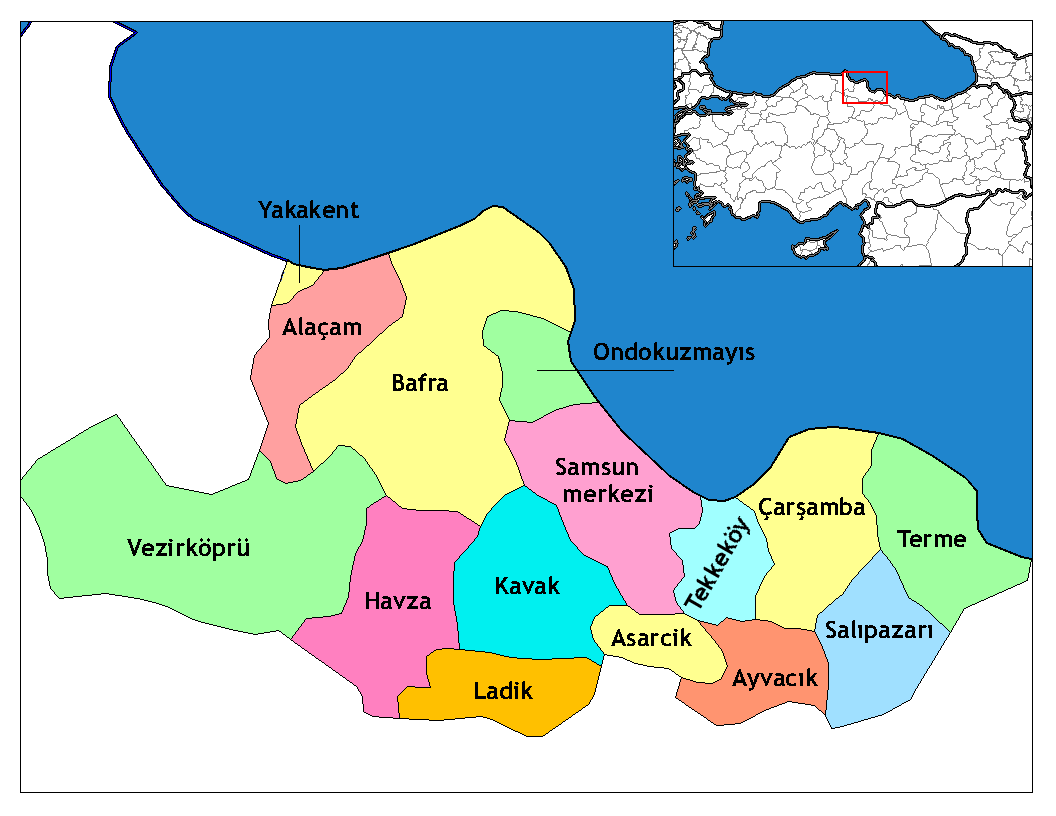
Districten van Samsun

- Alaçam
- Asarcık
- Ayvacık
- Bafra
- Çarşamba
- Havza (district)
- Kavak
- Ladik
- Ondokuz Mayıs
- Salıpazarı
- Samsun
- Tekkeköy
- Terme
- Vezirköprü
- Yakakent

## Şanlıurfa (provincie)

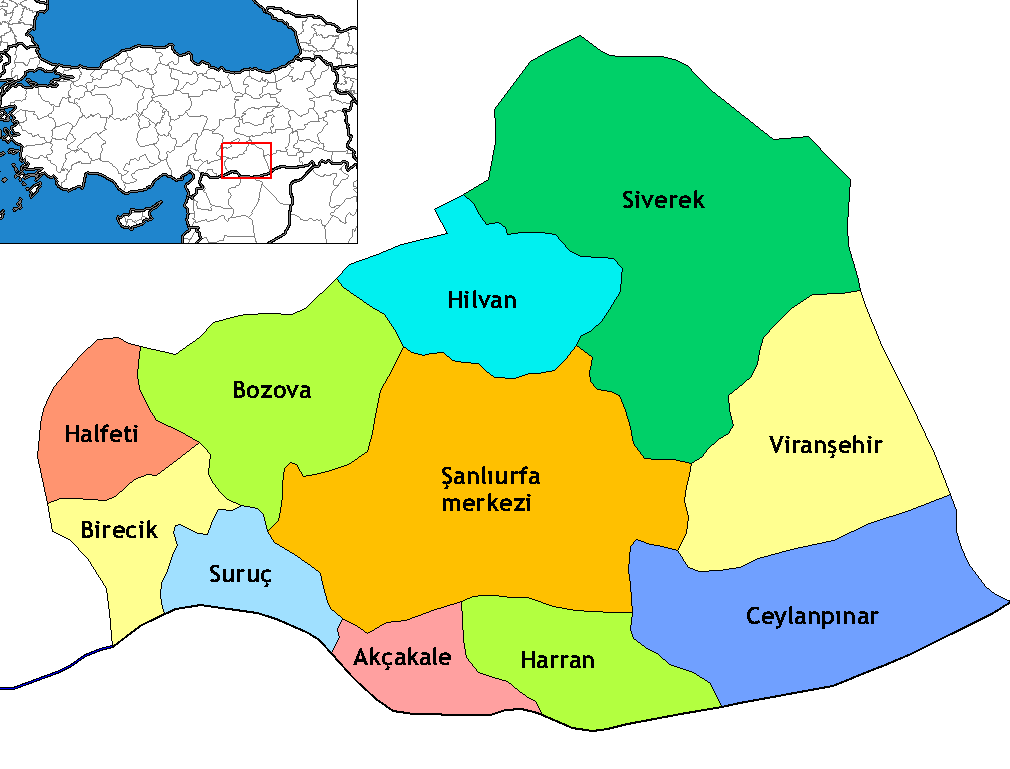
Districten van Şanlıurfa

- Akçakale
- Birecik
- Bozova
- Ceylanpınar
- Halfeti
- Harran
- Hilvan
- Şanlıurfa
- Siverek
- Suruç
- Viranşehir

## Siirt (provincie)

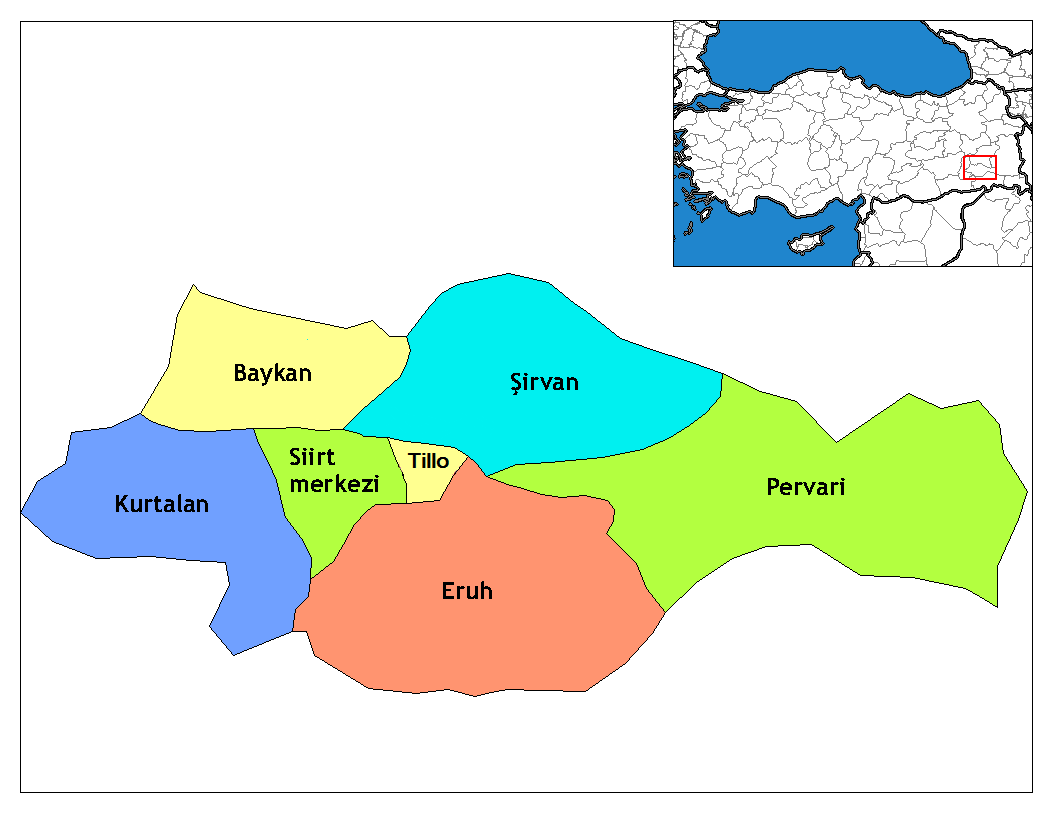
Districten van Siirt

- Aydınlar
- Baykan
- Eruh
- Kurtalan
- Pervari
- Siirt
- Şirvan

## Sinop (provincie)

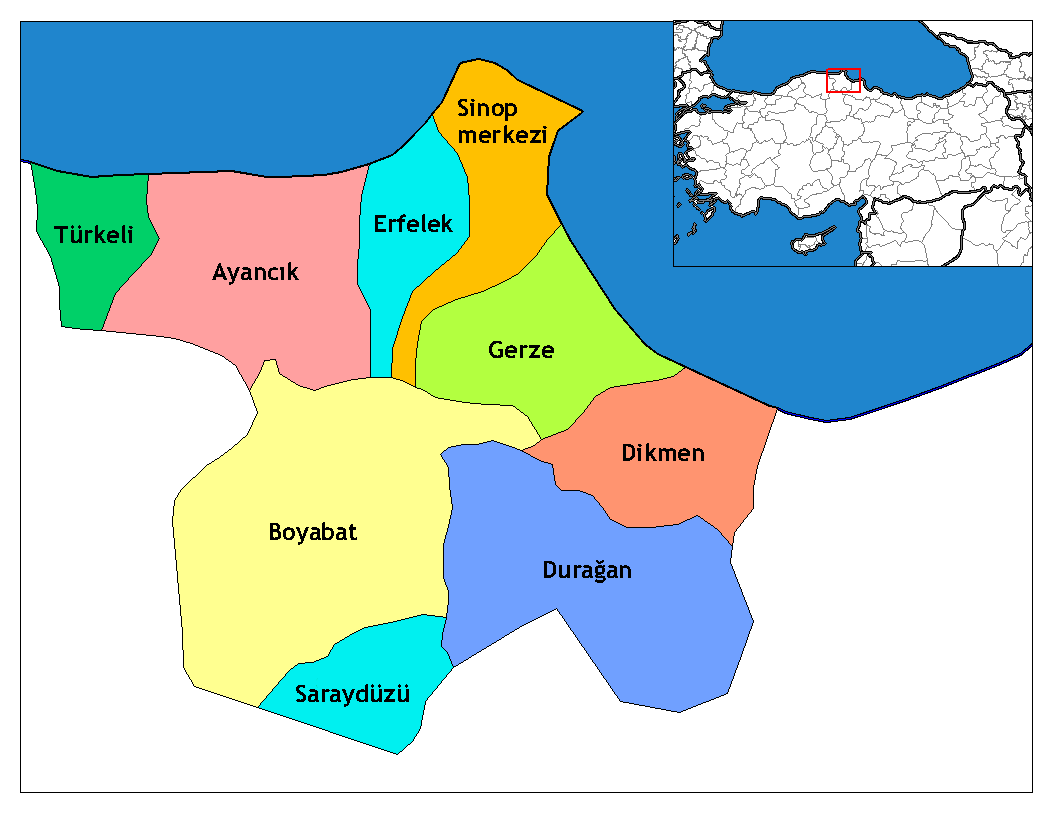
Districten van Sinop

- Ayancık
- Boyabat
- Dikmen
- Durağan
- Erfelek
- Gerze
- Saraydüzü
- Sinop
- Türkeli

## Şırnak (provincie)

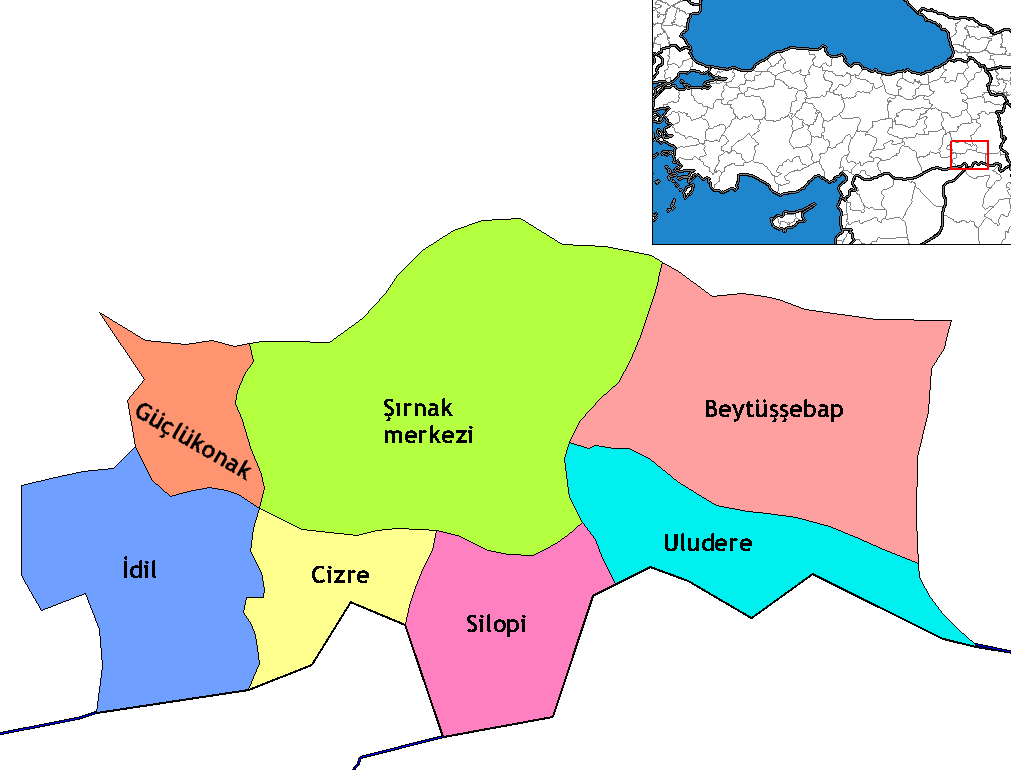
Districten van Şırnak

- Beytüşşebap
- Cizre
- Güçlükonak
- İdil
- Silopi
- Şırnak
- Uludere

## Sivas (provincie)

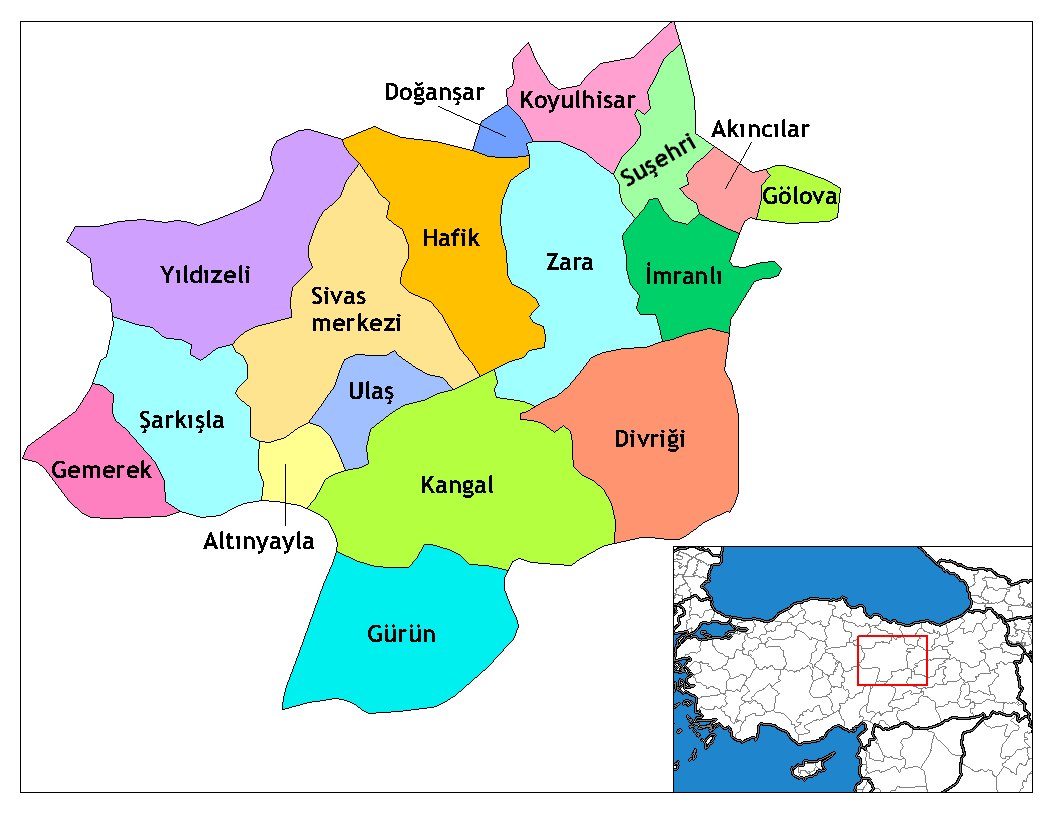
Districten van Sivas

- Akıncılar
- Altınyayla
- Divriği
- Doğanşar
- Gemerek
- Gölova
- Gürün
- Hafik
- İmranlı
- Kangal
- Koyulhisar
- Şarkışla
- Sivas
- Suşehri
- Ulaş
- Yıldızeli
- Zara

## Tekirdağ (provincie)

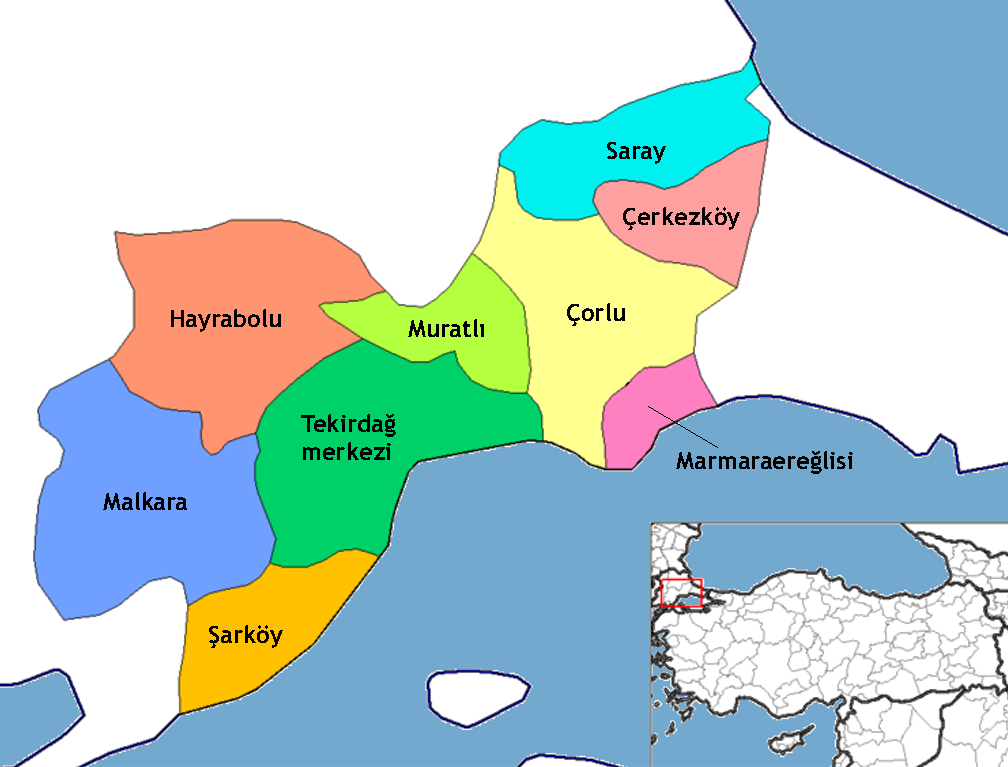
Districten van Tekirdağ

- Çerkezköy
- Çorlu
- Hayrabolu
- Malkara
- Marmara Ereğli
- Muratlı
- Saray
- Şarköy
- Tekirdağ

## Tokat (provincie)

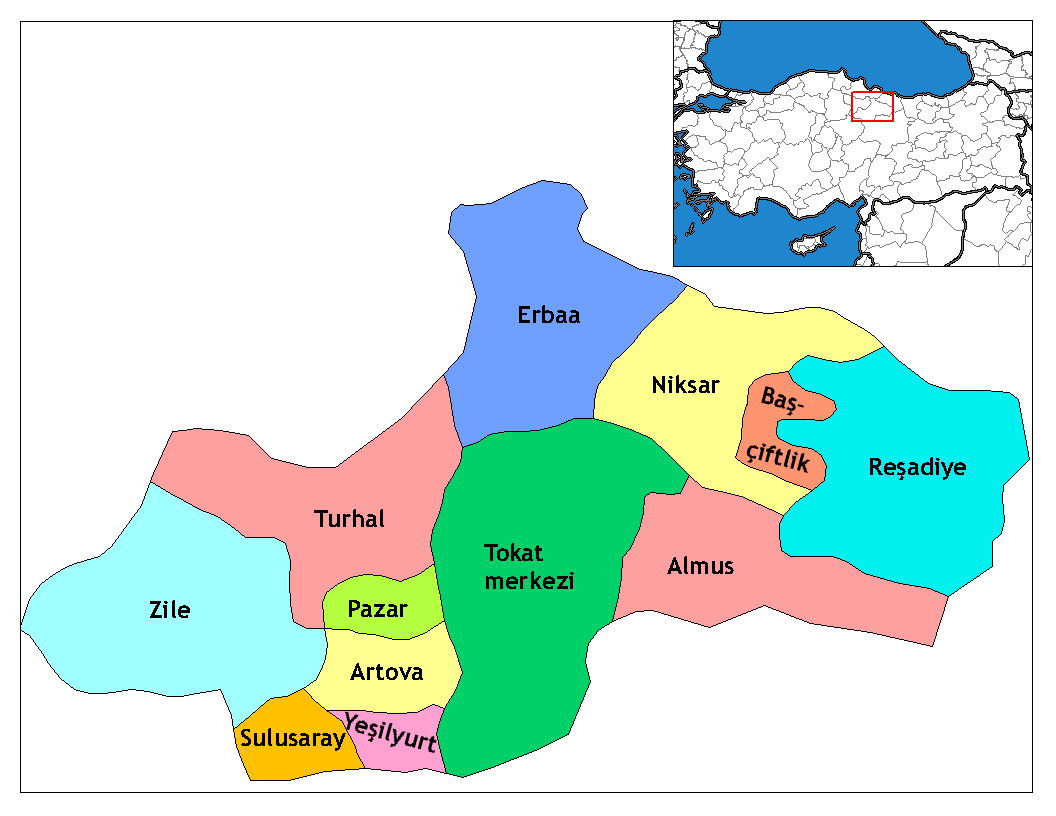
Districten van Tokat

- Almus
- Artova
- Başçiftlik
- Erbaa
- Niksar
- Pazar (district)
- Reşadiye
- Sulusaray
- Tokat
- Turhal
- Yeşilyurt (district)
- Zile

## Trabzon (provincie)

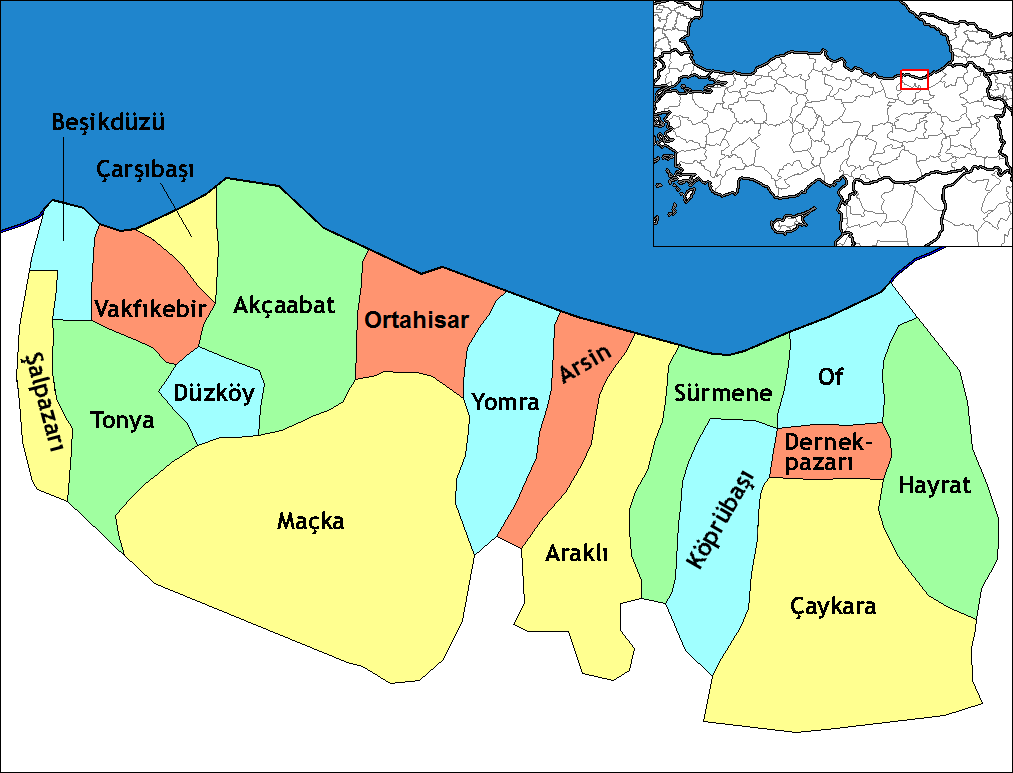
Districten van Trabzon

| - Akçaabat - Araklı - Arsin - Beşikdüzü - Çarşıbaşı - Çaykara - Dernekpazarı - Düzköy - Hayrat | - Köprübaşı - Maçka - Of - Şalpazarı - Sürmene - Tonya - Trabzon - Vakfıkebir - Yomra |

## Tunceli (provincie)

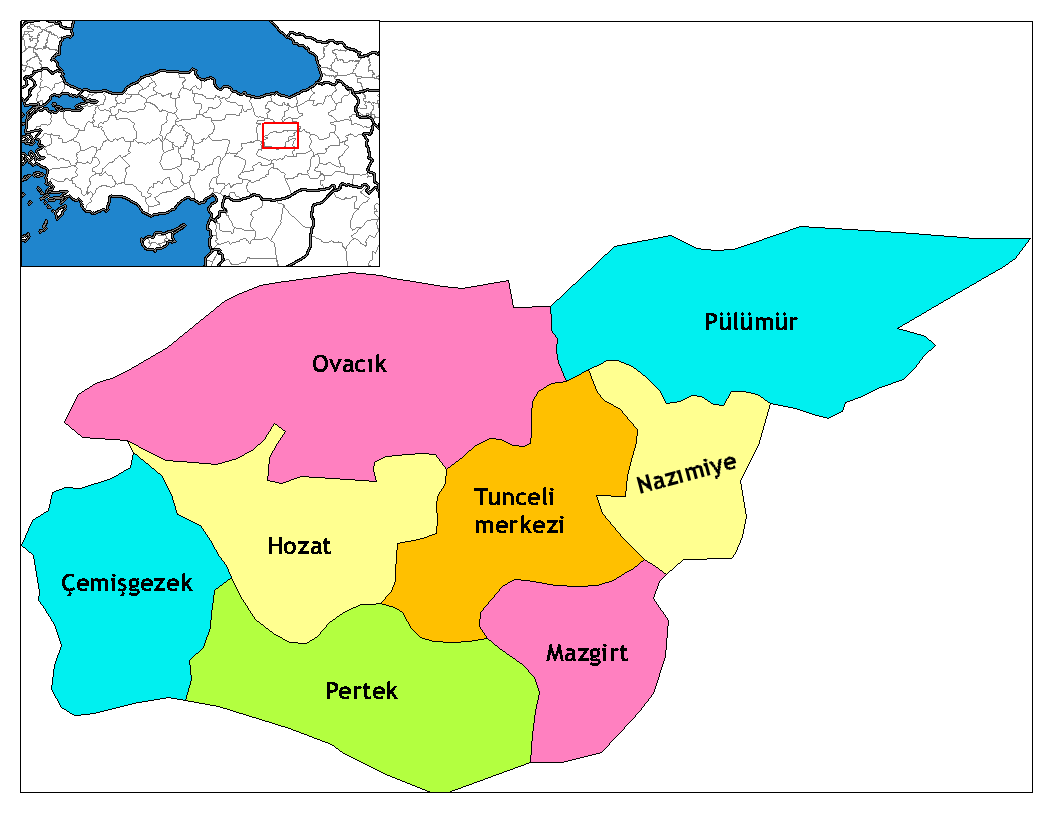
Districten van Tunceli

- Çemişgezek
- Hozat
- Mazgirt
- Nazimiye
- Ovacık
- Pertek
- Pülümür
- Tunceli

## Uşak (provincie)

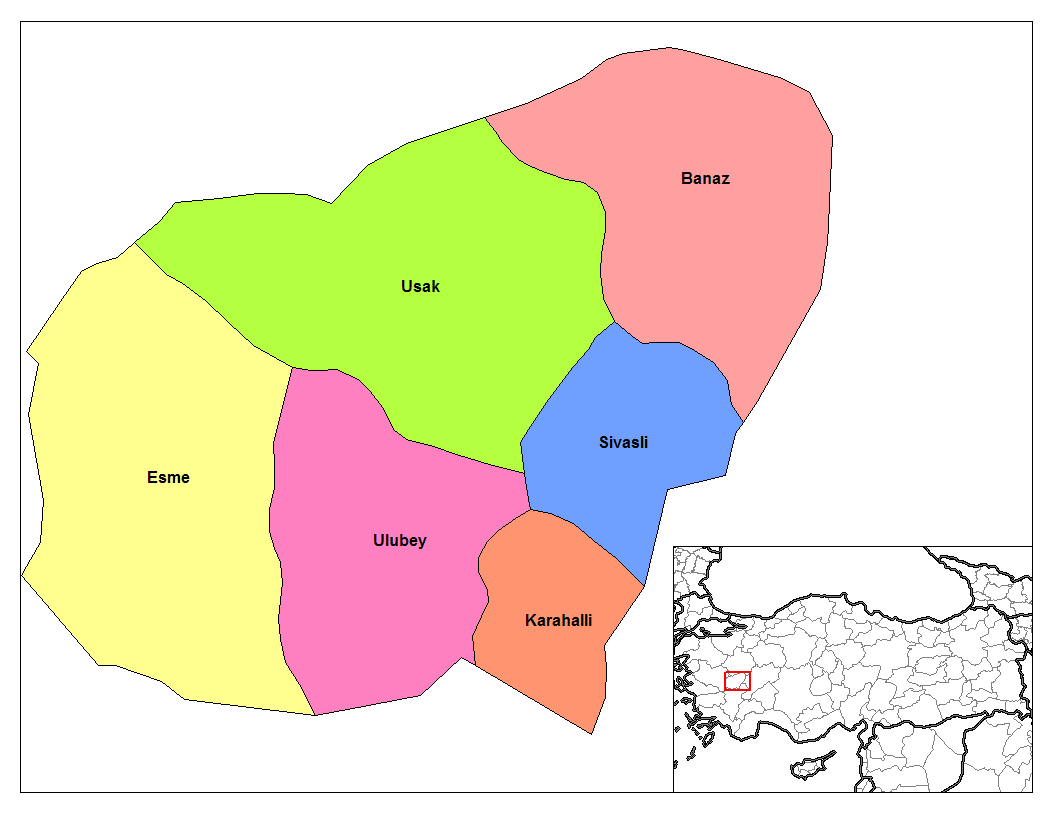
Districten van Uşak

- Banaz
- Eşme
- Karahallı
- Sivaslı
- Ulubey
- Uşak

## Van (provincie)

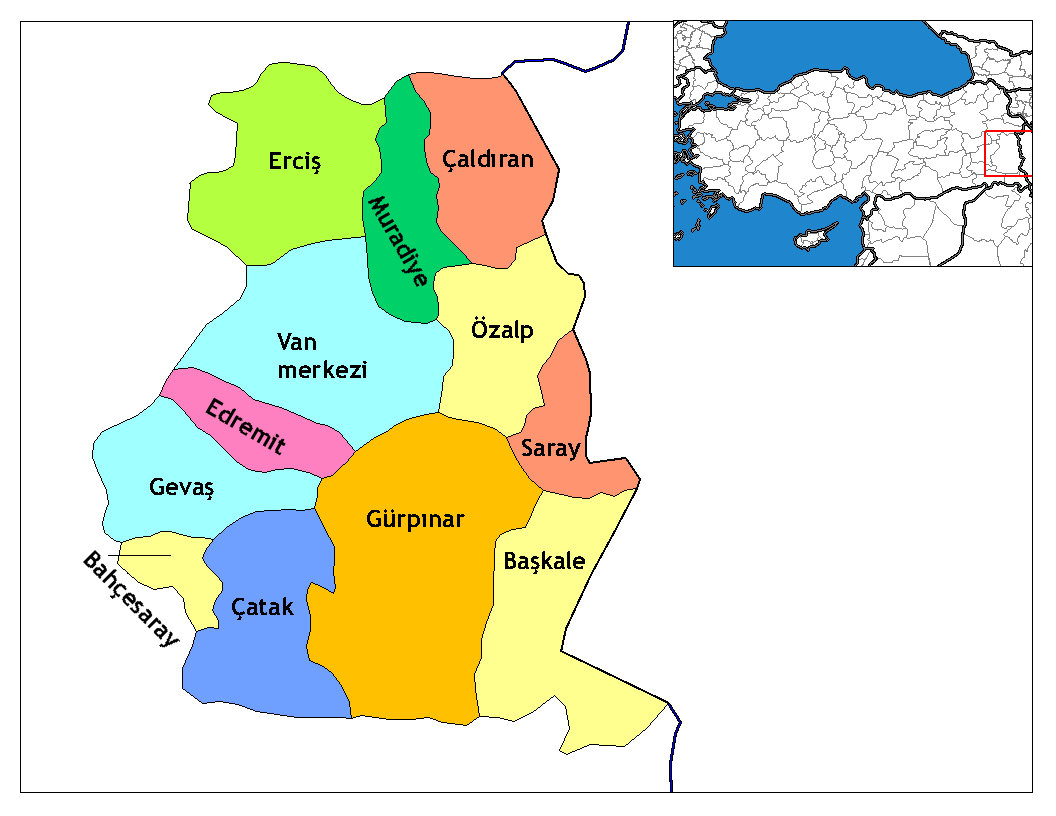
Districten van Van

- Bahçesaray
- Başkale
- Çaldıran
- Çatak
- Edremit
- Erciş
- Gevaş
- Gürpınar
- Muradiye
- Özalp
- Saray
- Van

## Yalova (provincie)

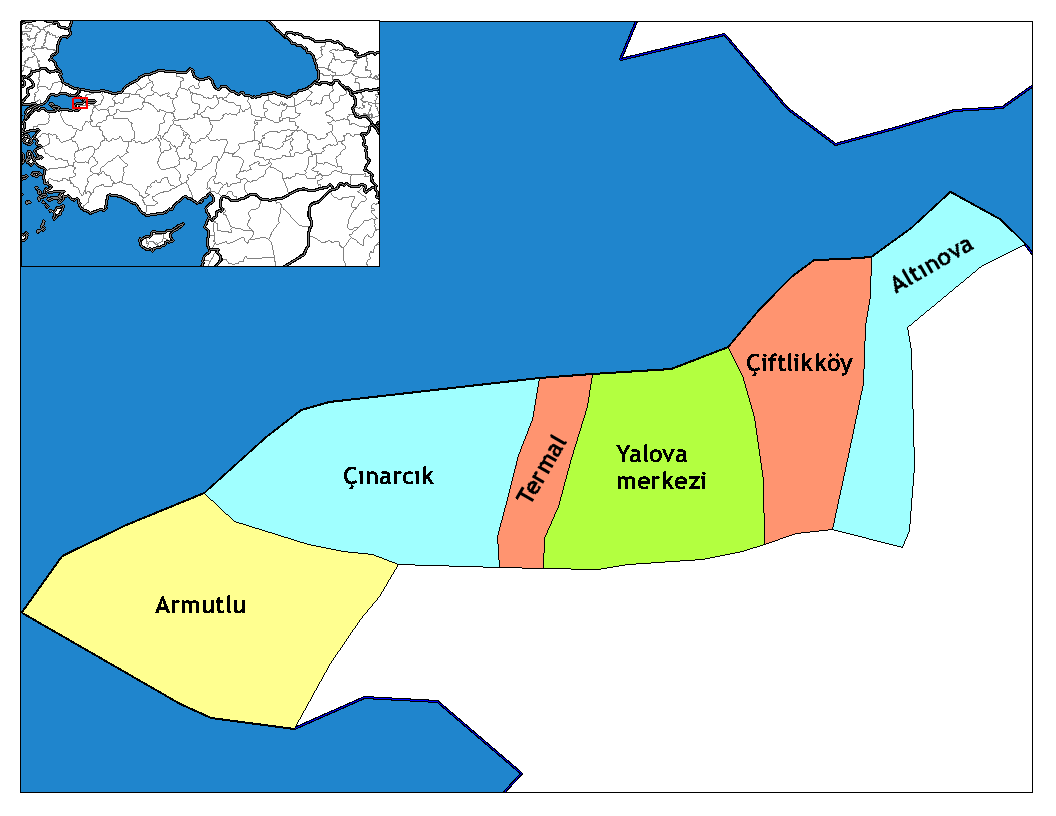
Districten van Yalova

- Altınova
- Armutlu
- Çiftlikköy
- Çınarcık
- Termal
- Yalova

## Yozgat (provincie)

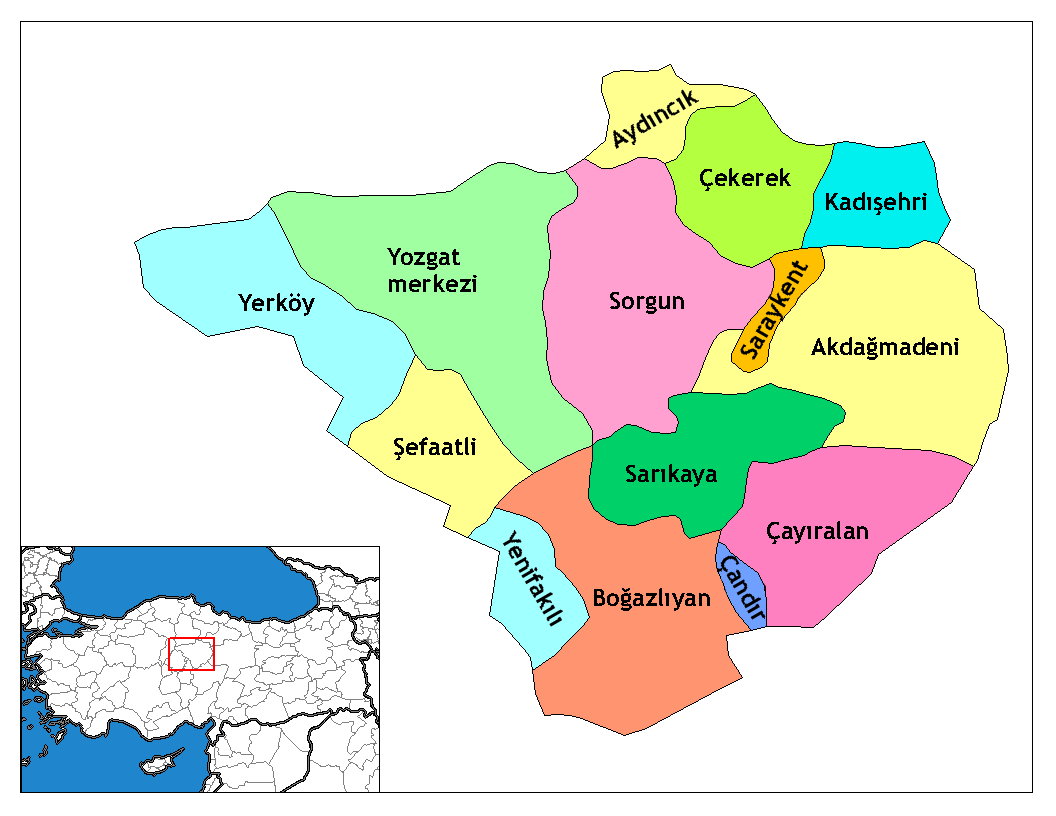
Districten van Yozgat

- Akdağmadeni
- Aydıncık
- Boğazlıyan
- Çandır
- Çayıralan
- Çekerek
- Kadışehri
- Saraykent
- Sarıkaya
- Şefaatli
- Sorgun
- Yenifakılı
- Yerköy
- Yozgat

## Zonguldak (provincie)

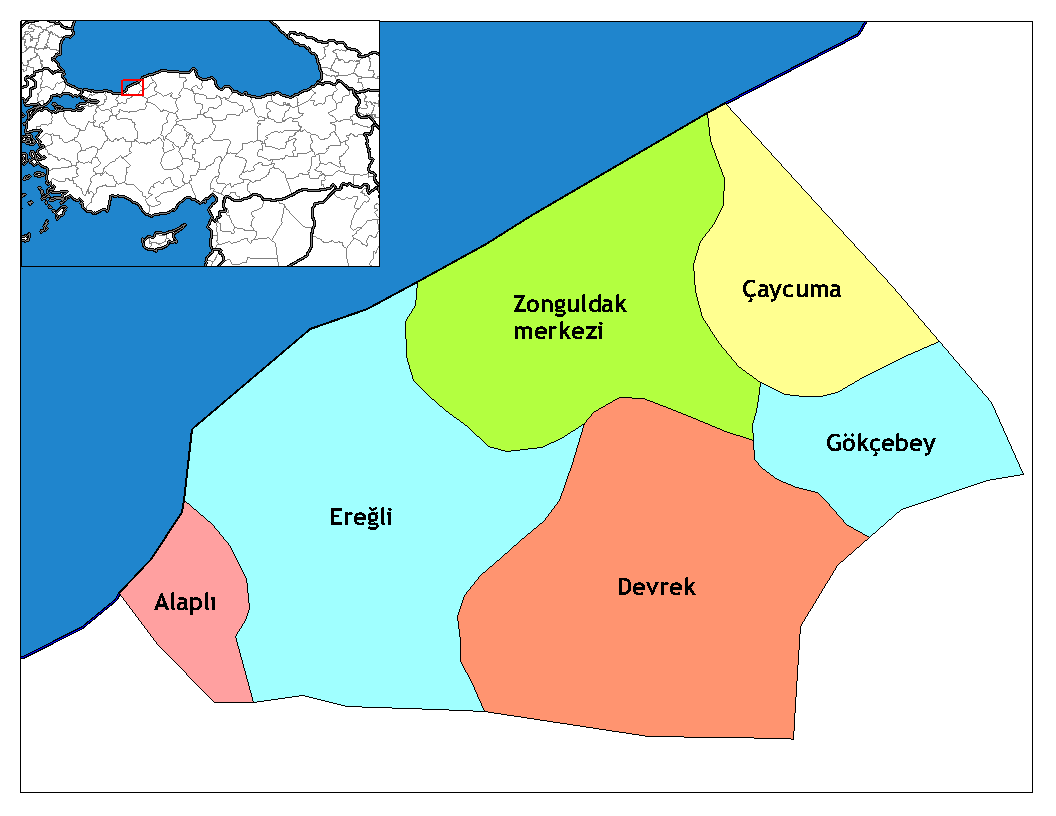
Districten van Zonguldak

- Alaplı
- Çaycuma
- Devrek
- Ereğli
- Gökçebey
- Zonguldak